# Рєпін Ілля Юхимович
Ілля́ Юхи́мович Рє́пін (Ріпин) (стар. Рѣпинъ
, Ріпин; 24 липня (5 серпня) 1844, слобода Осинівка біля Чугуєва, Харківська губернія, Російська імперія — 29 вересня 1930, Куоккала, Терійокі,  Фінляндія) — український художник, що писав у Російській імперії. Серед найвідоміших творів: «Бурлаки на Волзі», «Хресний хід у Курській губернії», «Не чекали», «Іван Грозний і син його Іван 16 листопада 1581 року» та «Запорожці пишуть листа турецькому султанові».
Син солдата, в юності працював іконописцем. Займався в Малювальній школі під керівництвом Крамського, продовжив навчання в Петербурзькій академії мистецтв. З 1878 року — член Товариства пересувних художніх виставок. Академік Імператорської академії мистецтв. Професор — керівник майстерні (1894—1907) та ректор (1898—1899) Академії мистецтв, викладач школи-майстерні Тенішевої; серед його учнів — Б. М. Кустодієв, І. Е. Грабар, І. С. Куликов, Ф. А. Малявін, А. П. Остроумова-Лєбєдєва, М. І. Фешин. Безпосередній наставник В. О. Сєрова.
Уже від початку свого творчого шляху, з 1870-х, Рєпін став однією з ключових фігур реалізму в Російській імперії. Художнику вдалося розв'язати завдання відбивання в живописному творі всієї різноманітності навколишнього життя, у своїй творчості він зумів охопити всі боки сучасності, зачепити теми, що турбували громадськість, гостро реагував на злобу дня. Рєпінській художній мові була властива пластичність, він сприймав різні стилістичні напрямки від іспанців і голландців XVII століття до Олександра Іванова та сучасних йому французьких імпресіоністів.
Розквіт творчості Рєпіна припав на 1880-ті. Він створює галерею портретів сучасників, працює як історичний художник і майстер побутових сцен. У жанрі історичного живопису його приваблювала можливість розкрити емоційну виразність певної ситуації. Стихією художника була сучасність, і навіть створюючи картини на теми легендарного минулого, він залишався майстром наболілої сучасності, скорочуючи відстань між глядачем і героями своїх творів. Останні 30 років життя Рєпін прожив у Фінляндії, у своїй садибі Пенати в Куоккалі. Він продовжував працювати, хоча вже не так інтенсивно, як колись. В останні роки він перейшов на біблійні сюжети. У Куоккалі Рєпін написав мемуари, низка його нарисів увійшла до книги спогадів «Далеке близьке». Був близьким другом російського письменника Льва Толстого та українського історика Дмитра Яворницького.

## Життєпис
Походив з козацького роду на прізвисько Ріпа, стар. Рѣпа
[джерело?]. Народився 24 липня (5 серпня) 1844 року у місті Чугуєві Харківської губернії, у приміській слободі Осинівка, на вулиці Калмицькій. Його дідусь по батьковій лінії — неслуживий козак Василій Юхимович Рєпін — був торговцем і мав заїжджий двір. Згідно з метричними книгами, він помер 1830-х роках, після чого всі господарські турботи лягли на плечі його дружини Наталі Тітовни Рєпіної. Батько художника Юхим Васильович (1804—1894) був у родині старшим із дітей. У мемуарних начерках, присвячених дитинству, Ілля Юхимович згадував про батька як про «білетного солдата», який разом із братом щороку їздив на «Донщину» і, долаючи відстань трьохсот верст, приганяв звідтіля табуни коней на продаж. За час служби в Чугуєвському уланському полку Юхим Васильович встиг взяти участь у трьох військових кампаніях, мав нагороди. Зв'язок із рідним містом, Слобожанщиною й Україною Ілля Рєпін намагався зберігати до кінця життя, а українські мотиви посідали важливе місце у творчості художника.
Дідусь художника по материнській лінії — Степан Васильович Бочаров — також багато років віддав військовій службі. Його дружиною була Пелагея Минаївна, дошлюбне прізвище якої дослідникам встановити не вдалось. На початку 1830-х дочка Бочарових Тетяна Степанівна (1811—1880) стала дружиною Юхима Васильовича. Перший час Рєпіни жили під одною стріхою з батьками чоловіка; згогдом, назбиравши грошей на торгівлі конями, голова родини зумів побудувати просторий дім на березі Сіверського Донця. Тетяна Степанівна, будучи жінкою грамотною та діяльною, не лише навчала дітей, читаючи їм твори Пушкіна, Лермонтова, Жуковського, а й організувала невелику школу, яку відвідували й сільські діти, й дорослі. Навчальних предметів у ній було небагато: чистописання, арифметика та Закон Божий. У сім'ї періодично виникали проблеми з грішми, отож Тетяна Степанівна шила на продаж шуби на заячому хутрі.
Акварельні фарби до дому Рєпіних уперше приніс двоюрідний брат Іллі Юхимовича — Трохим Чаплигін. Як згадував згодом сам художник, його життя змінилось у той момент, коли він побачив «оживання» гарбуза: чорно-біле зображення, розміщене в дитячій абетці, раптом набуло яскравості та насиченості. З цього дня ідея преображення світу за допомогою фарб вже не полишала хлопчика:
|  | Аби мене потішити, Трохим залишив мені свої фарби, і з того часу я так впився у фарбочки, пригорнувшись до столу, що мене ледве відривали для обіду та присоромлювали, що я цілком став мокрим, як миша, від зусиль і одурів зі своїми фарбочками за ці дні. |

У 1855 році батьки віддали одинадцятирічного Іллю на навчання в школу топографів — ця спеціальність, пов'язана зі знімальними та креслярськими роботами, вважалась у Чугуєві престижною. Однак через два роки навчальний заклад було закрито, і Рєпін влаштувався в іконописну майстерню до художника І. М. Бунакова. Невдовзі вістка про талановитого учня Бунакова поширилася далеко за межі Чугуєва; юного майстра почали запрошувати приїжджі в місто підрядники, яким були потрібні живописці та позолотники. У шістнадцятирічному віці юнак покинув і майстерню, і батьківський дім: йому запропонували 25 рублів на місяць за роботу в кочівній іконописній артілі, що по мірі виконання замовлень рухалась із міста до міста.
Улітку 1863 року артільники працювали у селі Сиротине Воронезької губернії неподалік від Острогозька — містечка, де народився художник Іван Крамськой. Від місцевих майстрів Рєпін дізнався, що їхній земляк, який вже здобув на той час малу золоту медаль за картину «Мойсей добуває воду зі скелі», сім років тому покинув рідні місця та поїхав навчатися до Академії мистецтв. Розповіді острогозьців стали стимулом для різких життєвих змін: восени, зібравши всі зароблені за літні місяці гроші, Ілля Юхимович вирушив до Петербурга.
За конкурсне полотно «Христос воскрешає дочку Іаіра» Рєпін отримав право на шестирічне перебування за кордоном як академічний пенсіонер, державним коштом.
Самовільно скоротив перебування за кордоном, де перебував у 1873–1876 роках, хоча витратив час на вивчення музейних збірок і творів сучасних французьких майстрів. До того ж, дещо несподіваний у вчинках, художник виставив деякі свої твори в Паризькому Салоні, попри заборону Петербурзької академії. Малював відносно мало. Для звіту передав у академію полотно казково-театрального характеру «Садко у підводному царстві» (1876). За пізнішими оцінками найцікавішими були етюди Монмартру та Веля.
1870–1880-ті були насичені подорожами Росією й Україною, на основі чого створив декілька відомих картин. Художник відвідав рідний Чугуїв, де збирав матеріали для майбутніх картин, серед яких такі: «Бурлаки на Волзі», «Дочка Віра в дитинстві», «Хресна хода в Курській губернії», «Царівна Софія». Саме в Чугуєві створив полотно «Протодиякон» зі складним образом православного священника, що спричинило неоднгозначні відгуки через суперечливість самої особи.
Значну історичну драму зображено на полотні «Цар Іван убиває свого сина» (1885).
З 1893 року — академік, професор Петербурзької Академії (до 1907); член товариства Передвижників (з 1878) і мистецької групи «Мир искусства» (з 1890).
З ініціативи Великого князя Сергія Олександровича Рєпін прийняв пропозицію працювати в Імператорській академії заради реформування навчального закладу. Майстерня художника в ті часи була найпопулярнішою серед учнів.
Після здобуття Фінляндією незалежності від Росії Ілля Рєпін не захотів переїжджати до Москви і Петербурга, згодом більшовики також перекрили шлях і до України.
У 1919 році подарував фінському Товариству художників 23 картини російських художників, які не підтримали більшовицький переворот. Так було покладено початок знаменитій колекції «Атенеум».
У 1920 році прийняли до складу Товариства.

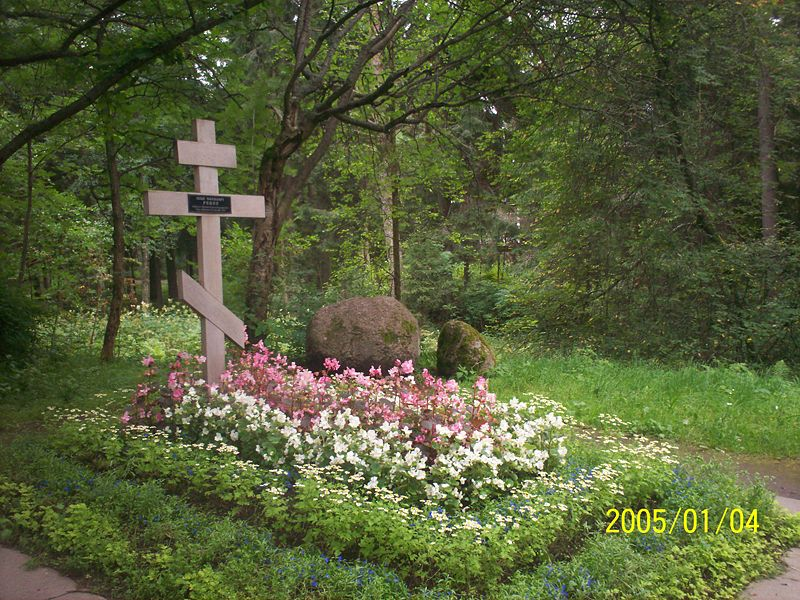
Могила Іллі Рєпіна

Помер у своїй віллі «Пенати» в невеличкому фінському селищі Куоккала. За заповітом тіло мали поховати в рідному Чугуєві, однак через більшовицьку владу в східній Україні вдова художника вирішила поховати чоловіка в парку поблизу будинку і пагорба, який Ілля Рєпін називав Чугуєвою гіркою. На могилі (за заповітом художника) висадили дерево. Могила збережена.

## Сім'я
Був одружений двічі. Шлюб з першою дружиною — Вірою Олексіївною Шевцовою — не влаштовував художника, і він розірвав його.
Друга дружина художника — Наталія Нордман, письменниця, померла від туберкульозу.
Син Рєпіна Юрій став художником, який не зробив суттєвого внеску до мистецтва. Онук Рєпіна, Дій, мав бажання вчитися на художника у Ленінграді, проте під час спроби переходу фінсько-радянського кордону влітку 1935 року його затримали органи НКВС та невдовзі було страчено. Одна з дочок мала психічні розлади[джерело?].

## Творчість
Залишив багату й різноманітну мистецьку спадщину, його ранні розписи церков в Україні знищені під час війни, численні жанрові, побутові картини, портрети і твори на історичні теми зберігаються в музеях Росії, України та у приватних колекціях.
Найвідоміші твори:
- «Бурлаки на Волзі» (1870—1873),
- «Портрет І. С. Тургенєва» (1874; 1879),
- «Царівна Софія» (1879),
- «Іван Грозний і син його Іван 16 листопада 1581 року» (1881—1885),
- «Дуель» (1896),
- «Урочисте засідання Державної ради 7 травня 1901 року» (1901—1903).

На українські теми:
- «Запорожці пишуть листа турецькому султану» (1880-91, один варіант у Санкт-Петербурзі (Російський музей), другий — у Харківському Державному Музеї образотворчого мистецтва;
- «Вечорниці» (1881),
- «Гайдамака» (1902),
- «Чорноморська вольниця» (1903),
- «Гопак» (1927, не закінчений).
- «Етюд академічної натурниці»,
- «Солоха і дяк»

Створив численні портрети діячів російської культури, а з українців серед інших: С. Любицької, М. Мурашка (1877), В. Тарновського (1880, «Гетьман») і С. Тарновської, Т. Шевченка (1888), Д. Багалія (1906); чотири ескізи проекту пам'ятника Шевченкові у Києві (на конкурс 1910–14). Робив ілюстрації до творів М. Гоголя «Тарас Бульба» і «Сорочинський ярмарок» (1872–82), книги Дмитра Яворницького «Запоріжжя в залишках старовини і переказах народу» (1887), а також малюнки з пам'яток української архітектури, українських народних типів тощо.
Рєпін — типовий реаліст, який проте не копіював природу, а перевтілював її мотиви своїм розмашним, часто майже експресіоністичним малярством. Майстерно охоплював людську постать у русі, її типаж і вираз, а його соковиті і звучні барви надавали творові ефектної пластичності. На деяких творах Рєпіна помітний вплив імпресіонізму й символізму. Залежно від того, де і над якою тематикою він працював, періоди його творчості можна визначити як український та російський. У творчості він є продуктом українсько-російського культурного симбіозу. Проте з Україною Ілля Рєпін був пов'язаний не тільки походженням, але й чуттєво. Він був закоханий в українську природу, людину, фольклор та висував проблему українського стилю в мистецтві. До друзів Іллі Рєпіна належали українські діячі: М. Кропивницький, М. Мурашко, Д. Яворницький, Є. Чикаленко й багато інших. Між учнями були М. Пимоненко, О. Мурашко, І. Макушенко, Ф. Красицький, С. Прохоров, І. Шульга, Ф. Чуприненко та інші. Як педагог і критик він написав книгу «Далеке близьке» (1953). Після революції Ілля Рєпін не бажав жити в радянській Росії й залишився у своєму маєтку «Пенати» у Куоккала (Фінляндія), де й помер. У 1982 році «Пенати» відбудовано й відкрито як «Музей-маєток І. Ю. Рєпіна».
Рєпін був членом журі комісії, метою якої було створення пам'ятника Т. Шевченку до 100-річчя з дня народження поета й художника. Як і деякі інші українські художники, Рєпін вийшов із журі, оскільки був невдоволений остаточним вибором комісії. Ілля Юхимович називав Шевченка «апостолом свободи» і власноруч виконав кілька ескізів для проєкту пам'ятника. В. К. Розвадовський мав намір створити листівку, гроші від продажу якої спрямувати на будівництво пам'ятника. Для цього І. Рєпін намалював аквареллю «Прометея» з поеми Шевченка «Кавказ». Рєпін став членом-засновником Спілки захисту пам'ятників Т. Шевченку, устав якої не було утверджено владою.
Допомагав комітету при Спілці образотворчих мистецтв ім. В. Верещагіна в м. Миколаєві, був поважним членом Київської літературно-артистичної спілки, Київської спілки старовини й мистецтва.

### Тема народовців
Серед картин-відгуків на сучасні художнику події особливе місце посіла серія про народовців. Рєпін добре усвідомлював усю скандальність теми, її антидержавне спрямування. Широко розрекламовані картини цієї серії в часи СРСР мало хто знав при житті художника.
Запобігаючи доносам і неприємностям з російським урядом, Рєпін створив серію невеличких картин, яку постійно ховав і показував лише довіреним особам. Серед картин серії —
- «Арешт пропагандиста» (1880)
- «Під конвоєм» (1876)
- «Не чекали» (1884)
- «Перед сповіддю» (1885).

Серія могла бути знищена як самим художником, так і сучасниками. На щастя, цього не сталося. Усі найкращі варіанти серії зберігає Третьяковська галерея.

## Учні Рєпіна
- Сєров Валентин Олександрович
- Олександр Мурашко
- Богданов-Бєльський
- Грабар Ігор Емануїлович
- Борис Кустодієв

- Бродський Ісак Ізраїльович
- Іван Макушенко
- Колесніков-Одеський Степан Федорович
- Красицький Фотій Степанович
- Онацький Никанор
- Сорин Савелій Абрамович
- Цисс Григорій

## Вшанування пам'яті
- Рєпіно, до 1948 Куоккала
- Санкт-Петербурзький державний академічний інститут живопису, скульптури та архітектури імені І. Ю. Рєпіна
- Національний музей «Київська картинна галерея», раніше Київський державний музей російського мистецтва імені Рєпіна, Київ, вулиця Рєпіна (нині Терещенківська)
- Художньо-меморіальний музей І. Ю. Рєпіна, Чугуїв[21]
- Парк імені І. Ю. Рєпіна, Чугуїв[22][23][24]

### Вулиці Рєпіна

#### Україна
- Вулиця Рєпіна у ряду місті України.

#### Росія
- Вулиця Рєпіна — вулиця в Брянську.
- Вулиця Рєпіна — вулиця у Волгограді.
- Вулиця Рєпіна — вулиця в Єкатеринбурзі.
- Вулиця Рєпіна — вулиця в Калінінграді.
- Вулиця Рєпіна — вулиця в Липецьку.
- Вулиця Рєпіна — вулиця в Москві.
- Вулиця Рєпіна — вулиця в Пермі.
- У Санкт-Петербурзі:
  - Вулиця Рєпіна — вулиця в Василеостровському районі;
  - Вулиця Рєпіна — вулиця в Ломоносові.
- Вулиця Рєпіна — вулиця в Ставрополі.
- Вулиця Рєпіна — вулиця в Твері.
- Вулиця Рєпіна — вулиця в Чебоксарах.

#### Білорусь
- Вулиця Рєпіна — вулиця в Мінську.
- Вулиця Рєпіна — вулиця в Гомелі.

#### Казахстан
- Вулиця Рєпіна — вулиця в Алмати.

## Галерея

### Релігійні композиції

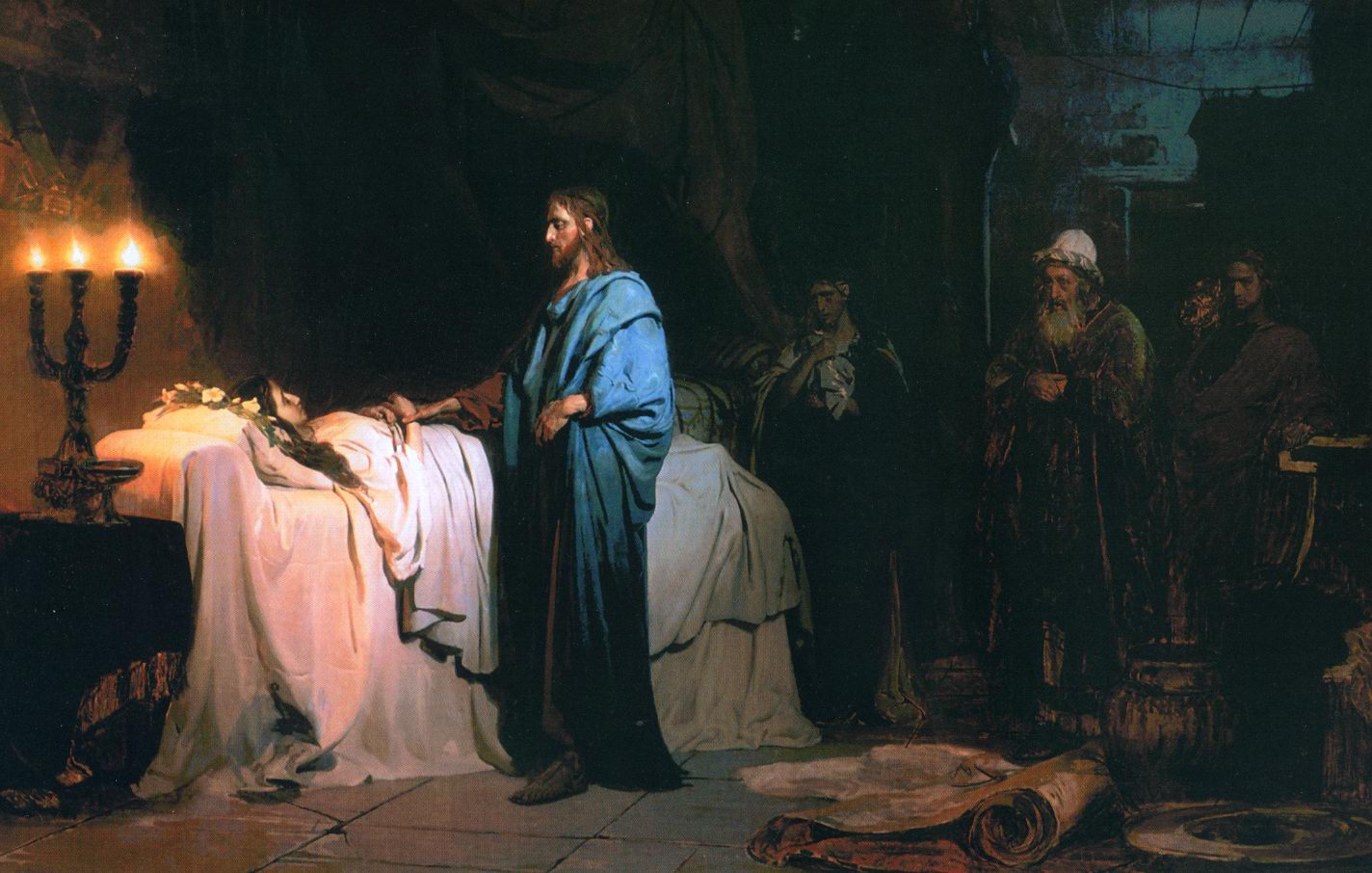
«Христос воскрешає доньку Іаіра», 1871, Державний Російський музей, Санкт-Петербург
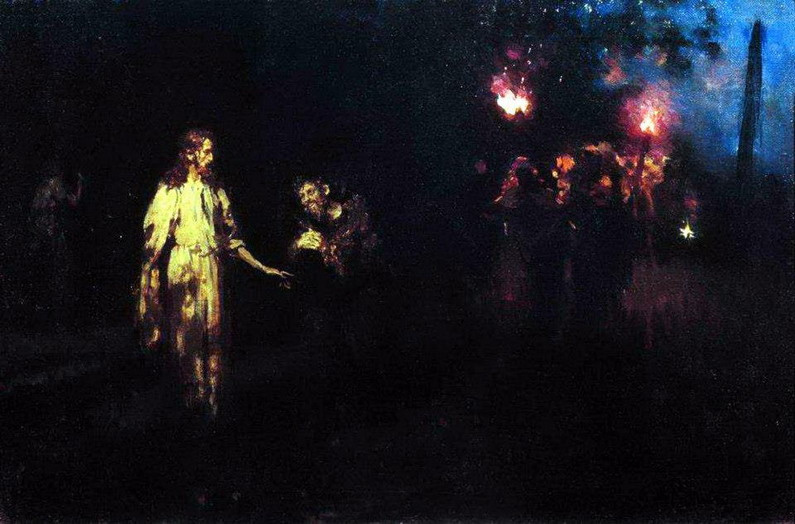
«Христос у Гетсиманському саду». Кінець 1880-х
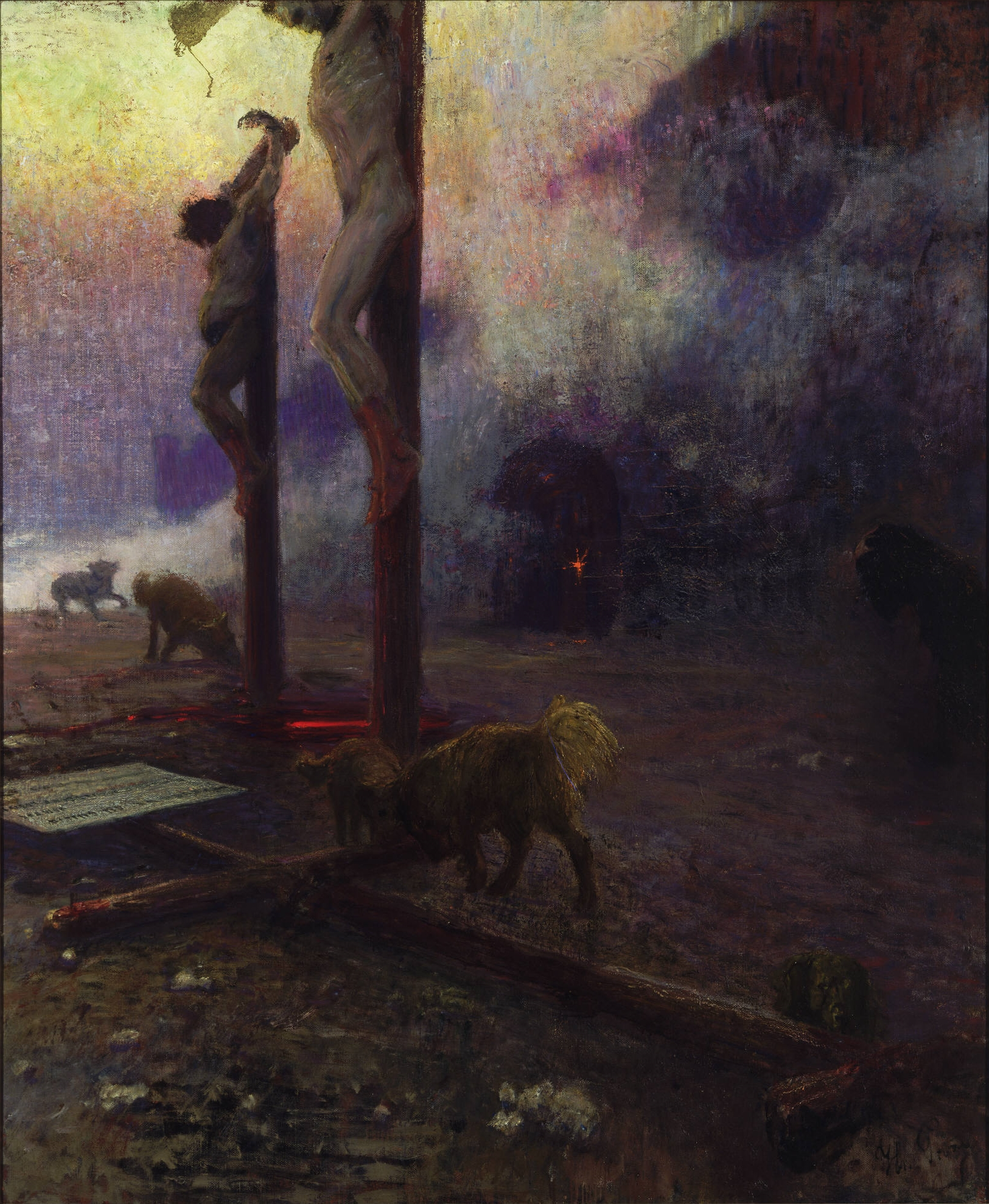
«Голгофа», бл. 1922, США, Принстон, Університетська галерея мистецтв
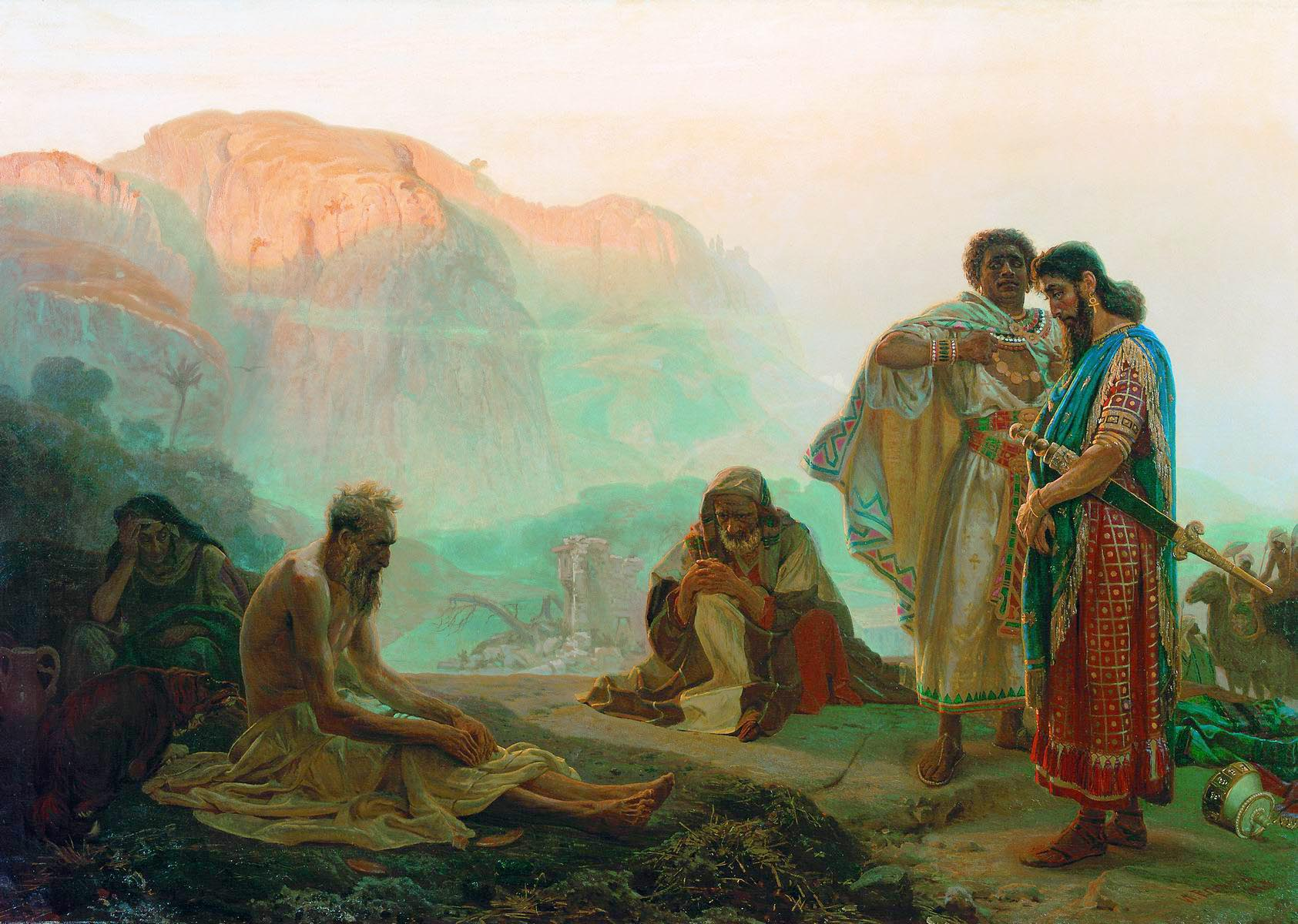
«Йов Багатостраждальний та його друзі», Державний Російський музей, Санкт-Петербург
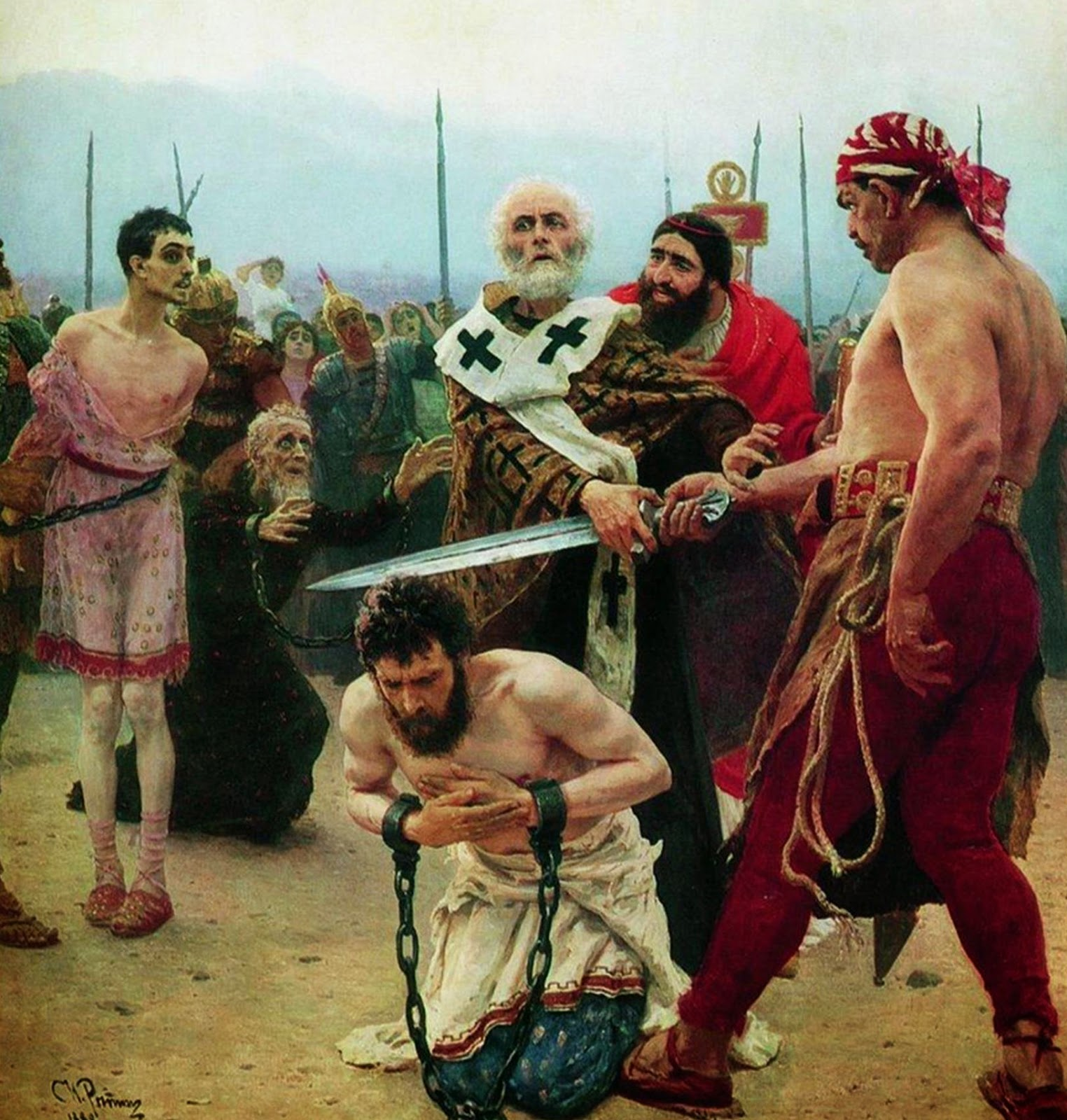
«Микола Мирлікійський звільняє від смертної кари трьох невинно засуджених». 1888, Державний Російський музей, Санкт-Петербург
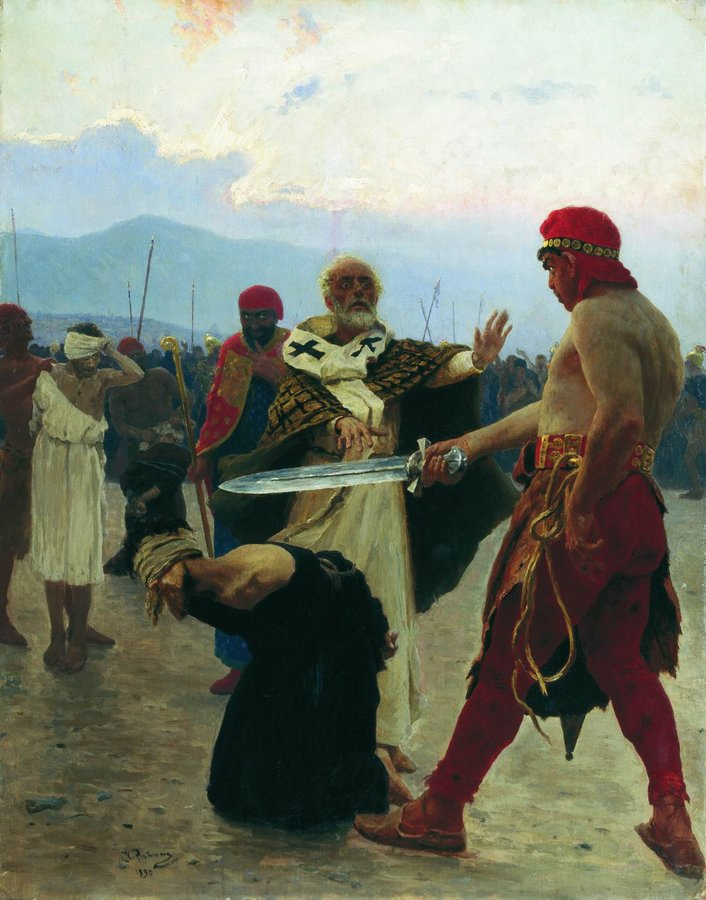
«Микола Мирлікійський звільняє від смертної кари трьох невинно засуджених». Варіант картини, 1890, Харківський художній музей

### Портрети роботи Рєпіна

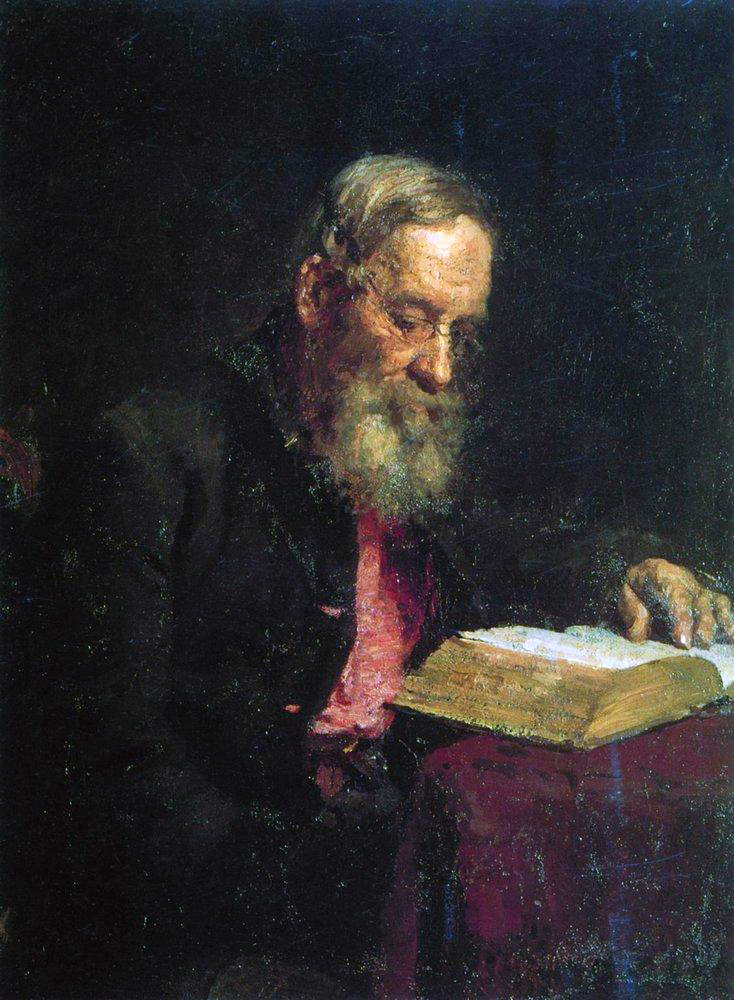
«Портрет Юхима Васильовича Рєпіна» (батька), 1879
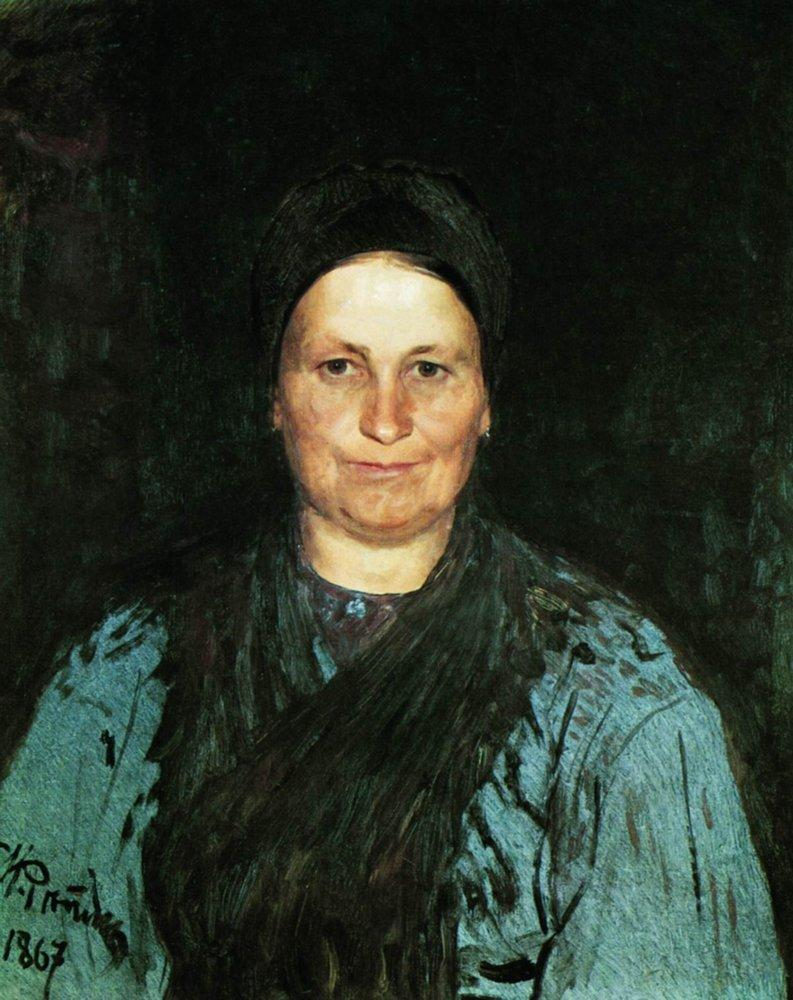
«Портрет Тетяни Степанівни Рєпіної» (мати), 1867
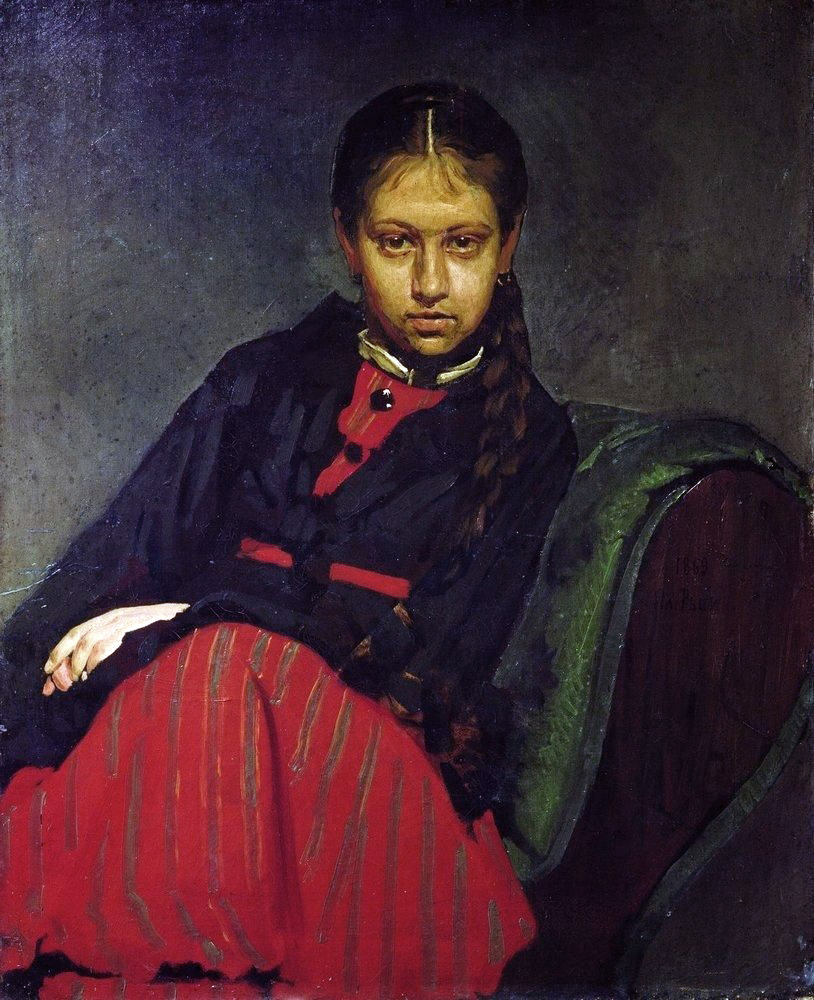
«Віра Шевцова», 1869
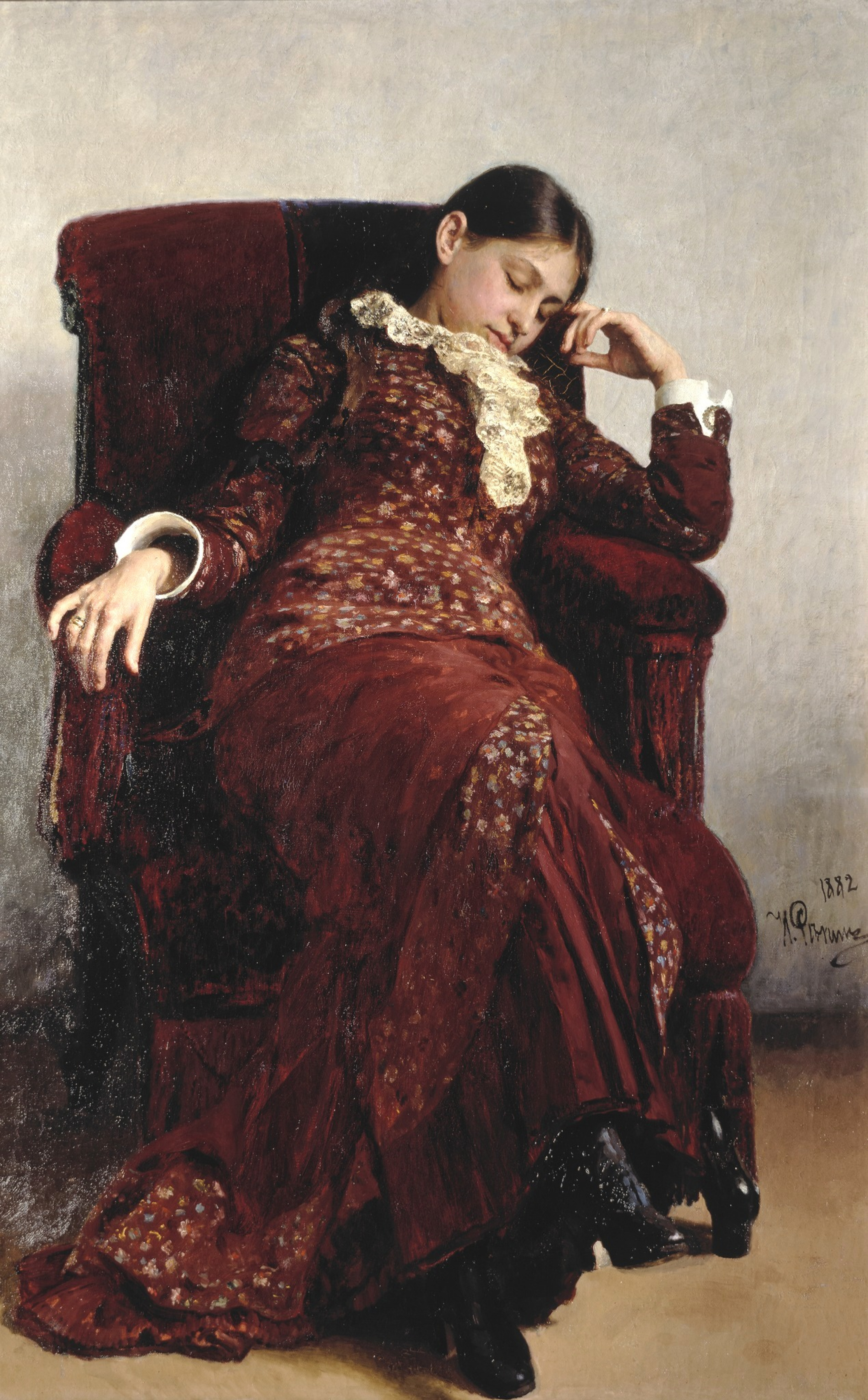
«Відпочинок. Портрет В. А. Репиной, дружини художника», 1882
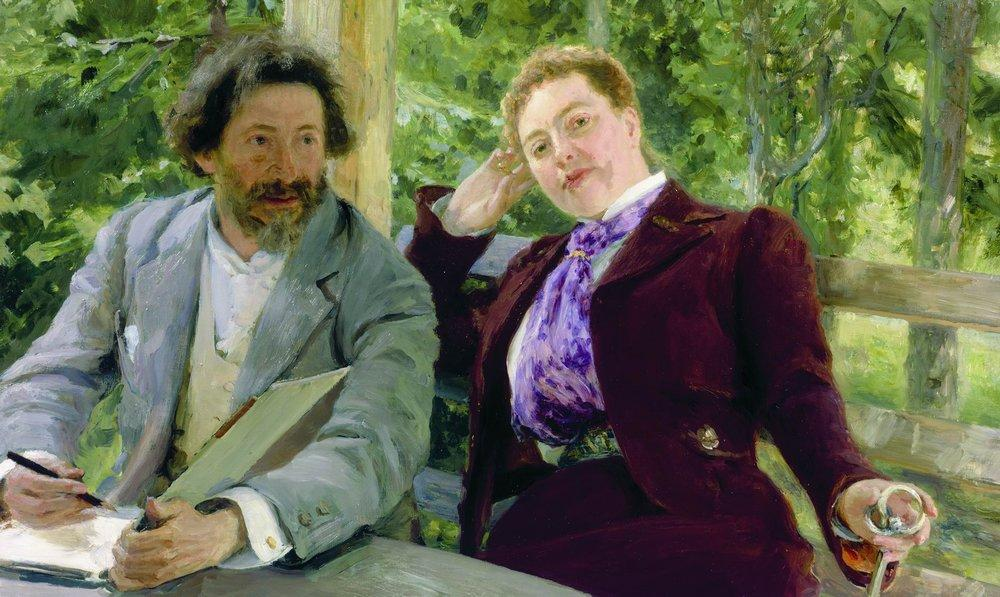
«Автопортрет з Наталією Нордман», 1903
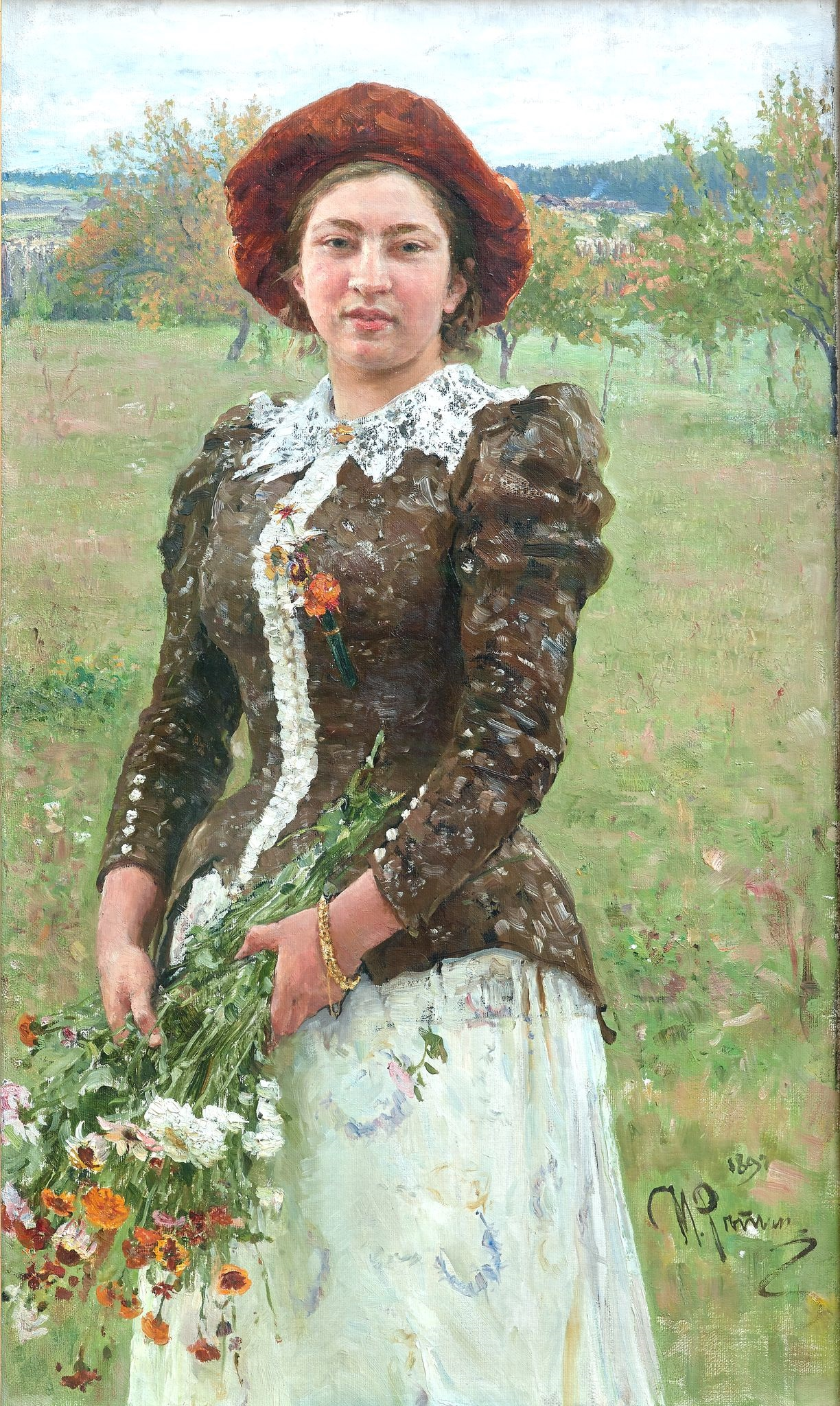
«Осінній букет», 1892
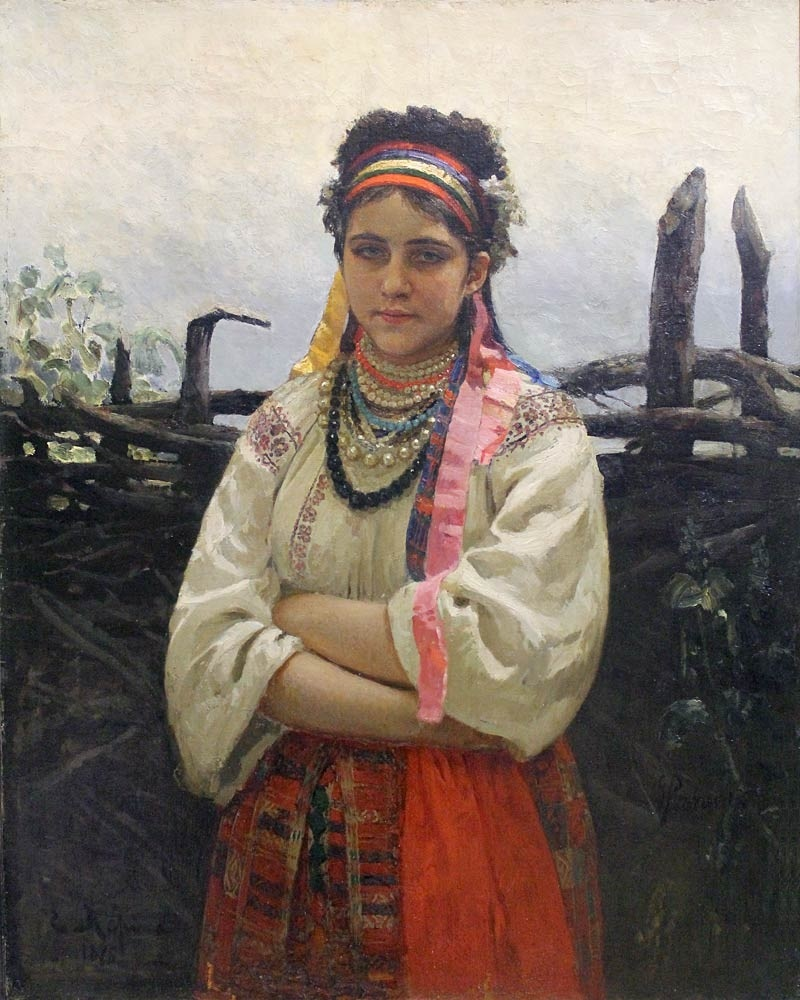
«Українка біля тину», 1876
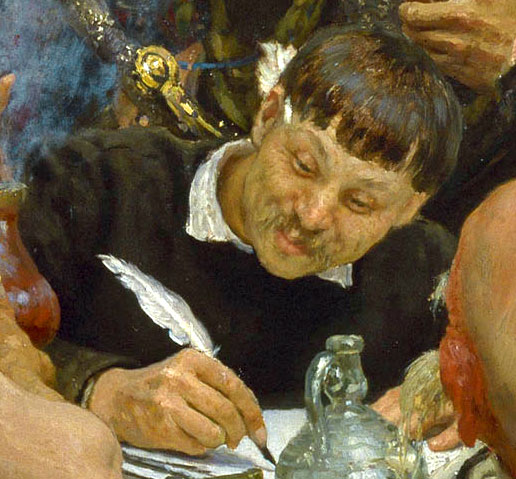
«Запорожці пишуть листа турецькому султану», 1880-1891, фрагмент «Писар» — портрет історика і етнографа Дмитра Яворницького
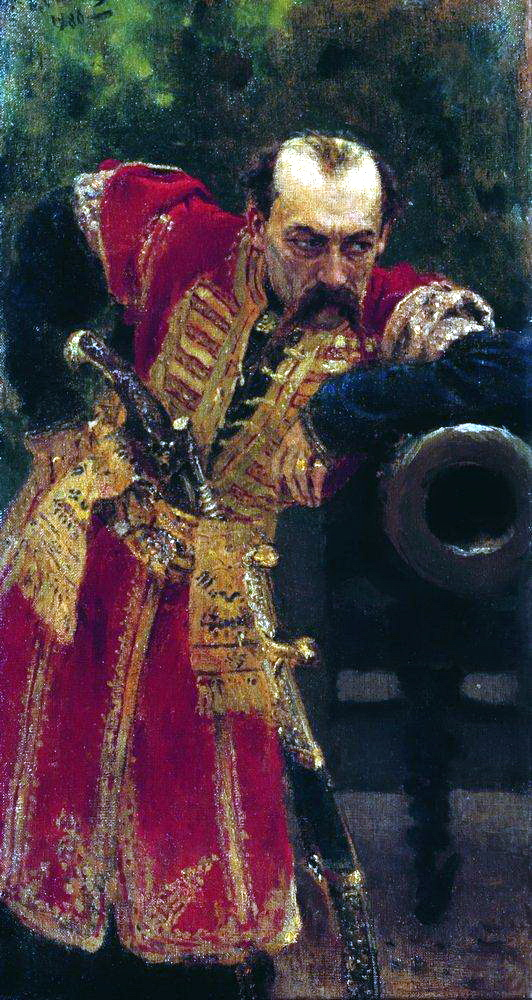
«Запорізький полковник», 1880
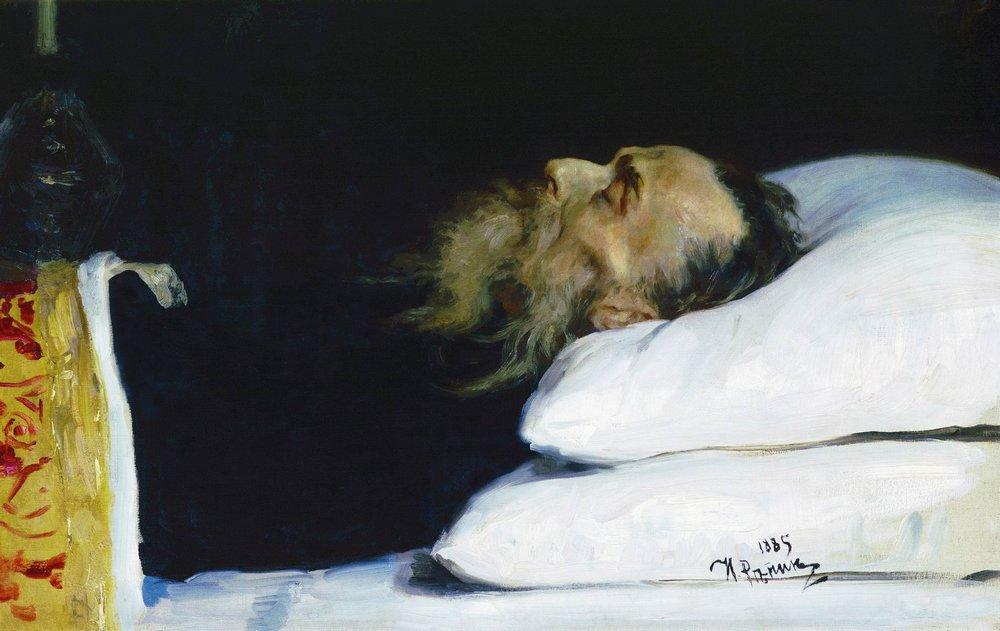
«Микола Костомаров на смертному ложі», 1885
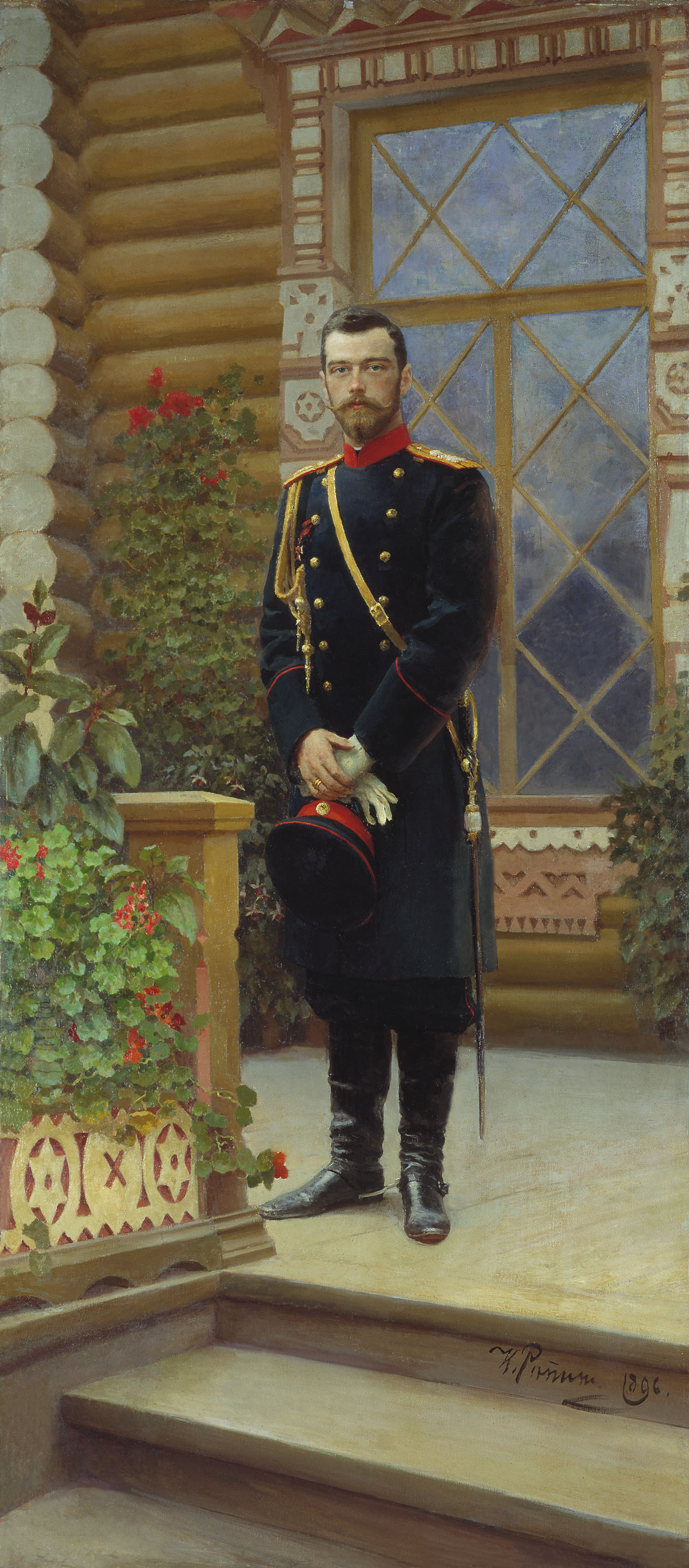
«Портрет Миколи II», 1896
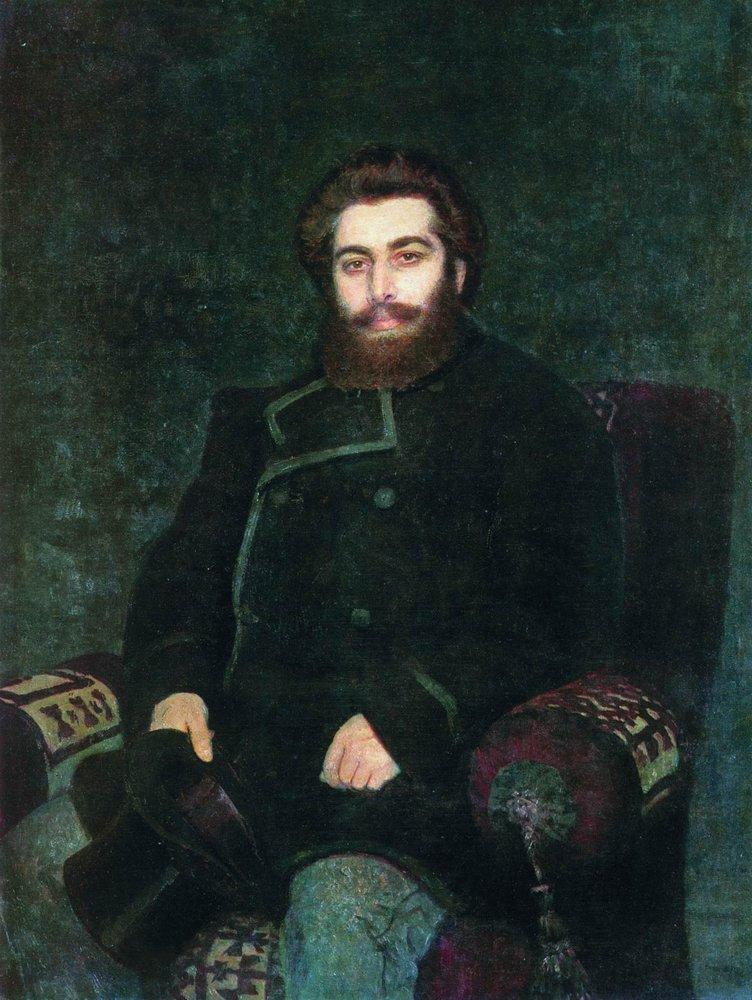
«Портрет художника Архипа Івановича Куїнджі», 1877
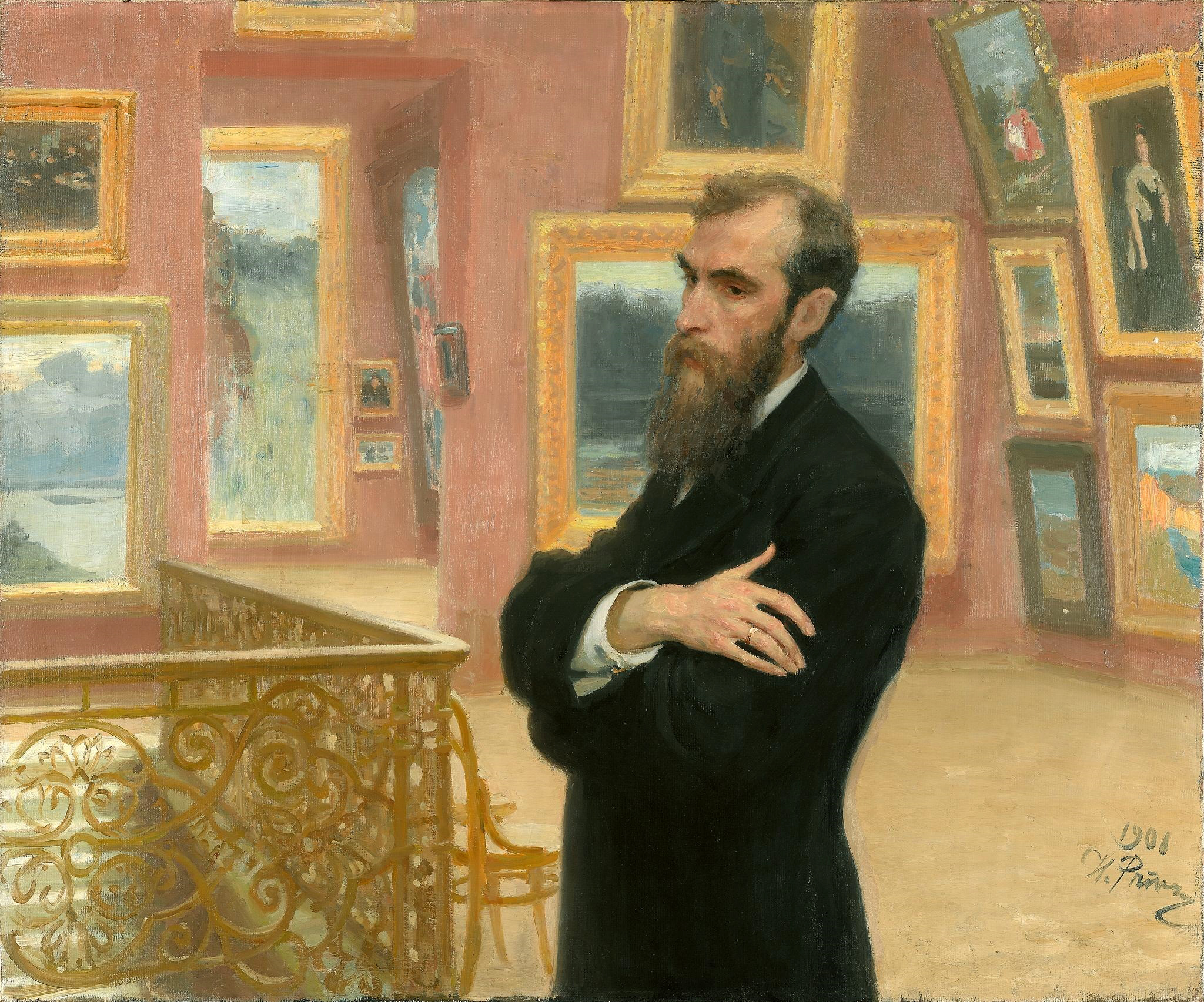
«Портрет Павла Третьякова», 1901
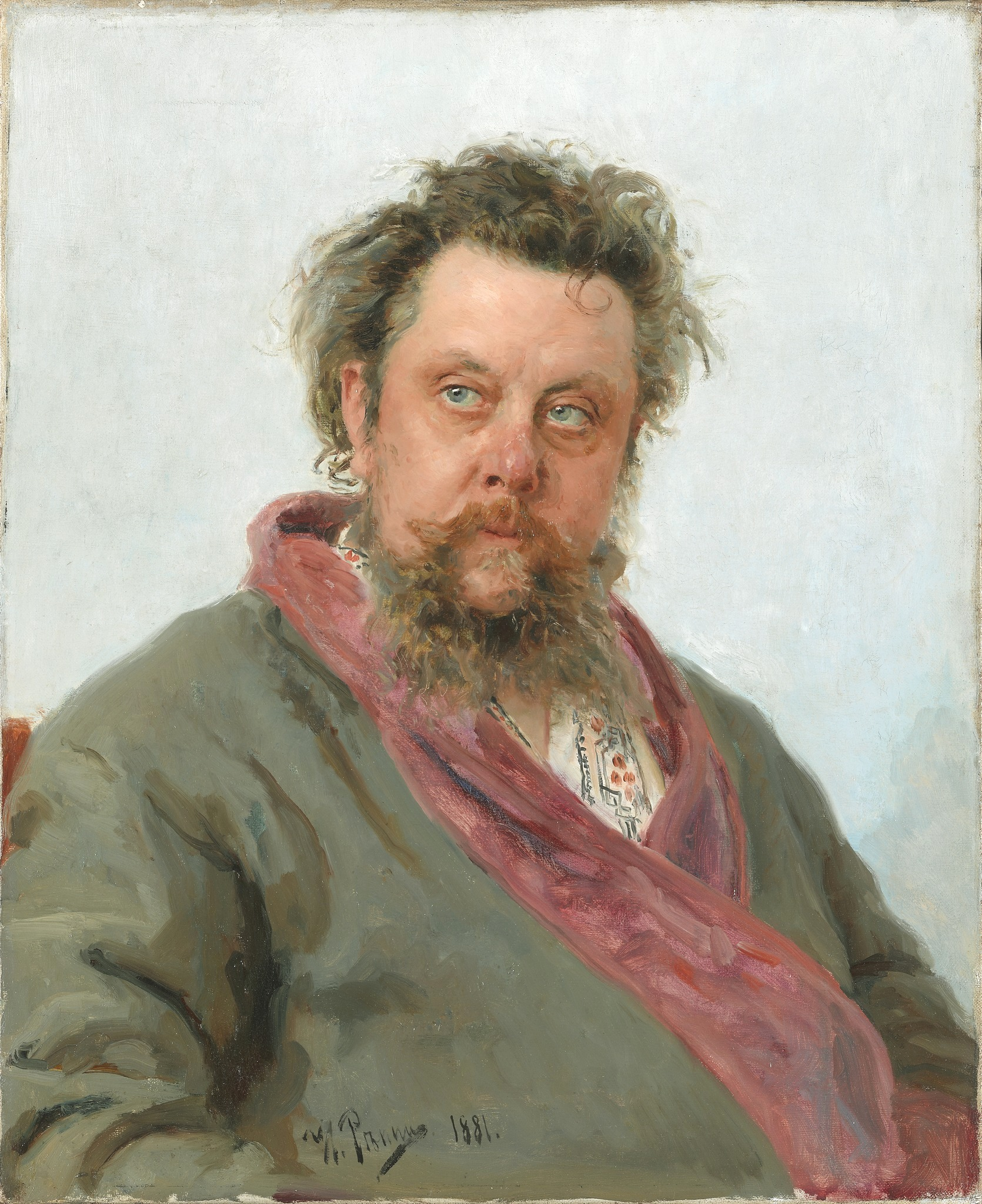
«Портрет композитора М. П. Мусоргського», 1881
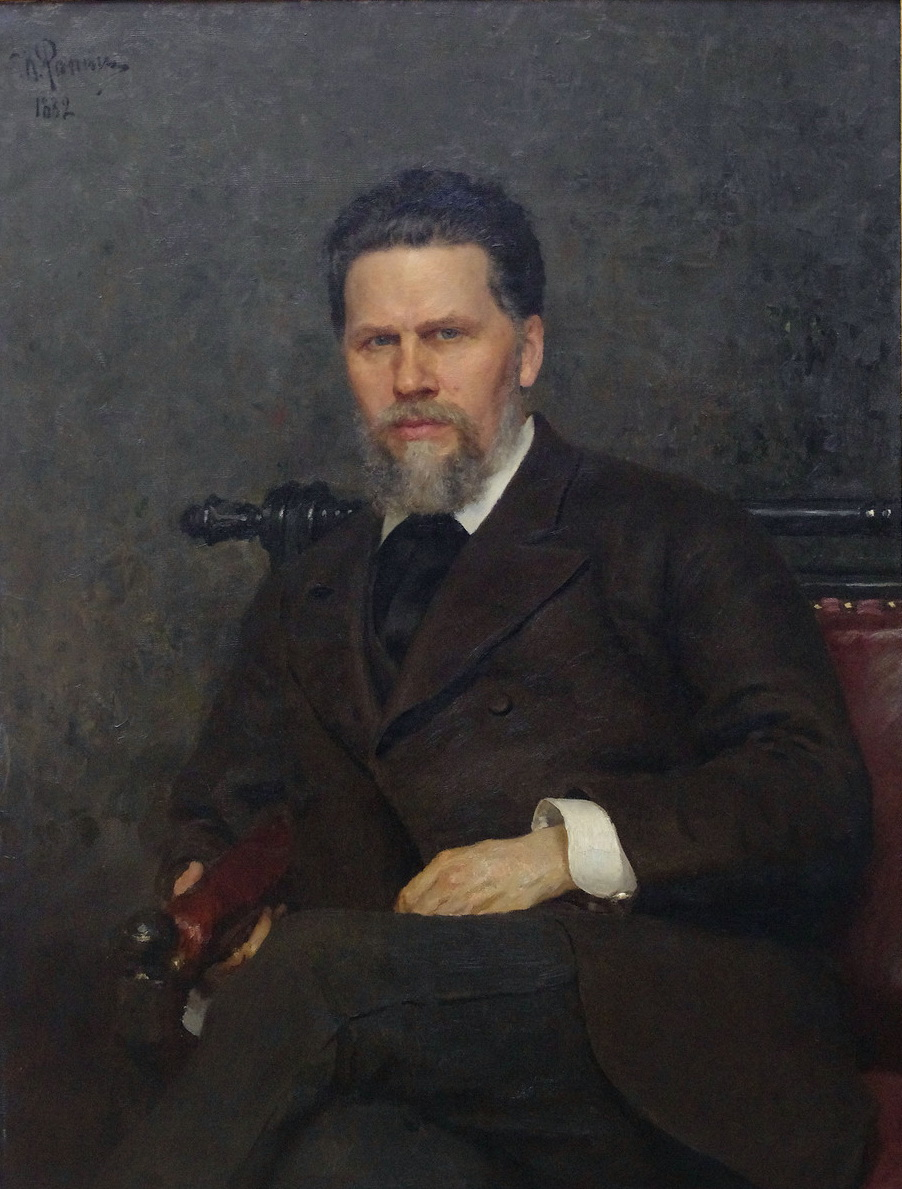
«Портрет Івана Крамського»
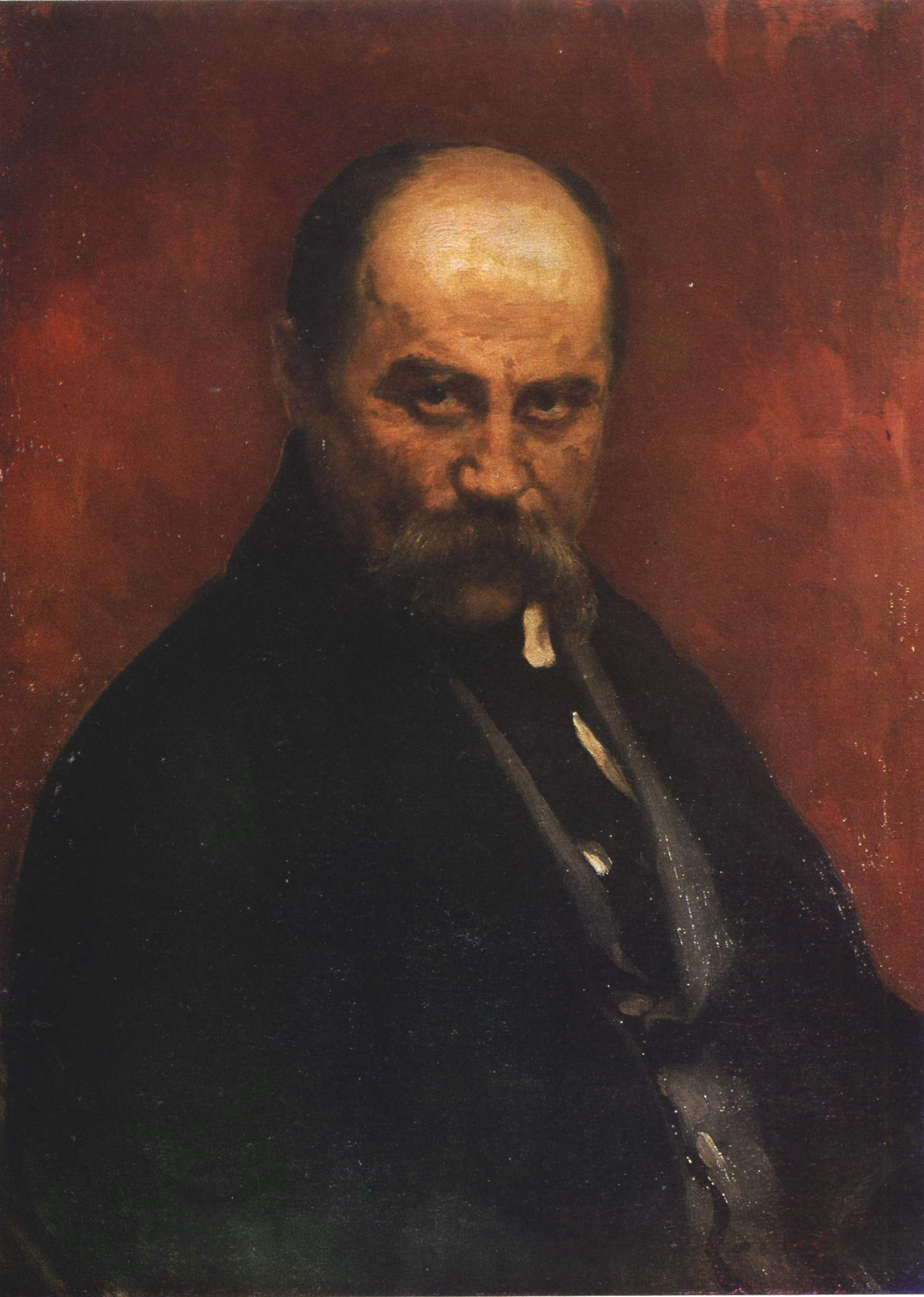
«Портрет Тараса Шевченка», 1888
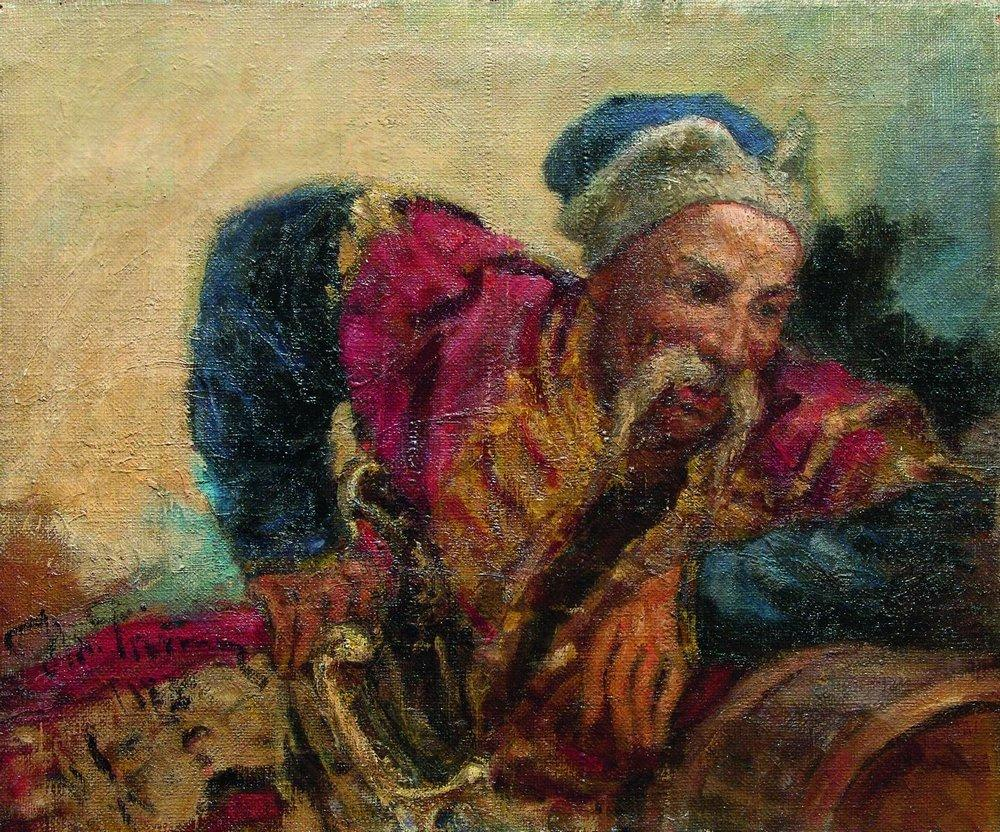
«Отаман Іван Дмитрович Сірко», 1889
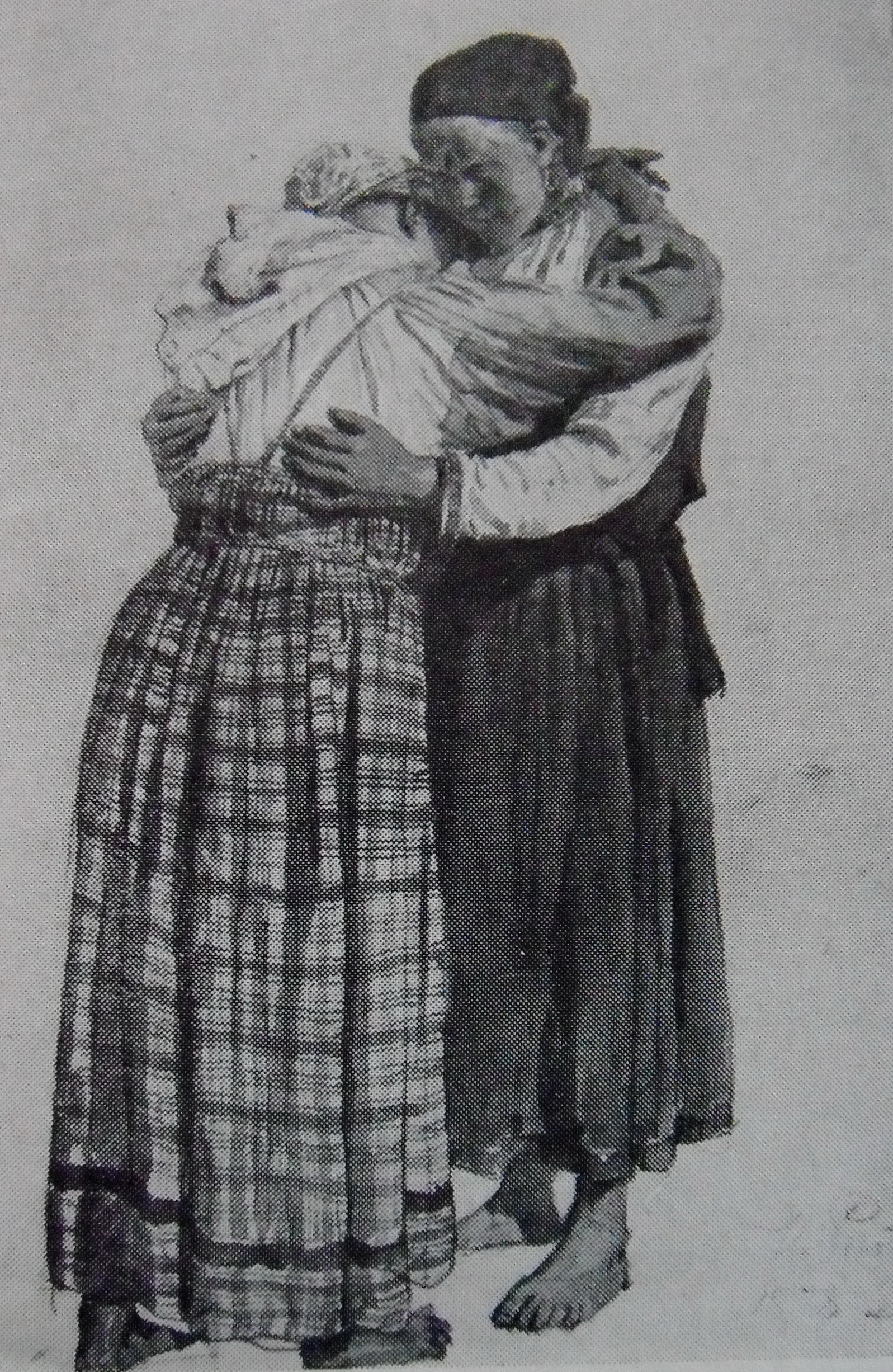
«Дві селянки». Етюд до «Проводів новобранця»
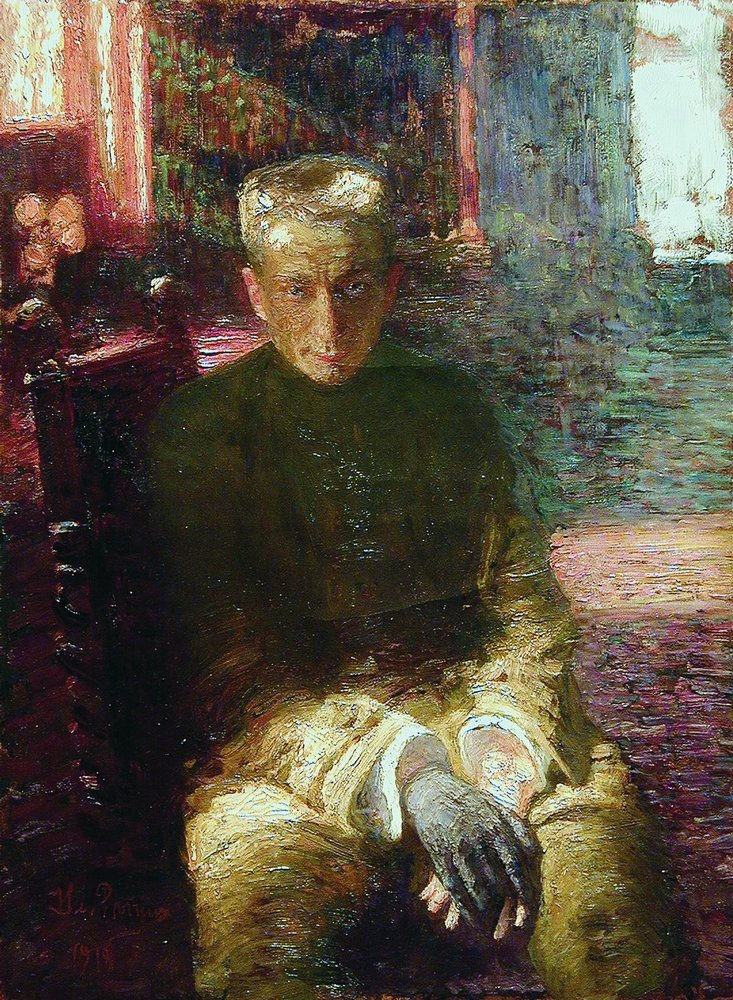
«Олександр Керенський», 1917
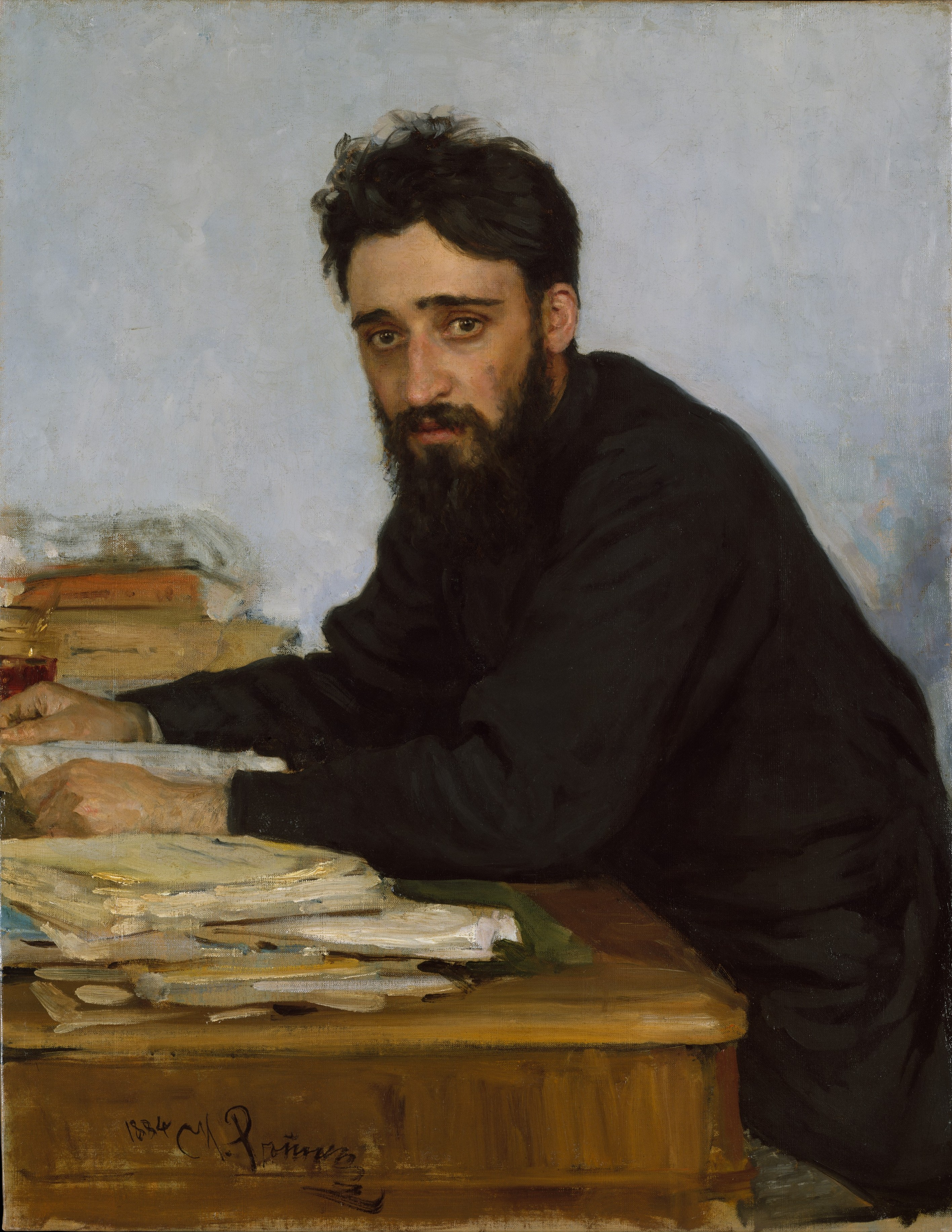
Портрет В. М. Гаршина (1884, Музей мистецтва Метрополітен)
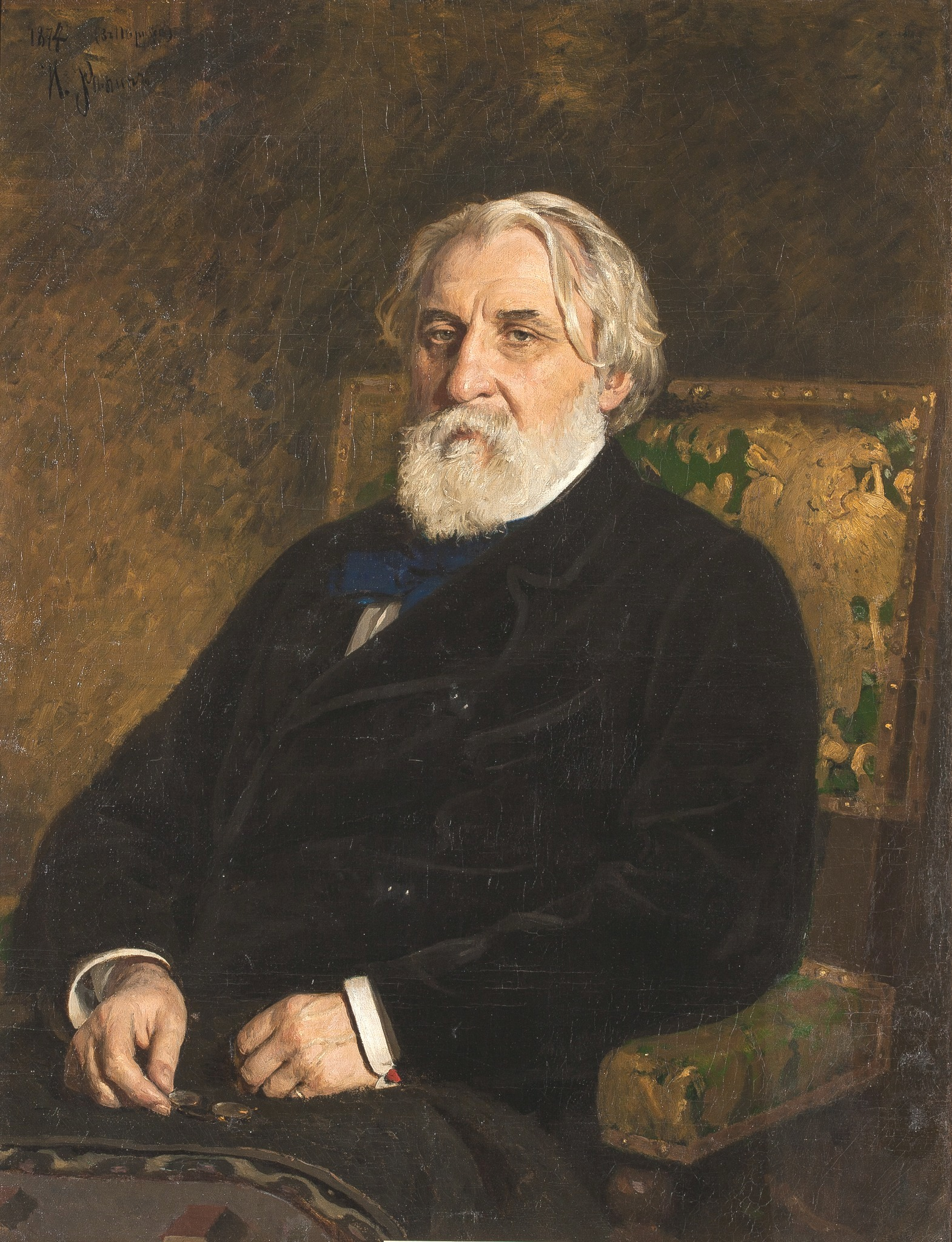
«Портрет І. С. Тургенєва», 1874
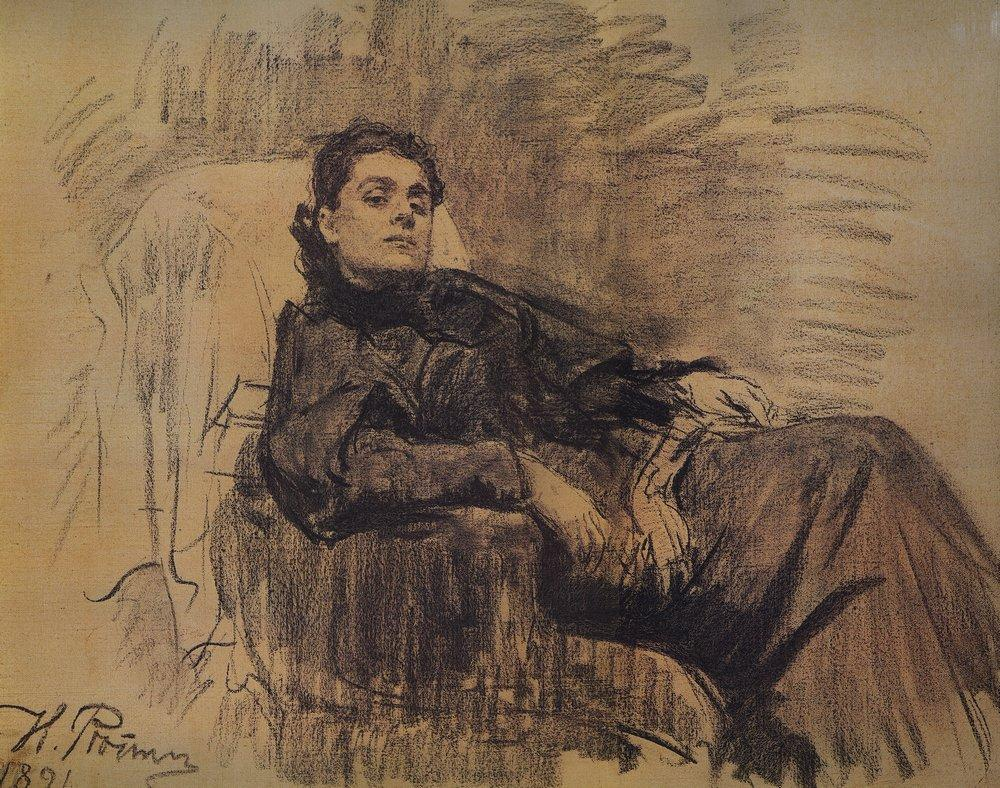
«Портрет Елеонори Дузе», 1891
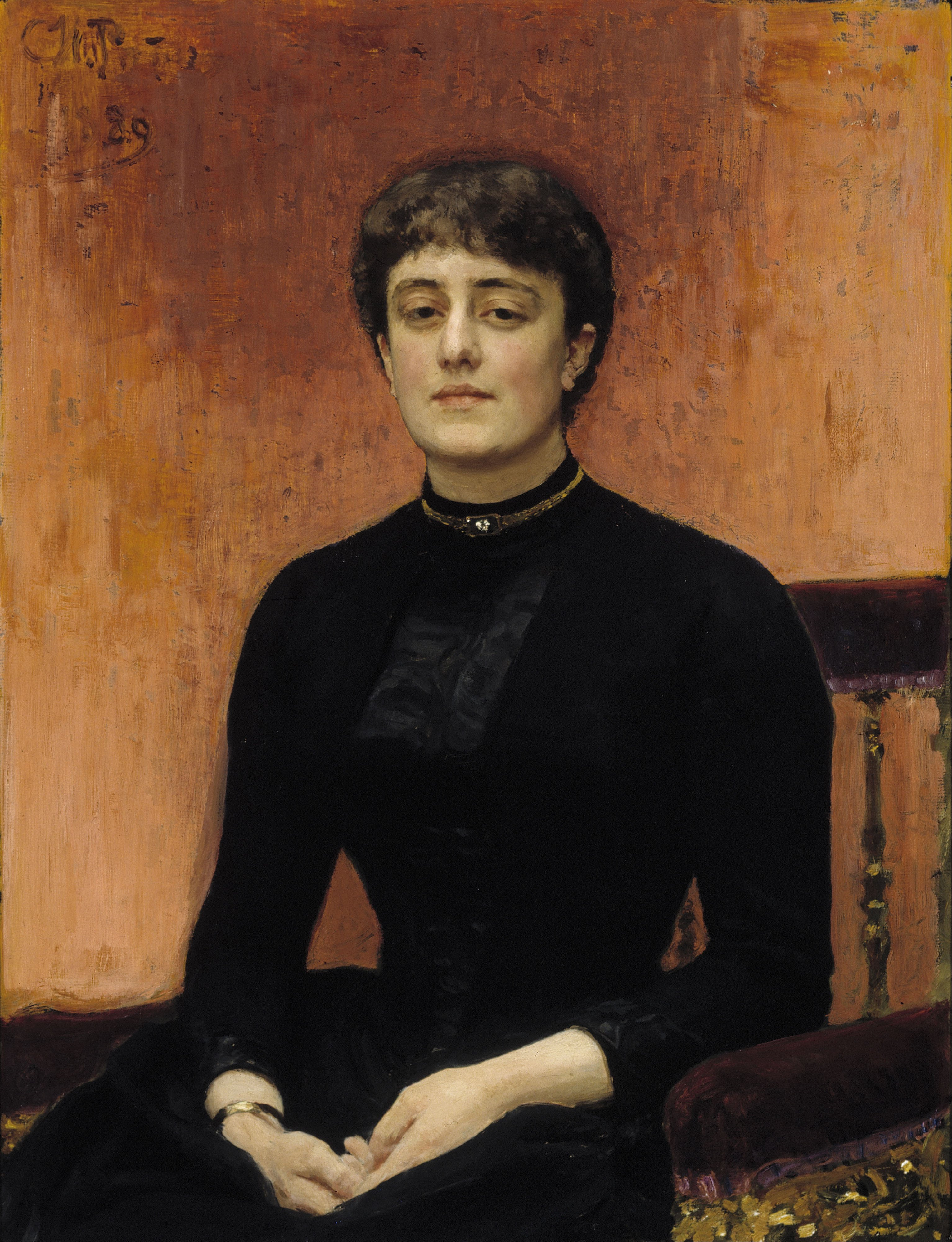
«Портрет Єлизавети Званцевої», 1889
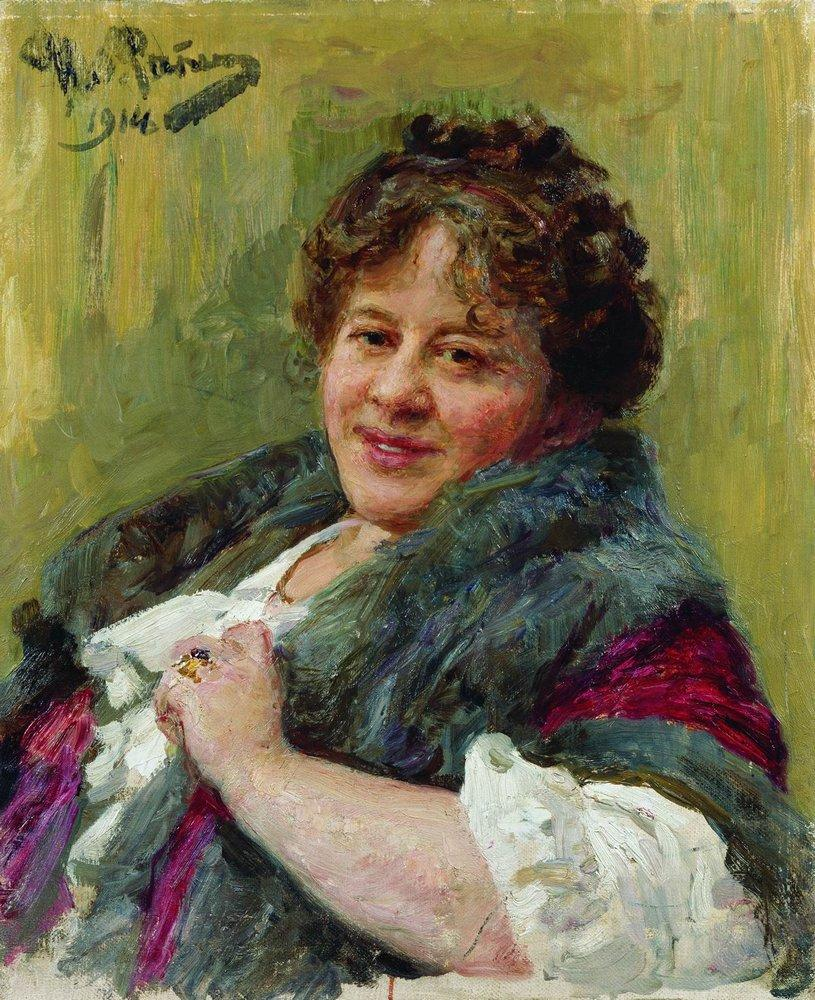
«Актриса і перекладач Тетяна Щепкіна-Куперник», 1914. Харківський художній музей
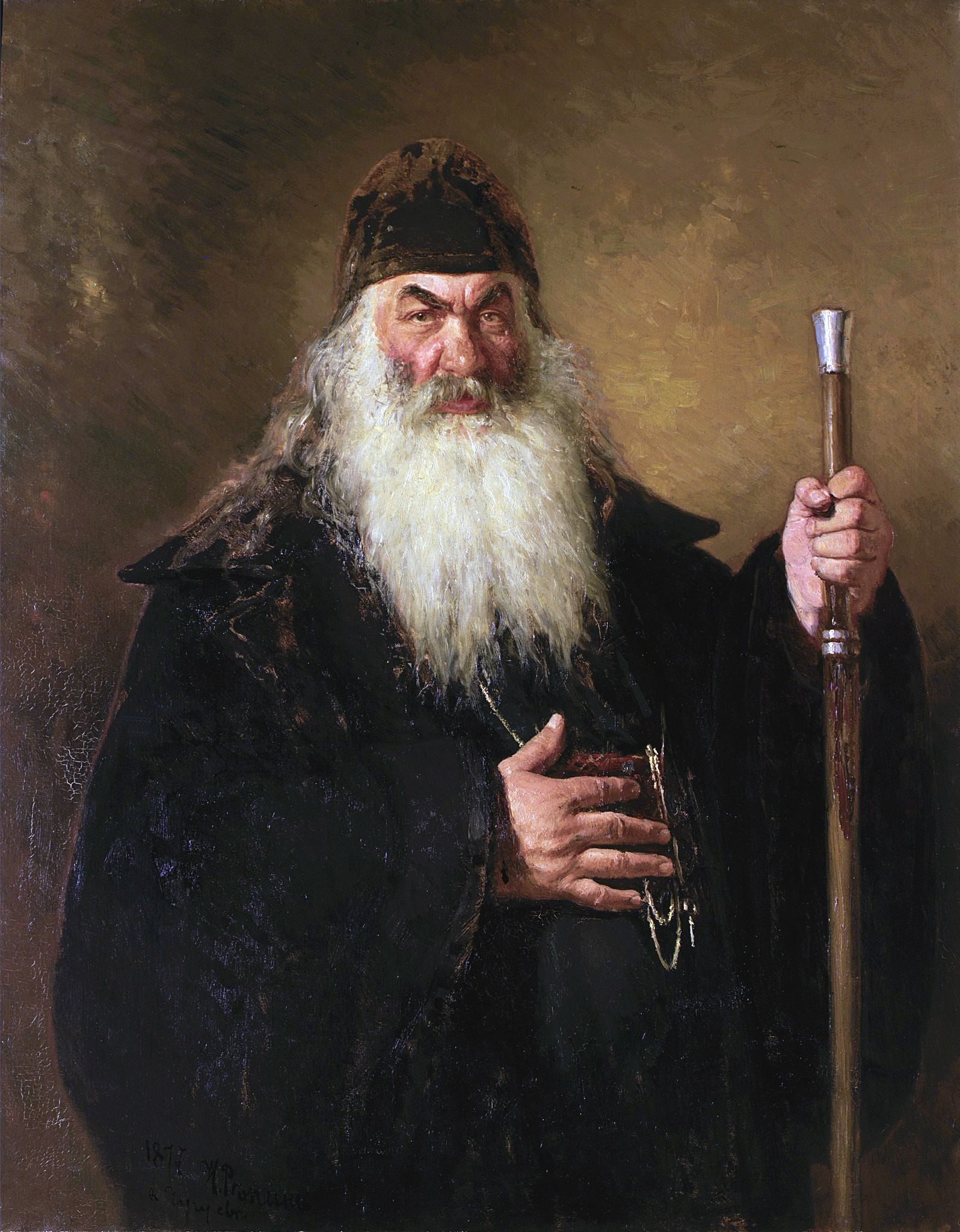
«Архідиякон», Третьяковська галерея
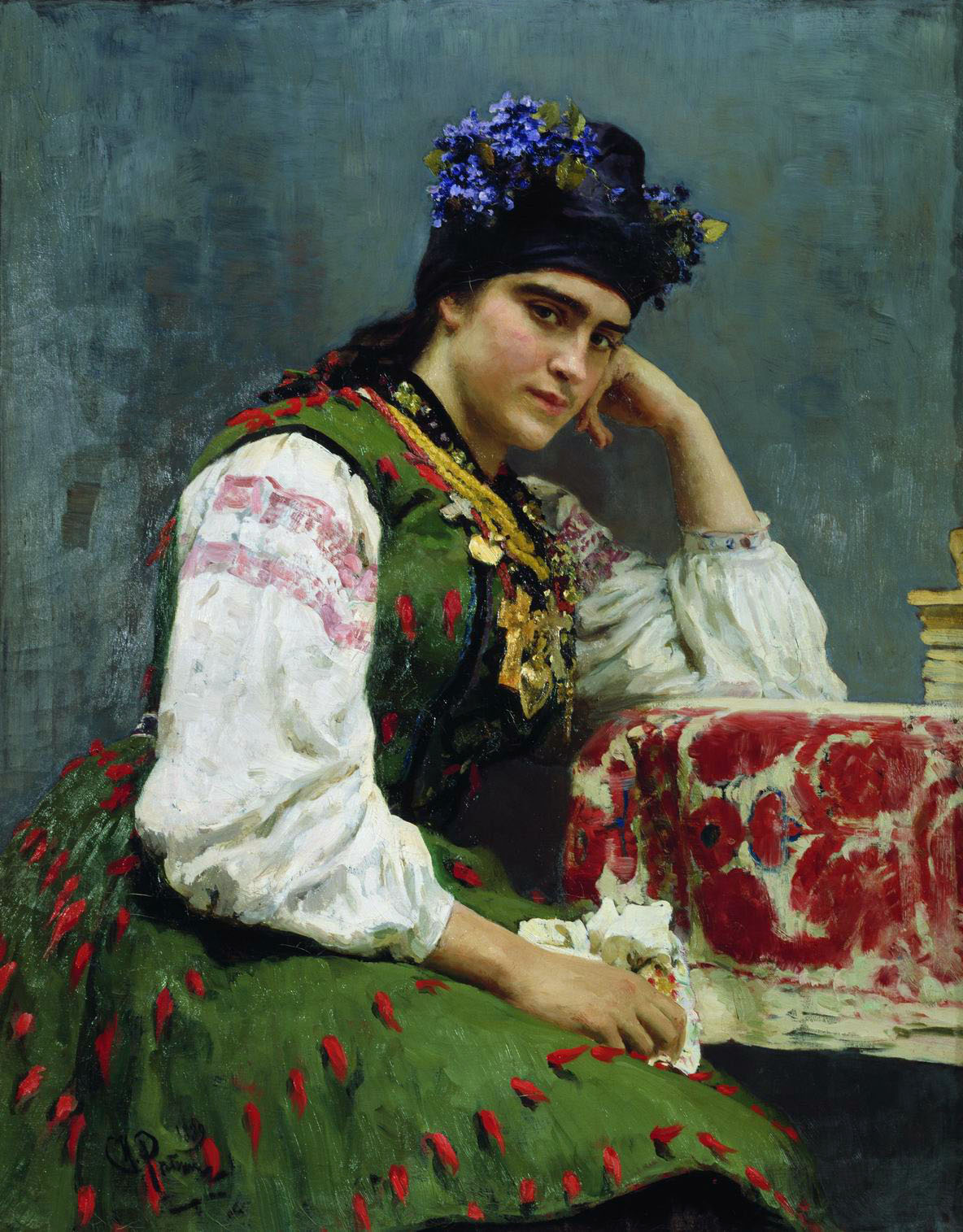
«Софія Драгомирова в українському вбранні (донька генерала Драгомирова)». 1889, Державний Російський музей
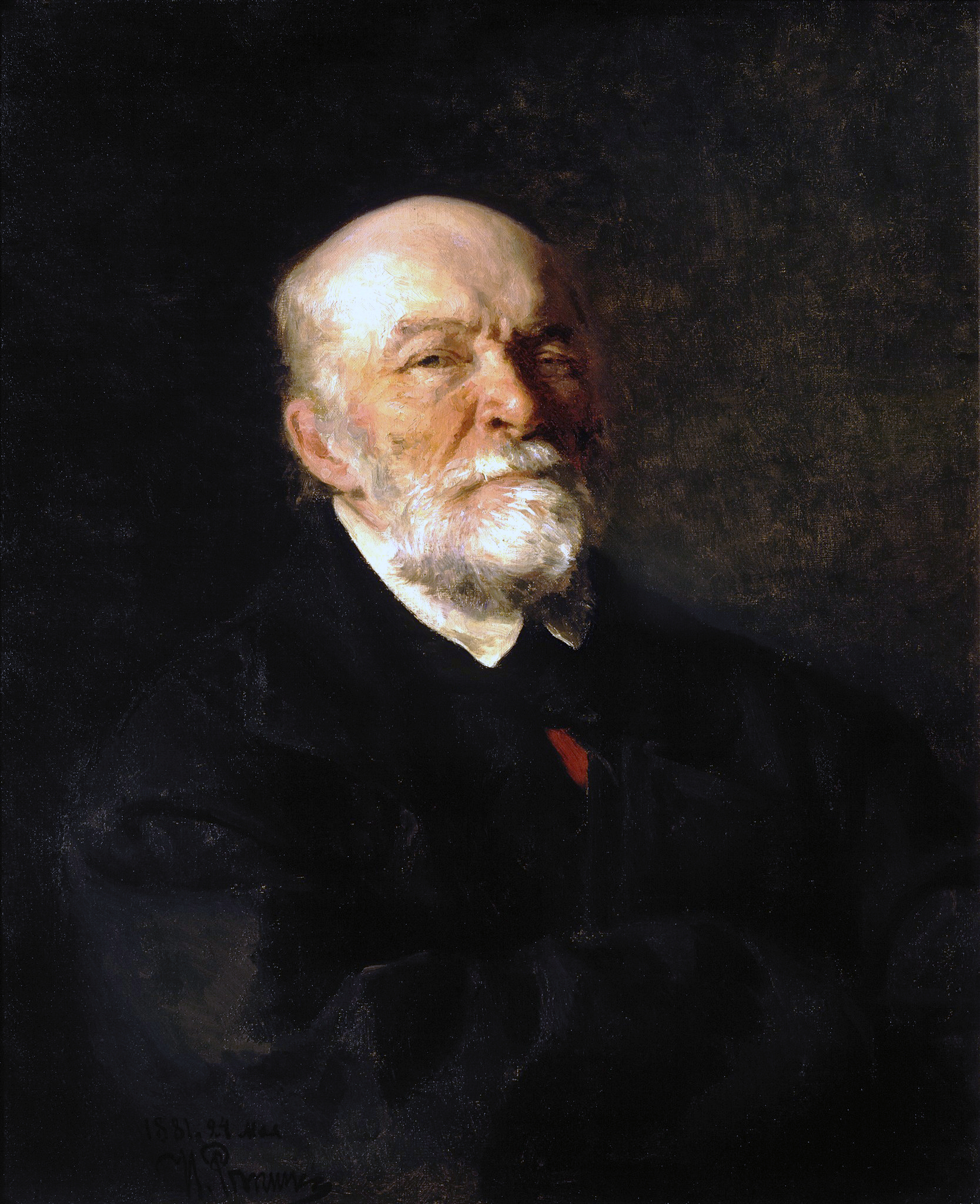
Хірург Микола Пирогов (портрет), 1881, Державний Російський музей
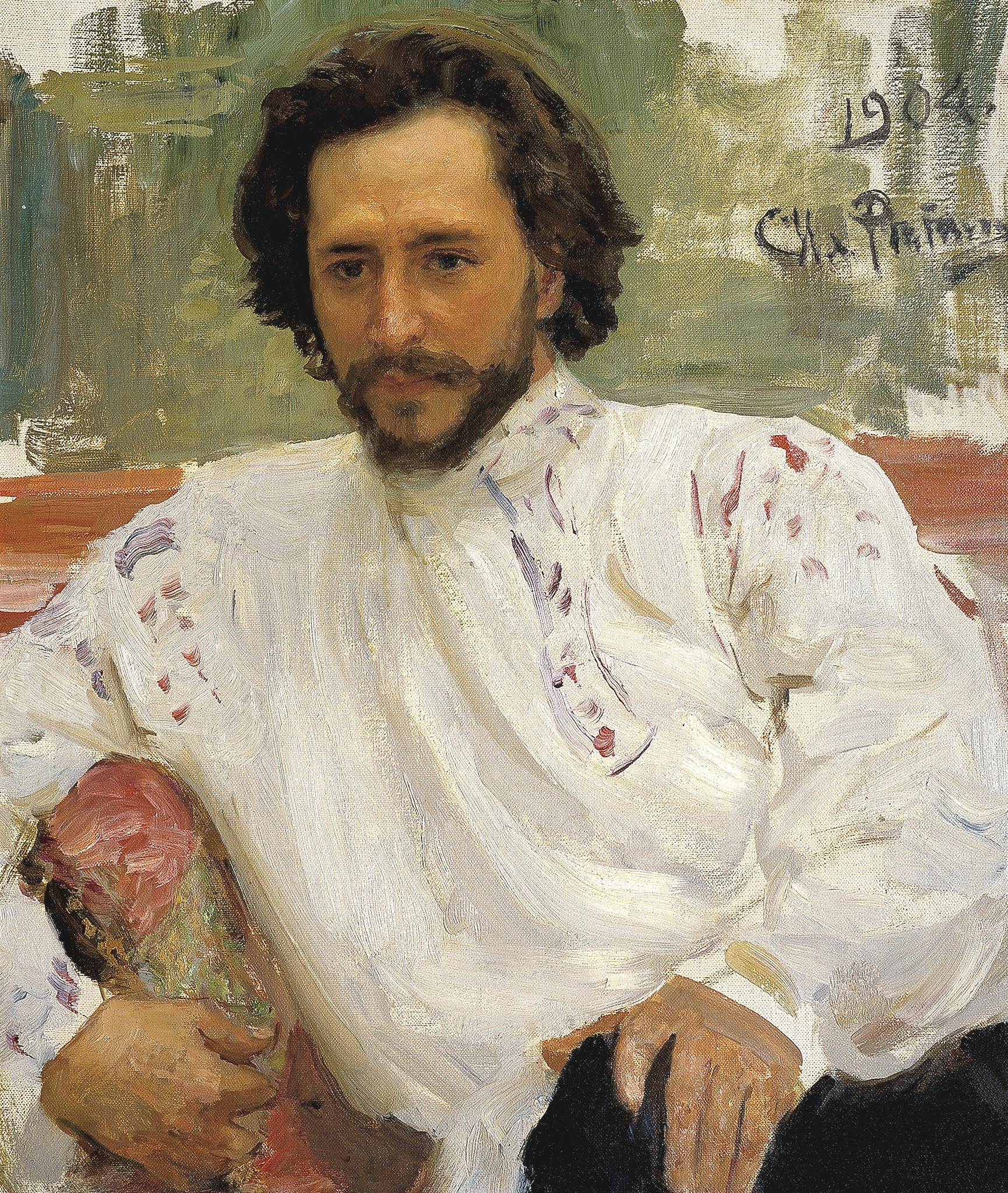
«Леонід Андрєєв», 1904, Третьяковська галерея, Москва
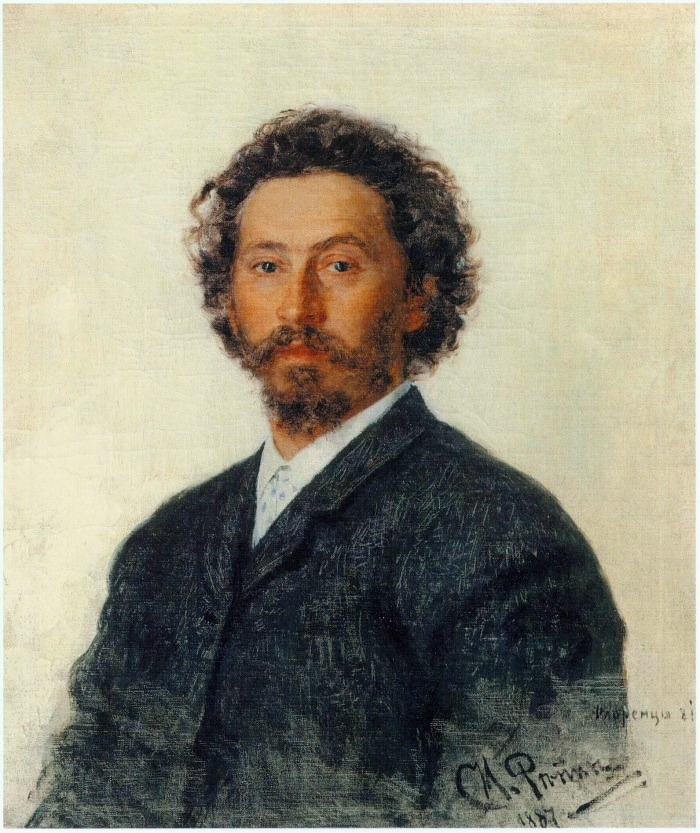
«Автопортрет», 1887, Третьяковська галерея, Москва
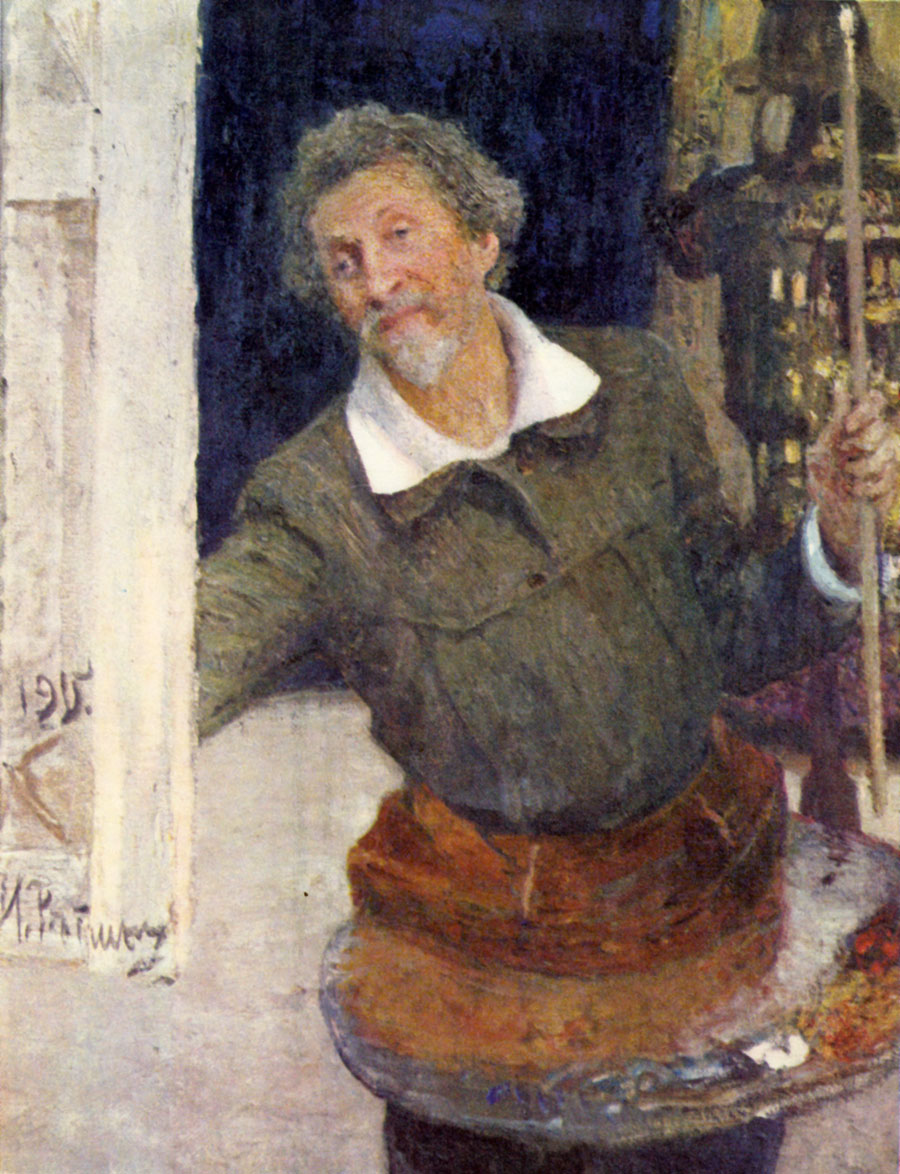
«Автопортрет за роботою», 1915
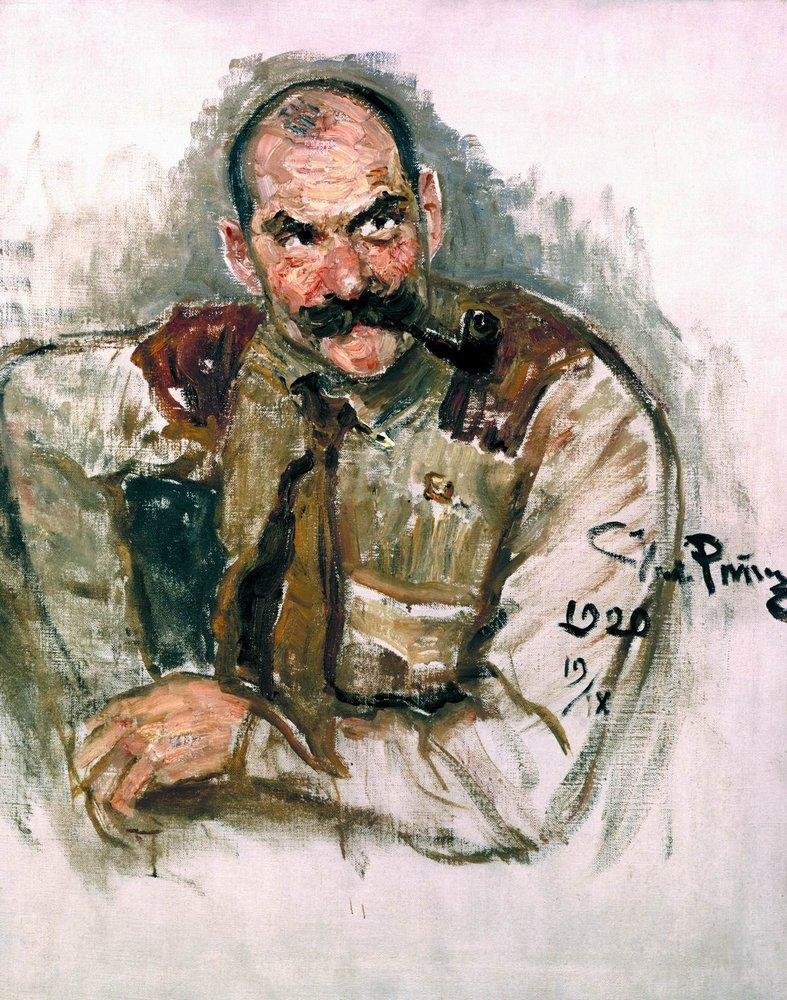
«Портрет художника Акселі Галлен-Каллела», 1920, Атенеум, Гельсінки
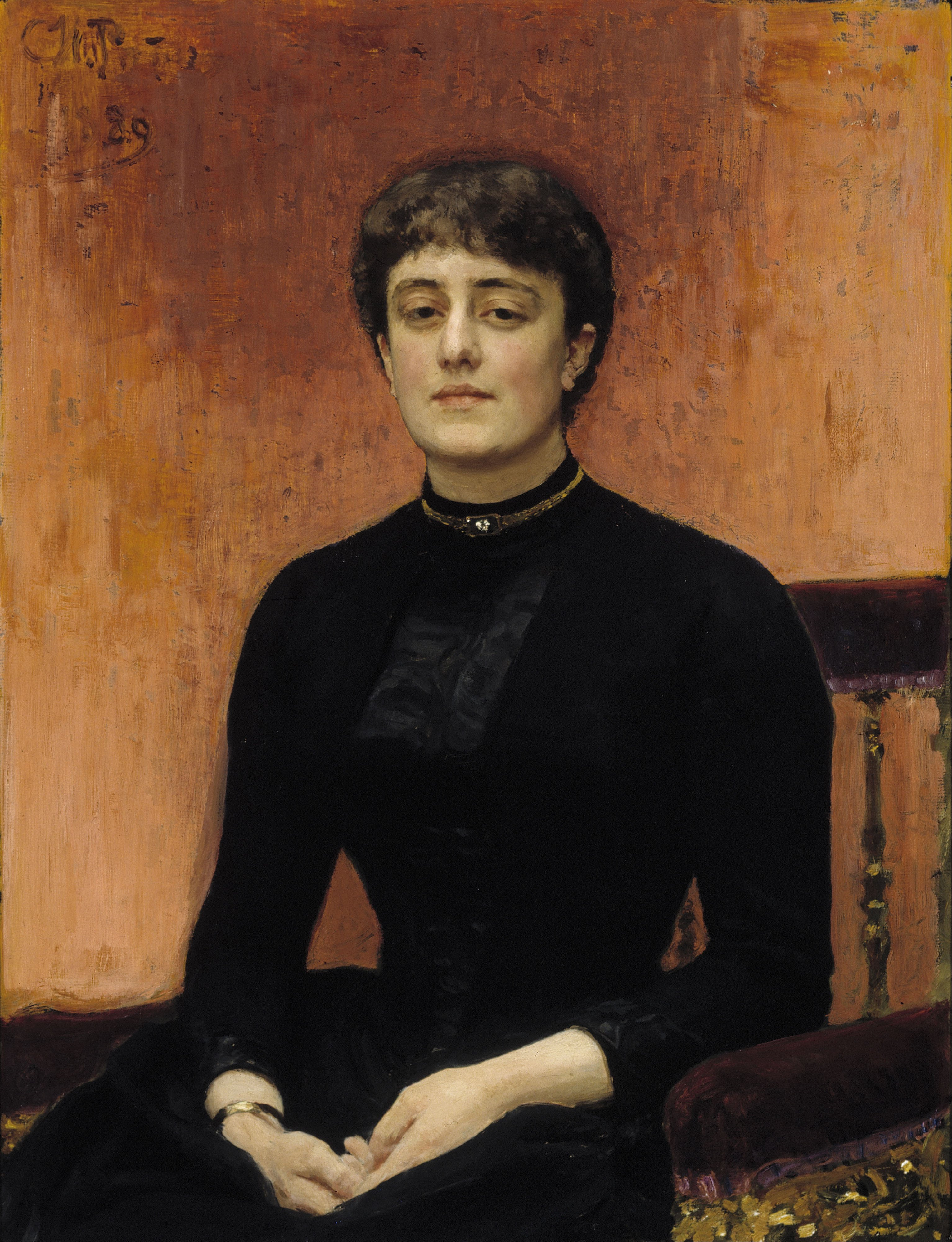
«Портрет художниці Єлизавети Званцевої[en]», 1889, Атенеум
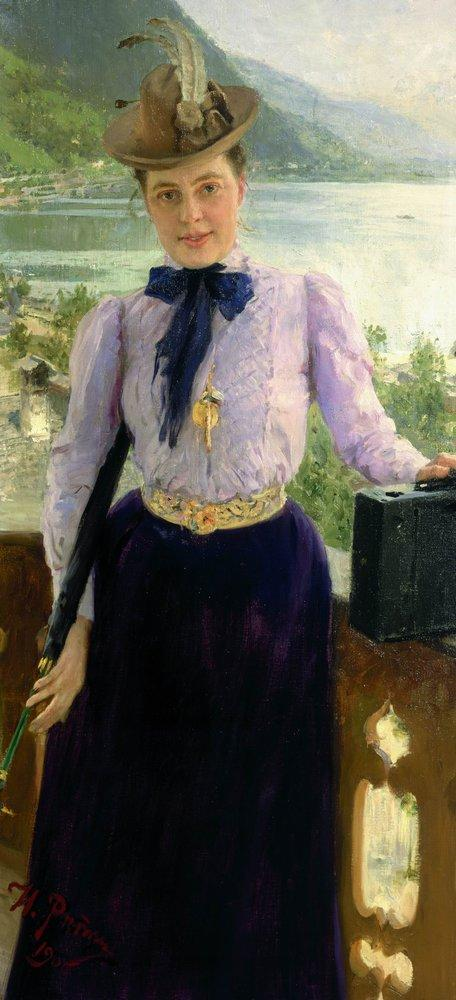
Портрет письменниці Наталії Нордман-Северової[en], 1900
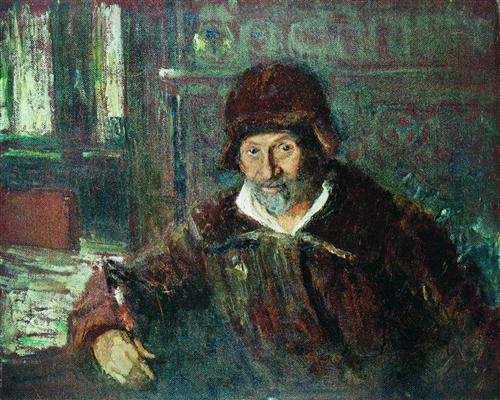
«Автопортрет». Лінолеум, масло, 1920. Музей-садиба «Пенати»
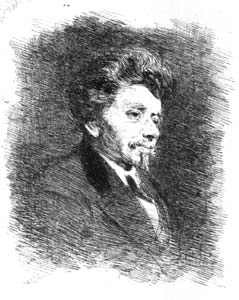
«Портрет художника Панталеона Шиндлера[en]», 1875
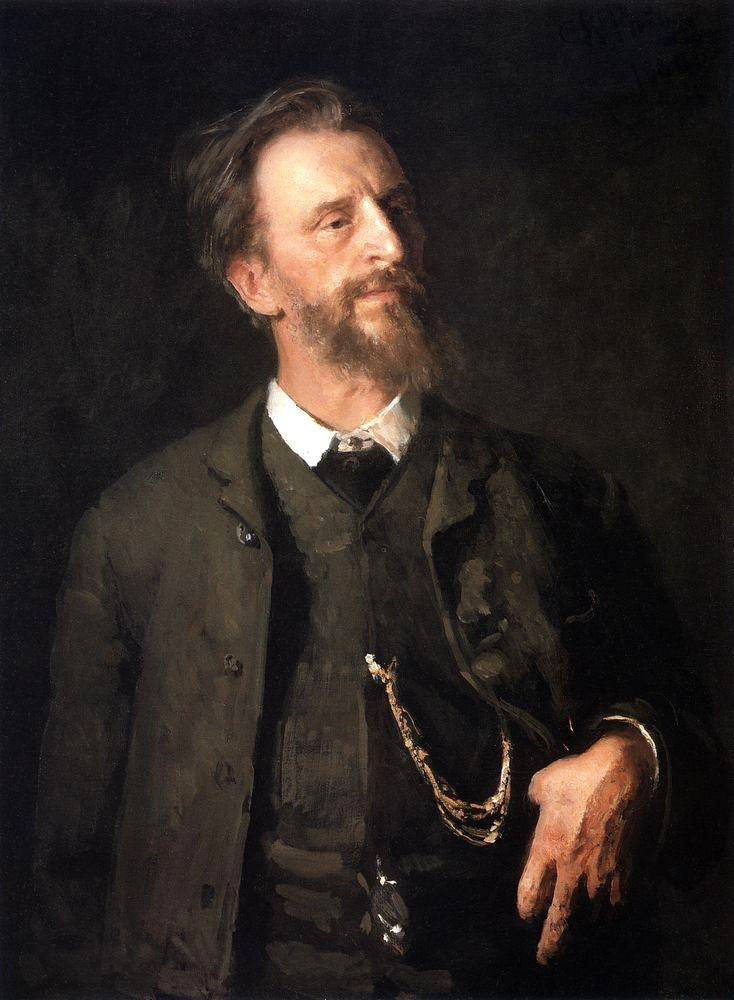
«Портрет художника Григорія Мясоєдова», 1886
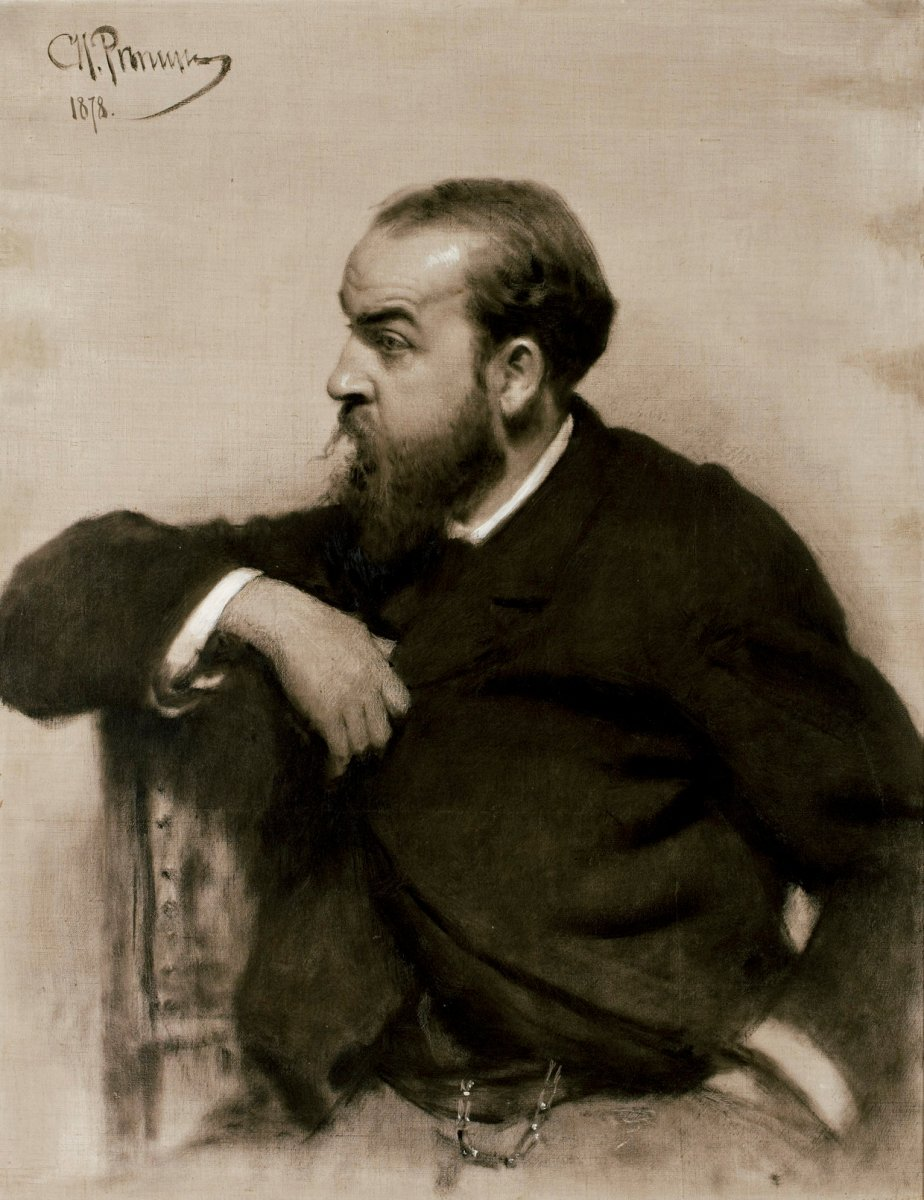
«Портрет художника Рафаїла Левицького[en]», 1878

### Обрані твори

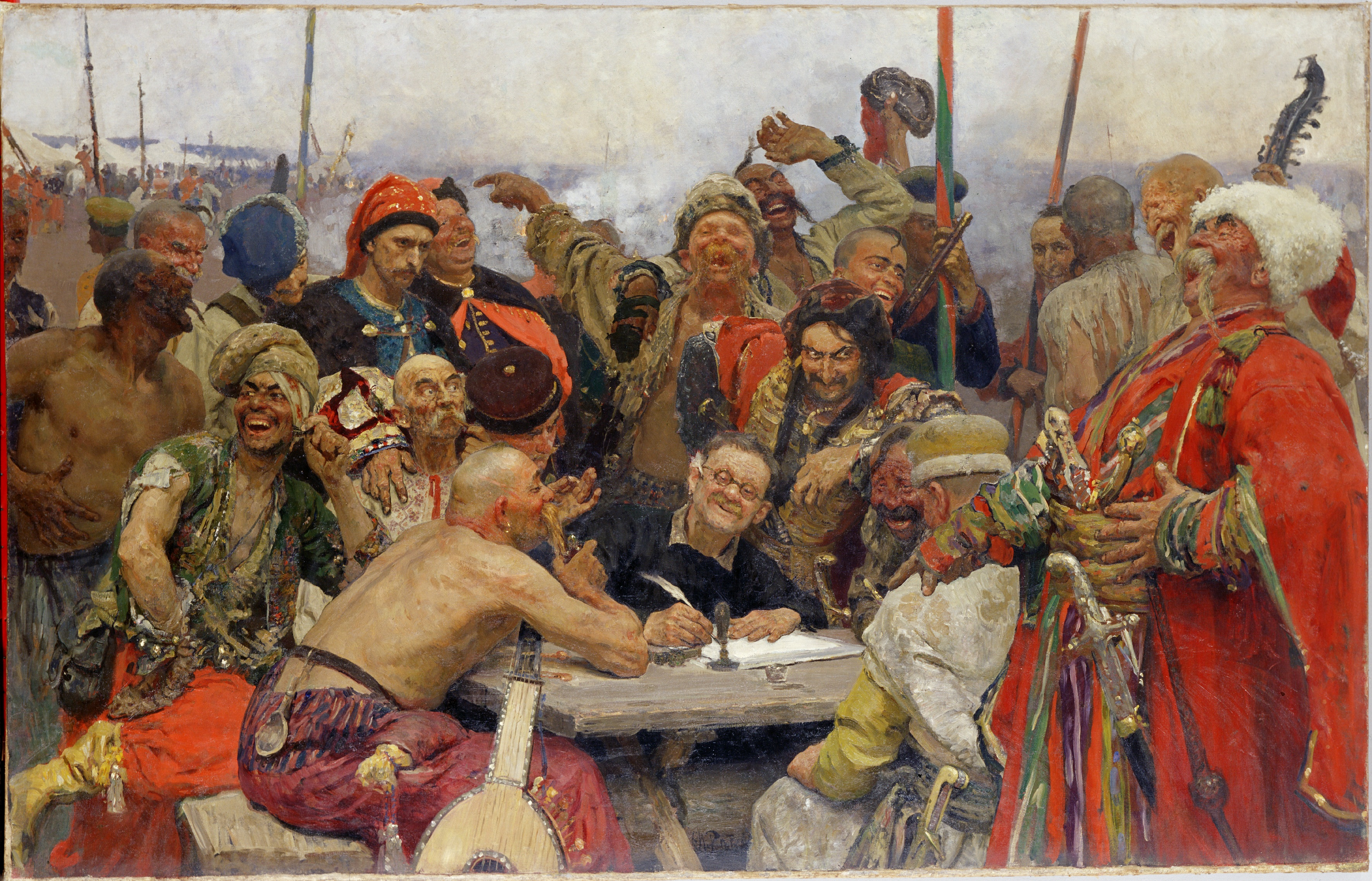
«Запорожці пишуть листа турецькому султану», 1893, Харківський художній музей
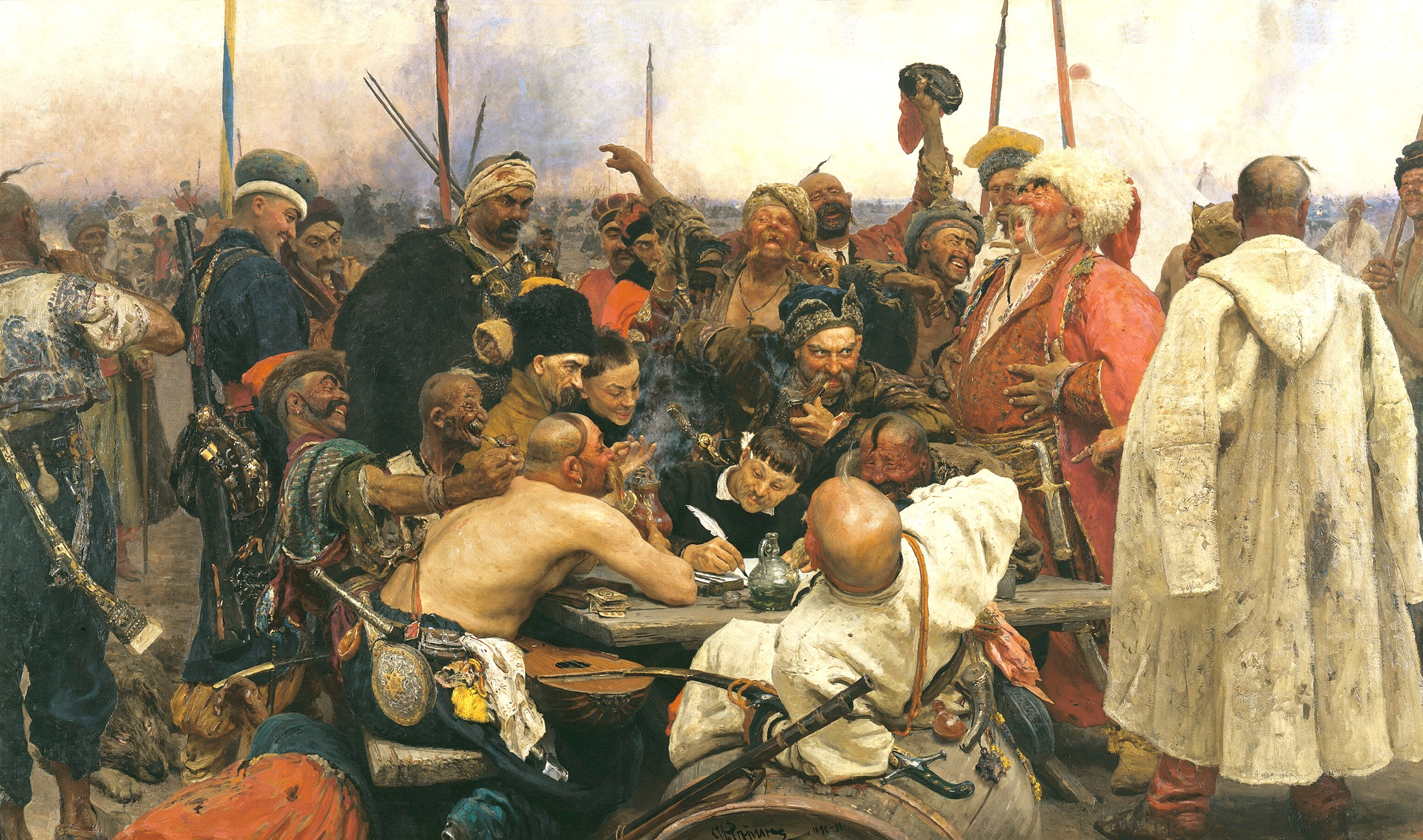
«Запорожці пишуть листа турецькому султану» (1880), Державний Російський музей, Петербург
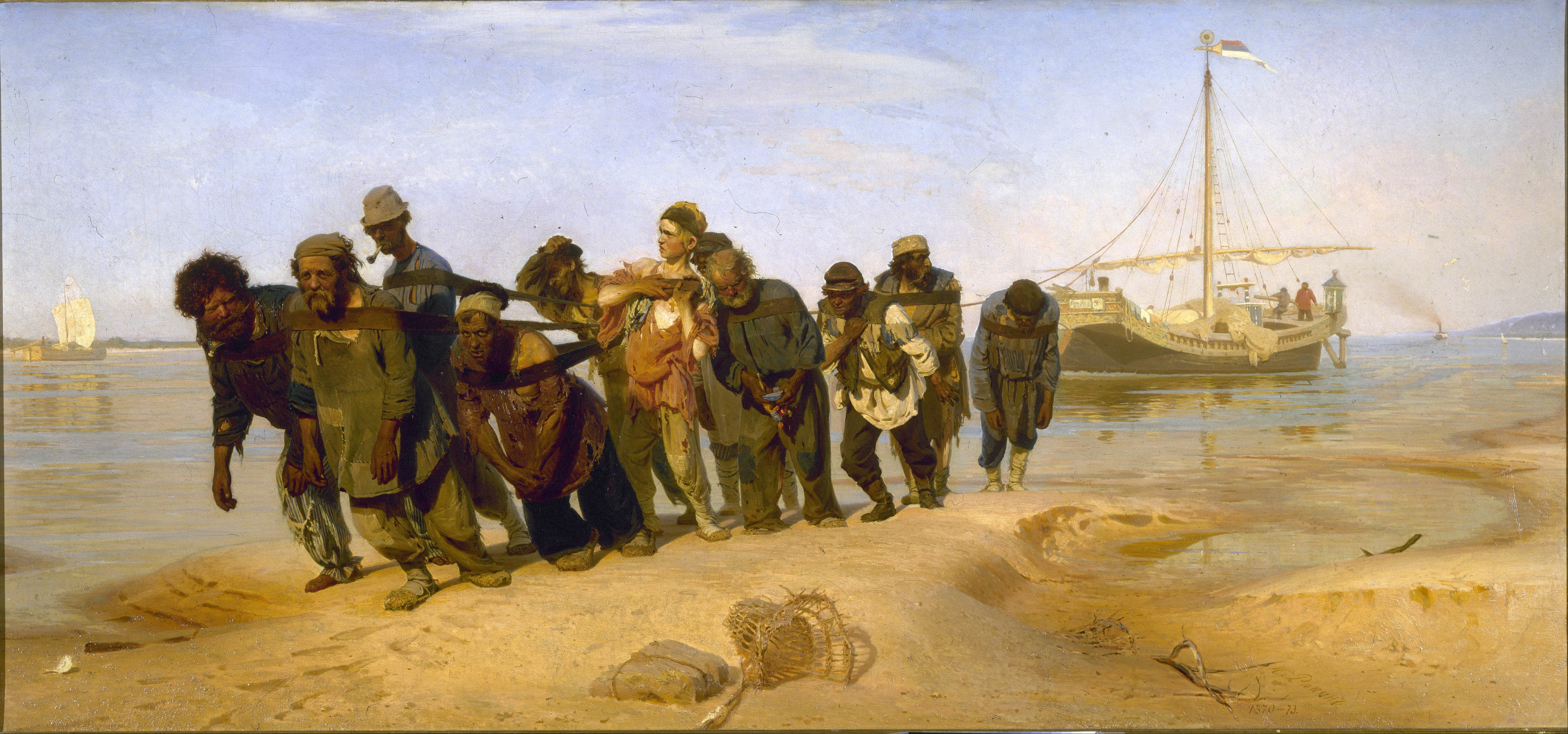
Бурлаки на Волзі (картина), 1872-1873, Державний Російський музей, Петербург
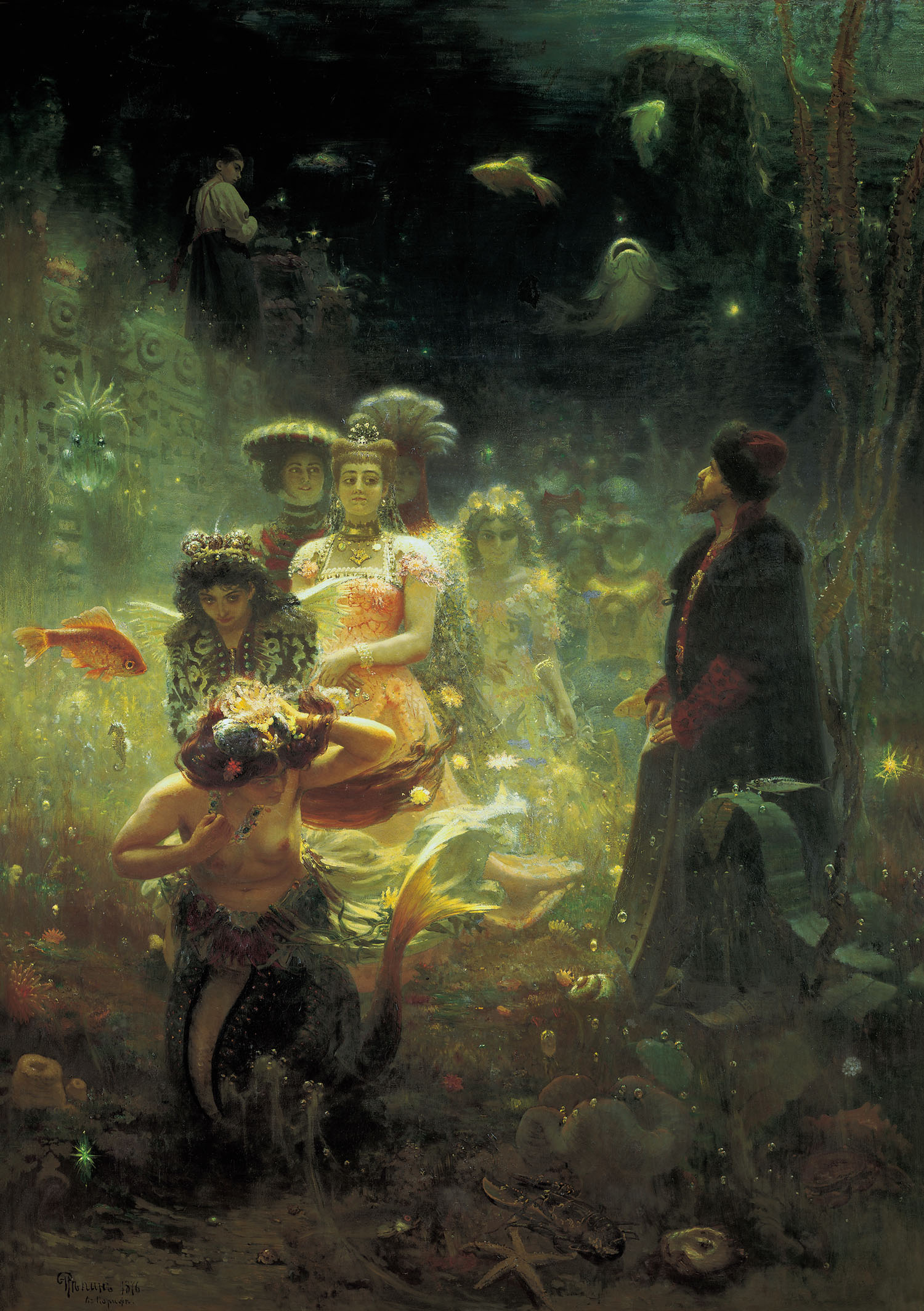
«Садко», 1876, Державний Російський музей, Петербург
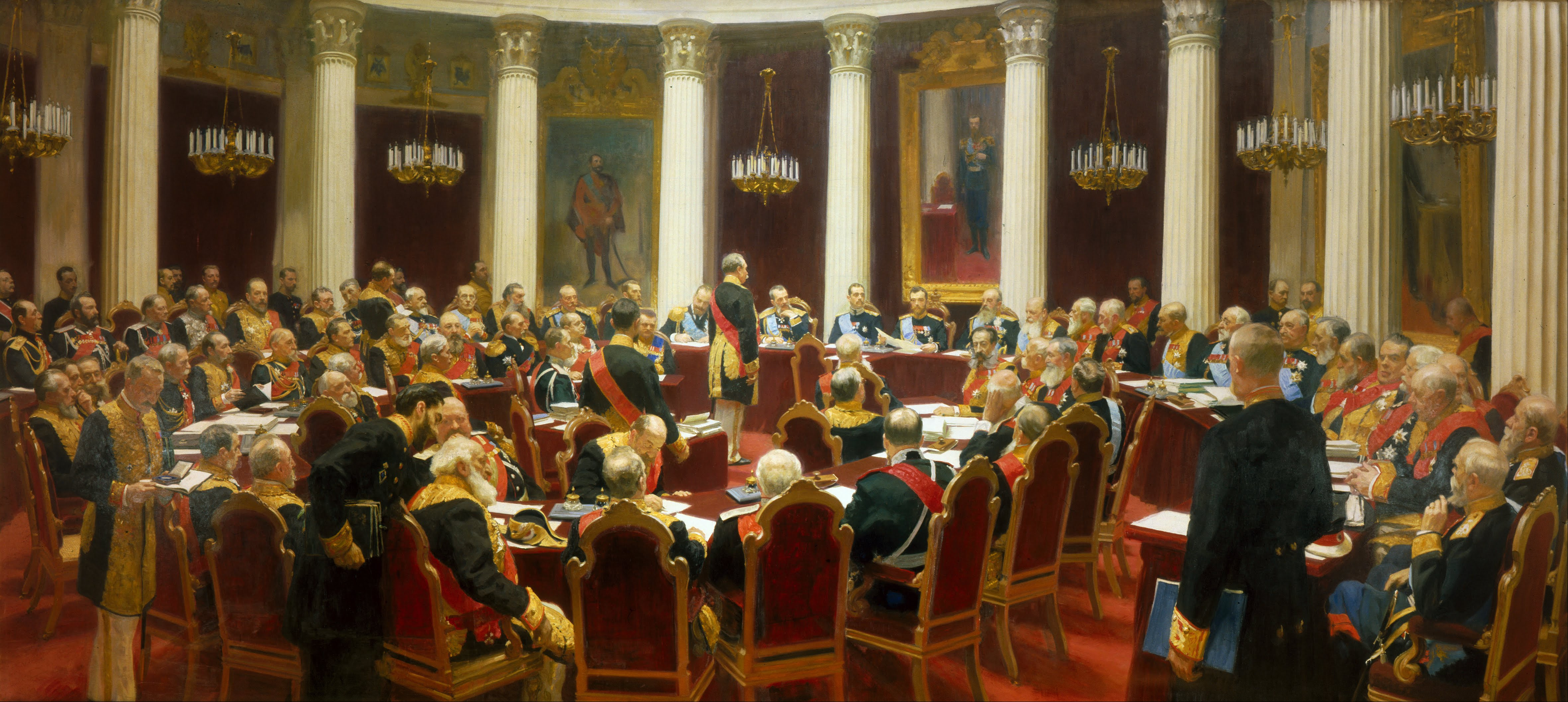
«Урочисте засідання Державної ради 7 травня 1901 року, присвячене відзначенню сторіччя її заснування», 1903, Державний Російський музей, Петербург
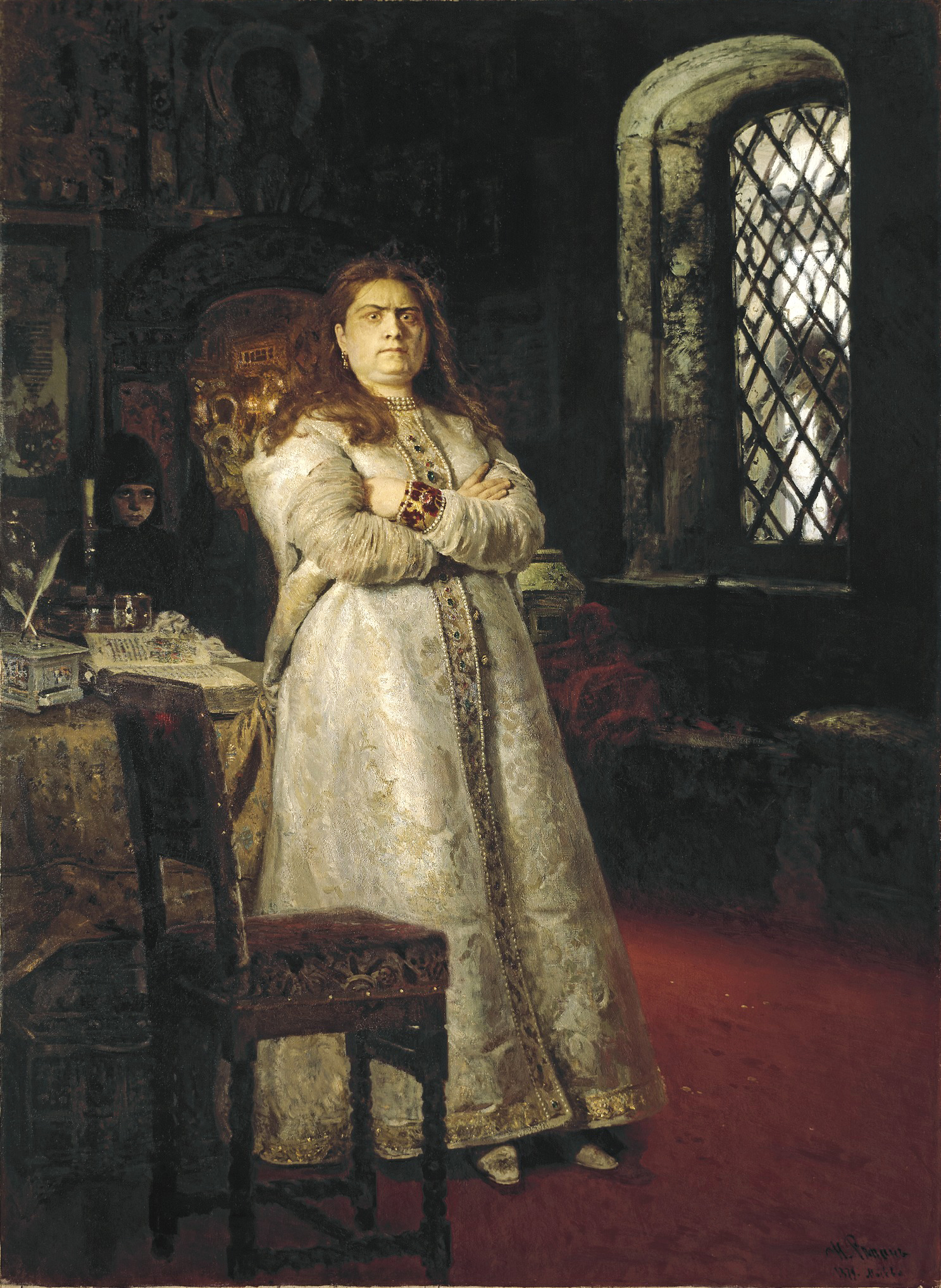
«Царівна Соф'я». 1879
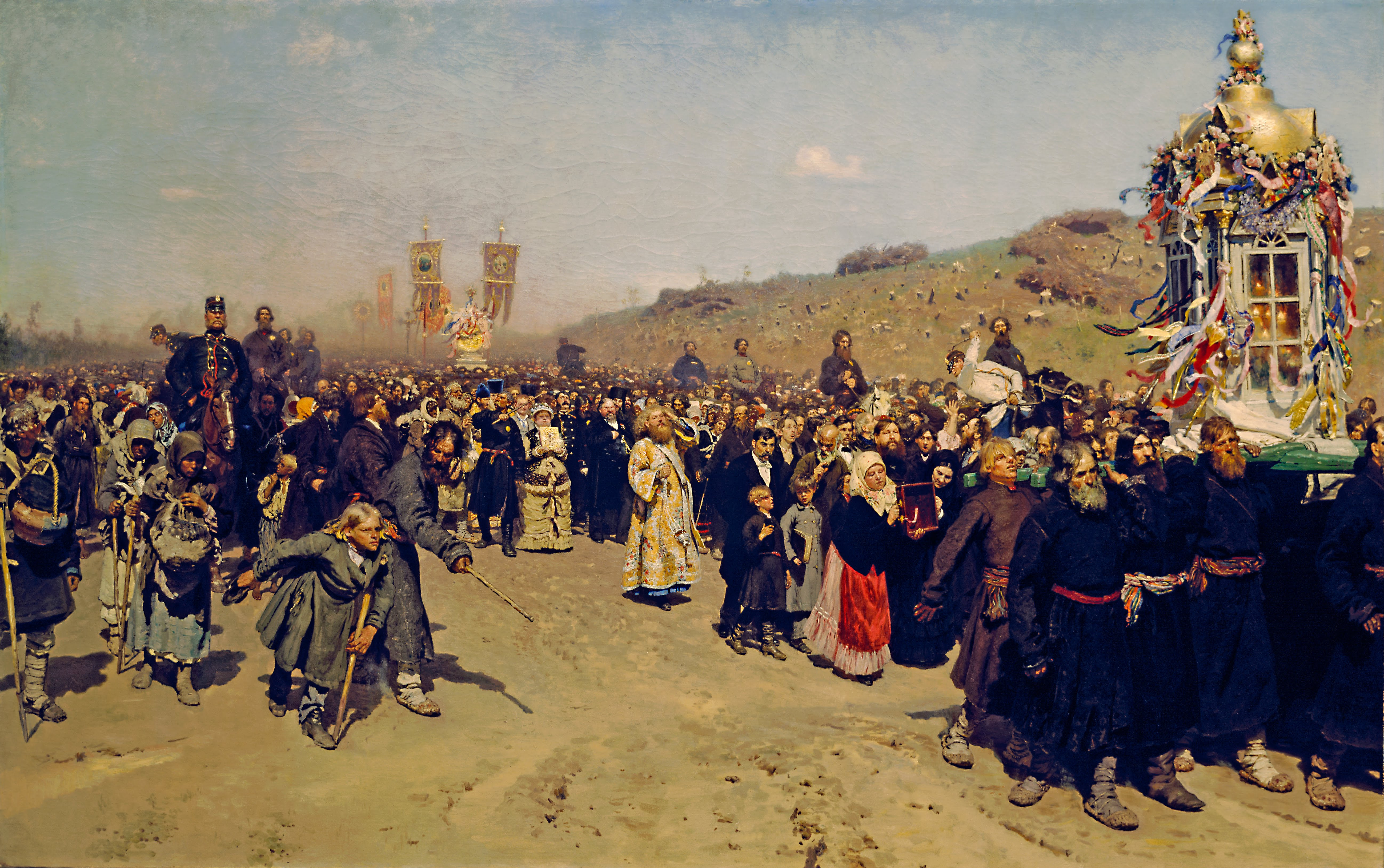
«Хресна хода в Курській губернії», (1880–1883)
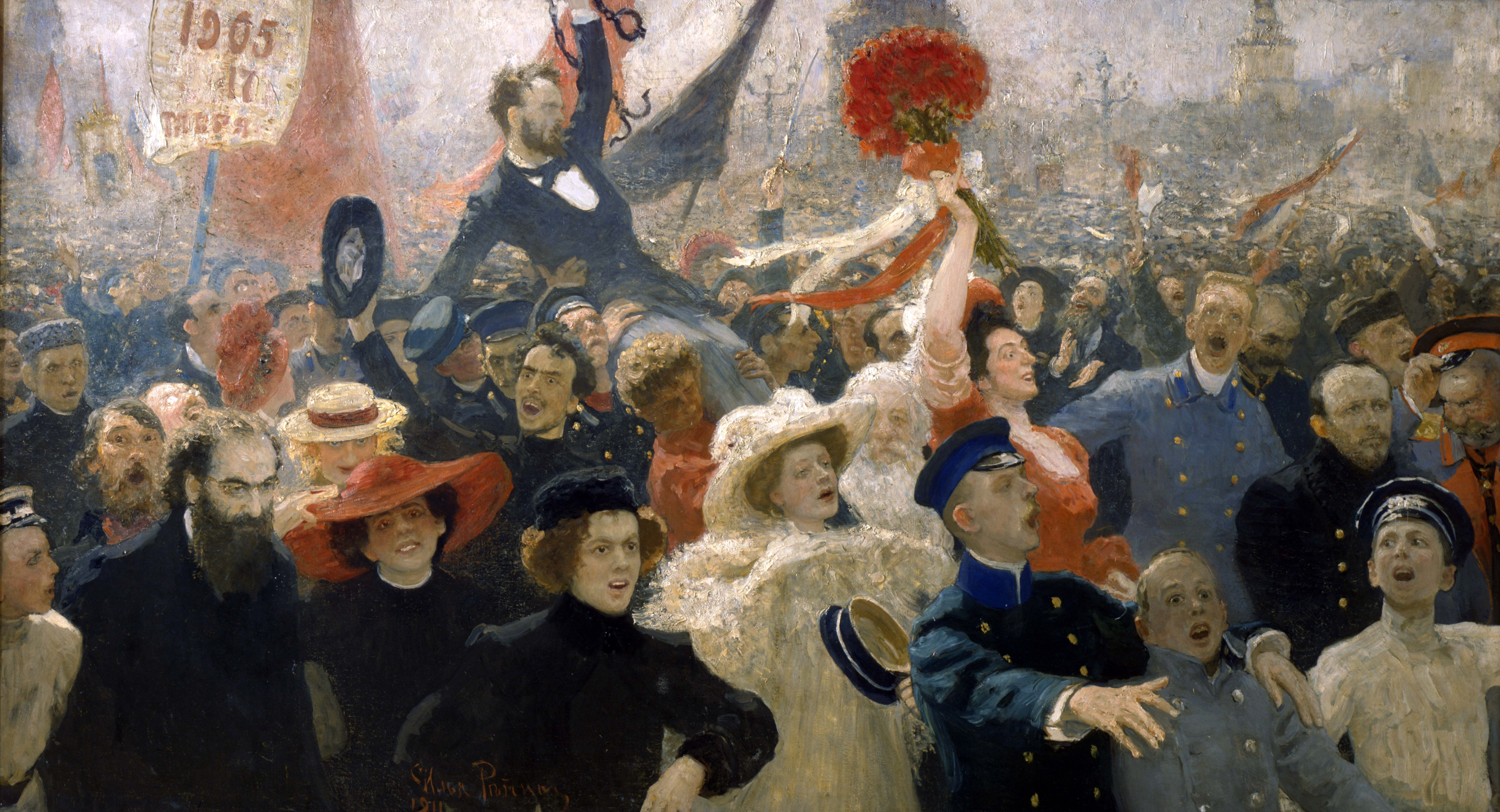
«Маніфестація 17 жовтня 1905 року» (1907–1911)
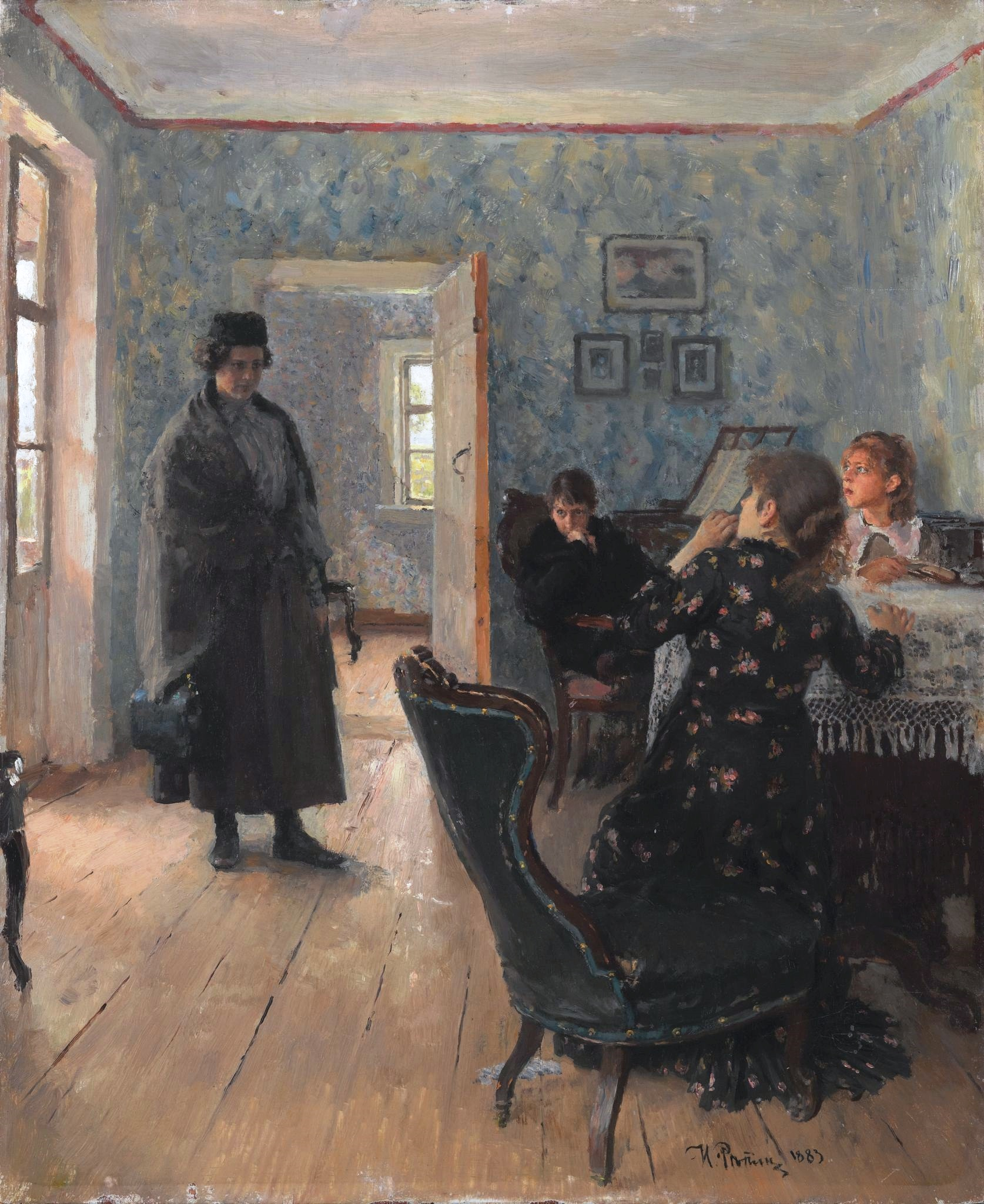
«Не чекали» (перший варіант картини, розпочато в 1883)
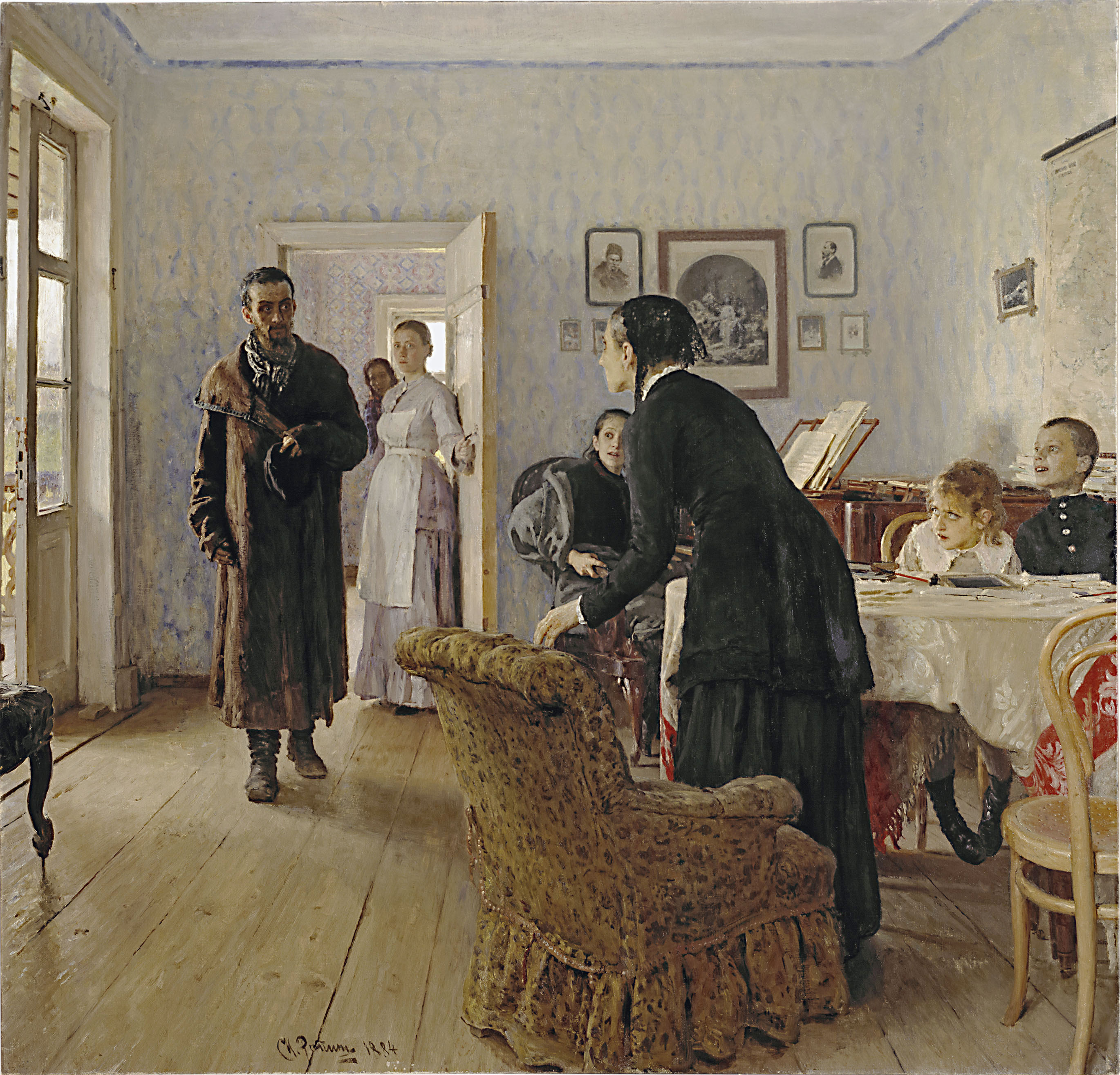
«Не чекали», 1884—1888, Третьяковська галерея
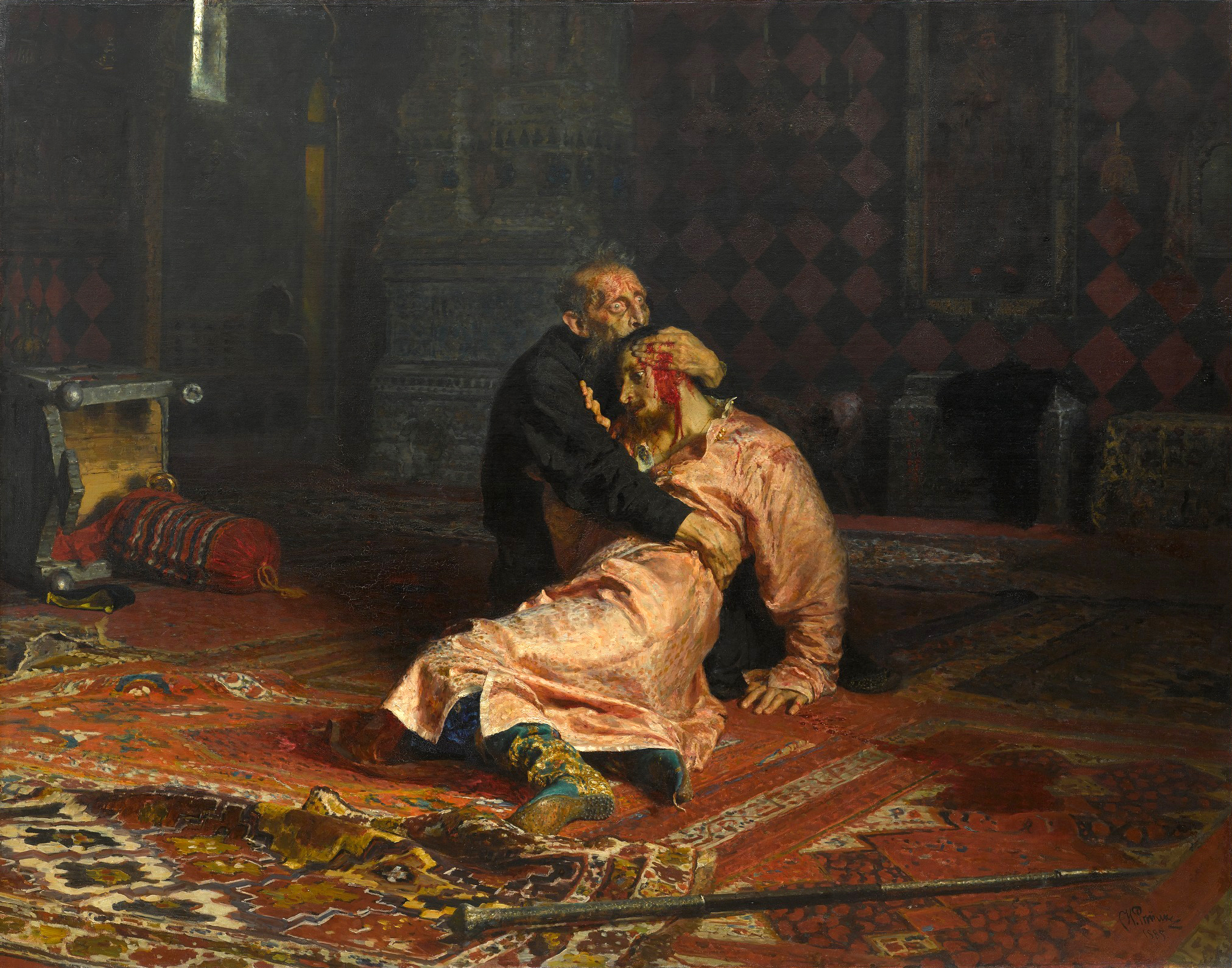
«Іван Грозний і син його Іван 16 листопада 1581 року», Третьяковська галерея
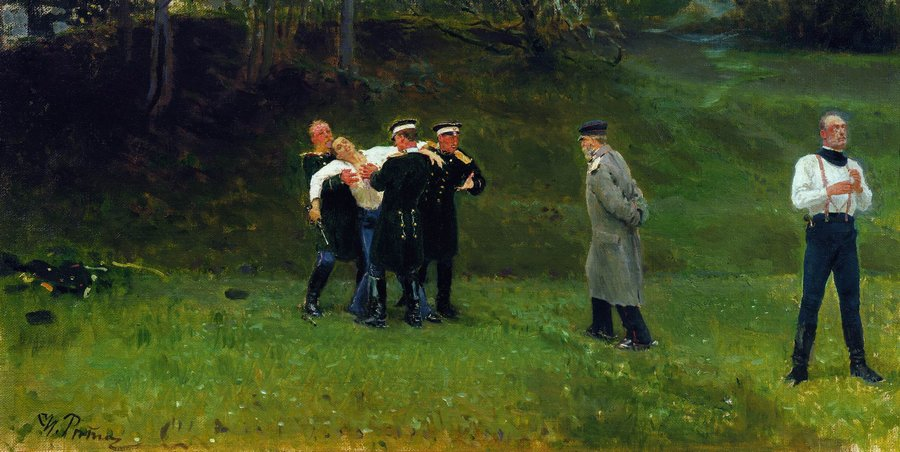
«Дуель», варіант 1896/97, Третьяковська галерея

### Інші твори

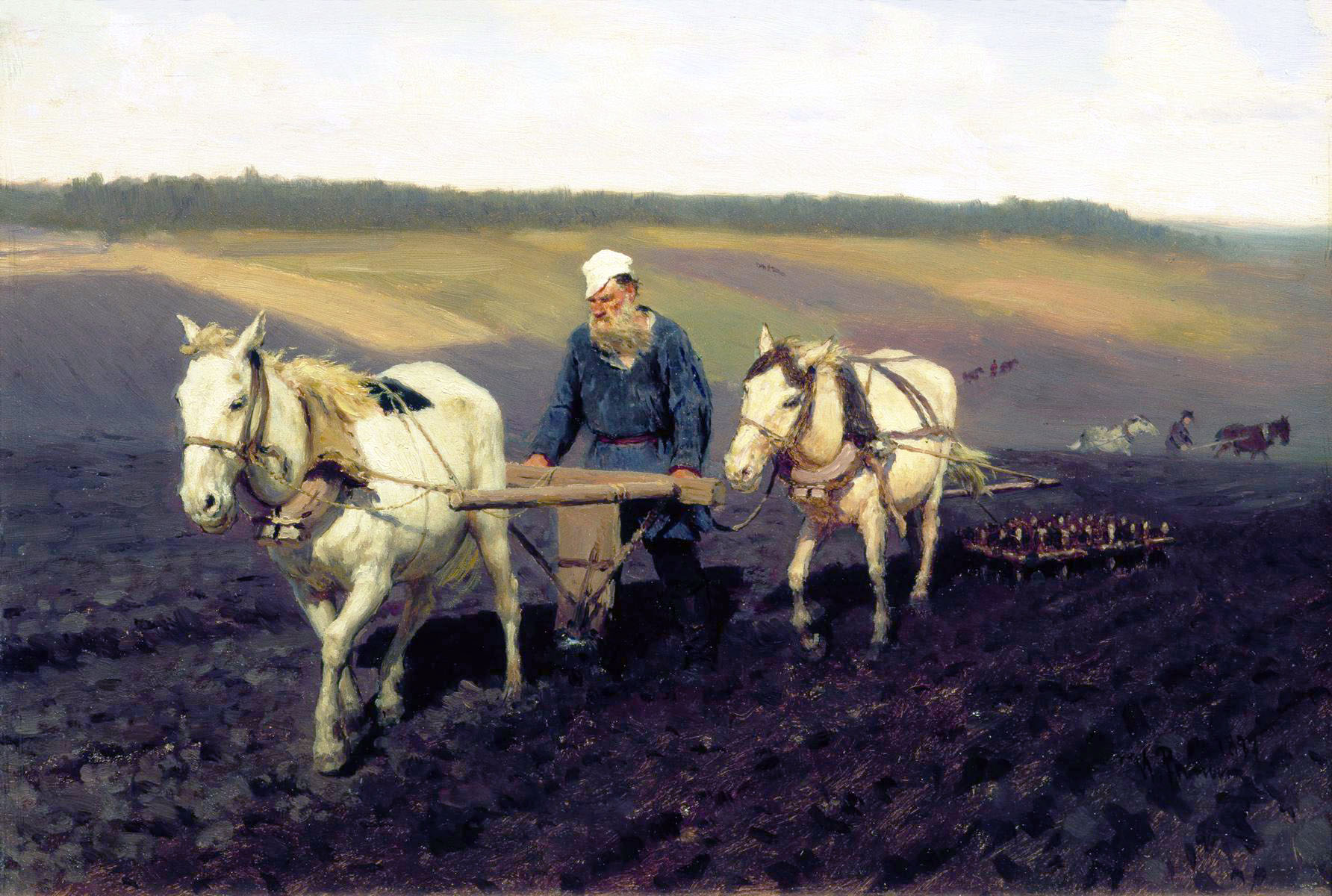
«Пахар. Лев Толстой на пашні». 1887
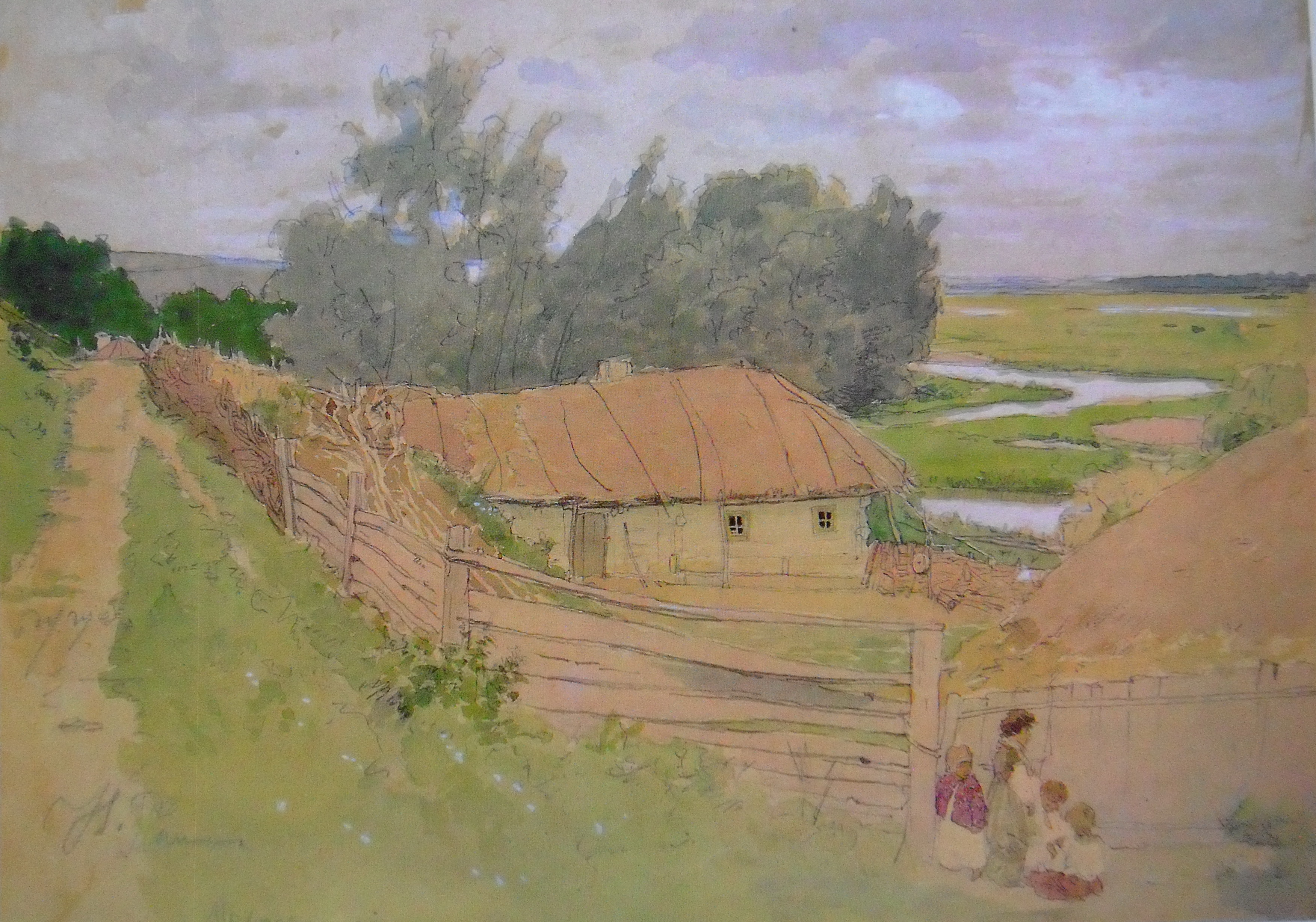
«Село Мохначі біля Чугуєва», 1877
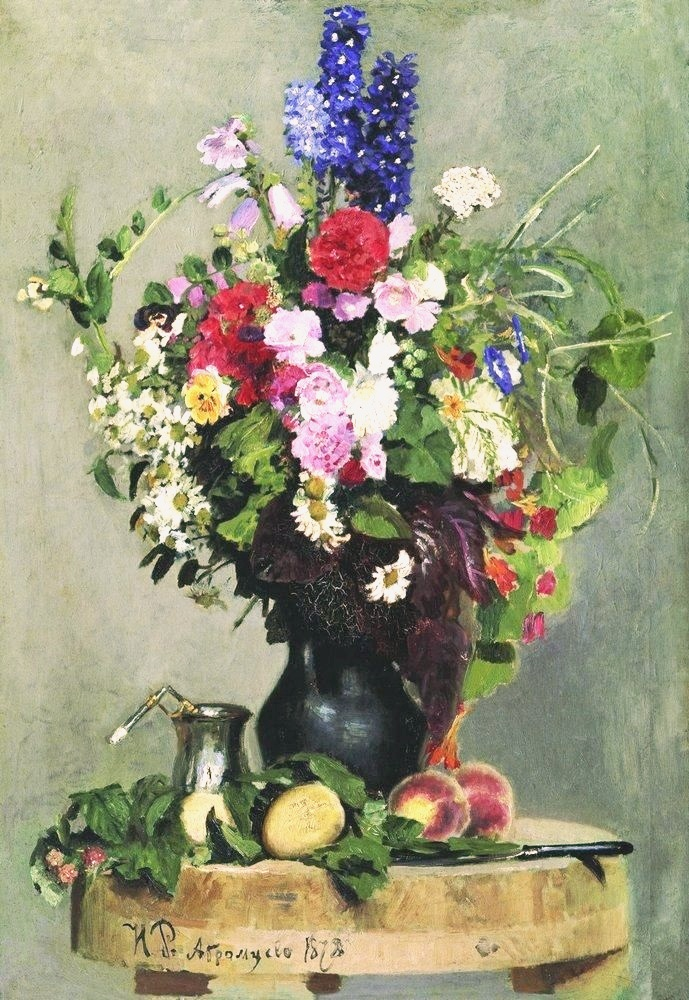
«Букет. Абрамцево», 1878
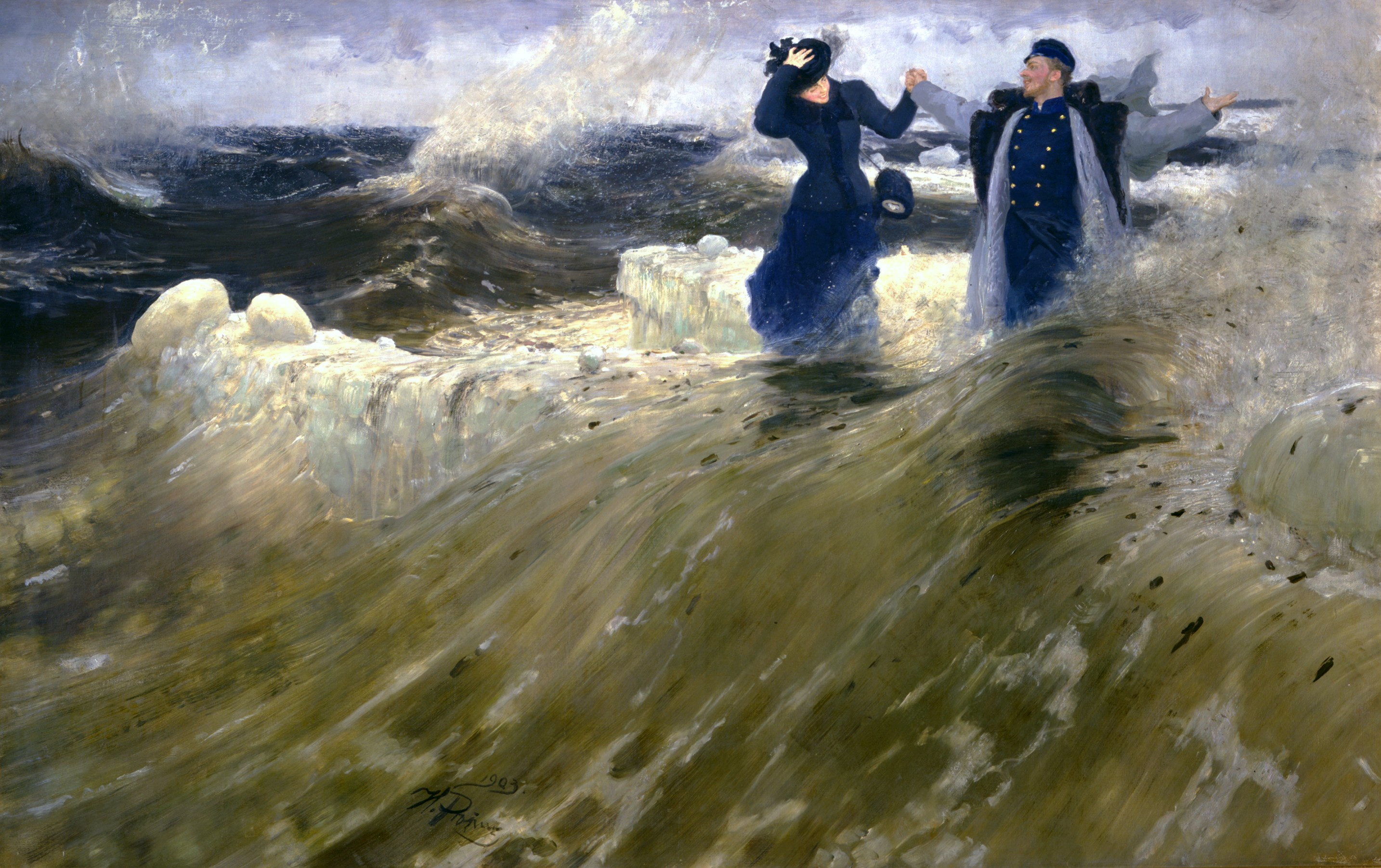
«Яка свобода!», 1903
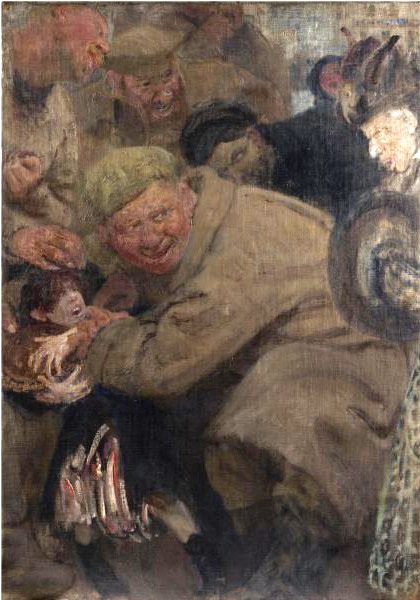
«Більшовики» (варіанти назви: «Більшовики. Червоноармієць, віднімає хліб у дитини», «Більшовики. Солдати Троцького віднімають у хлопчика хліб»)
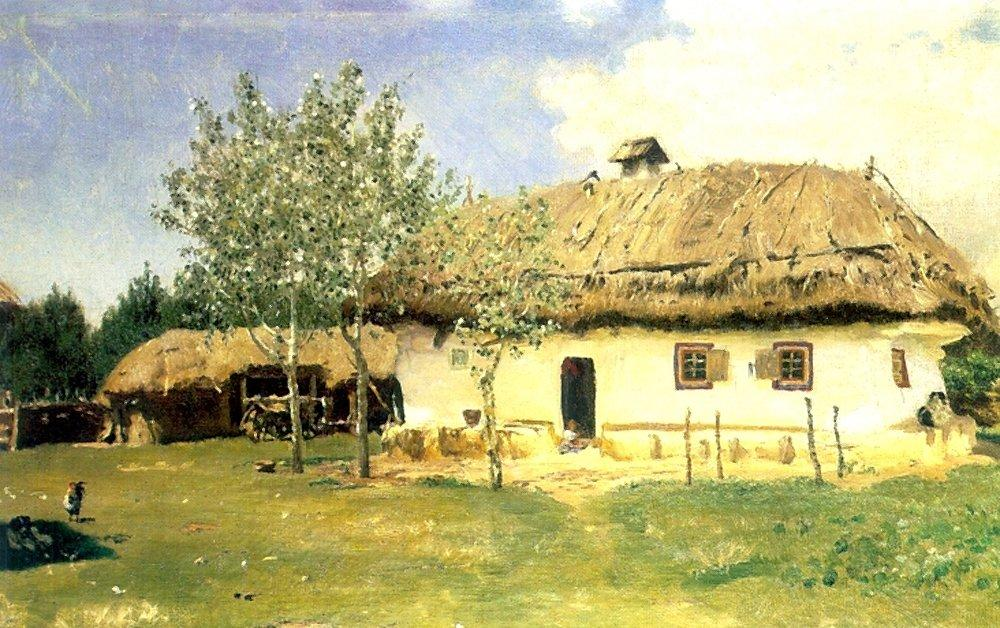
«Українська хата», 1880, Національний музей «Київська картинна галерея»
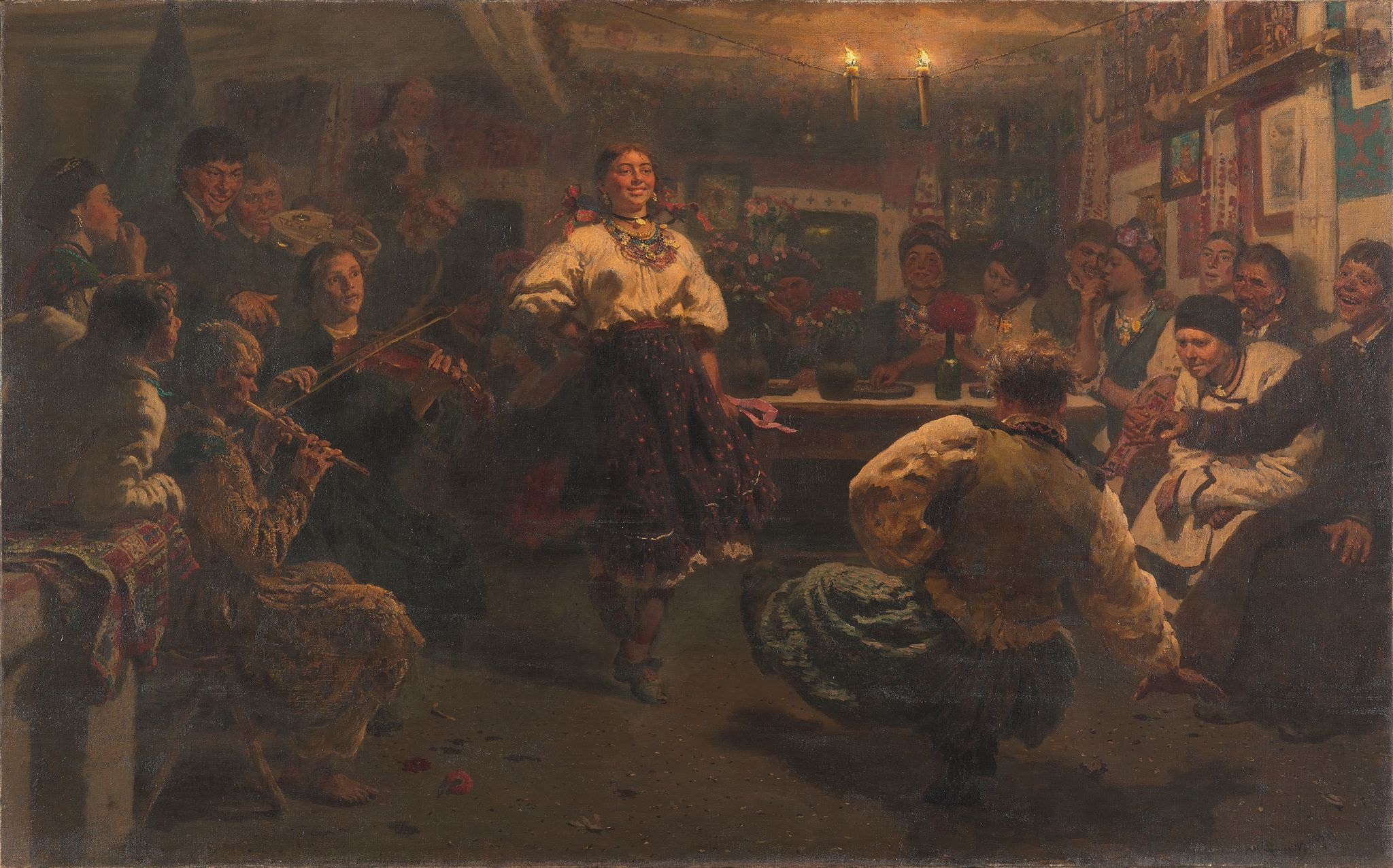
«Вечорниці», 1881
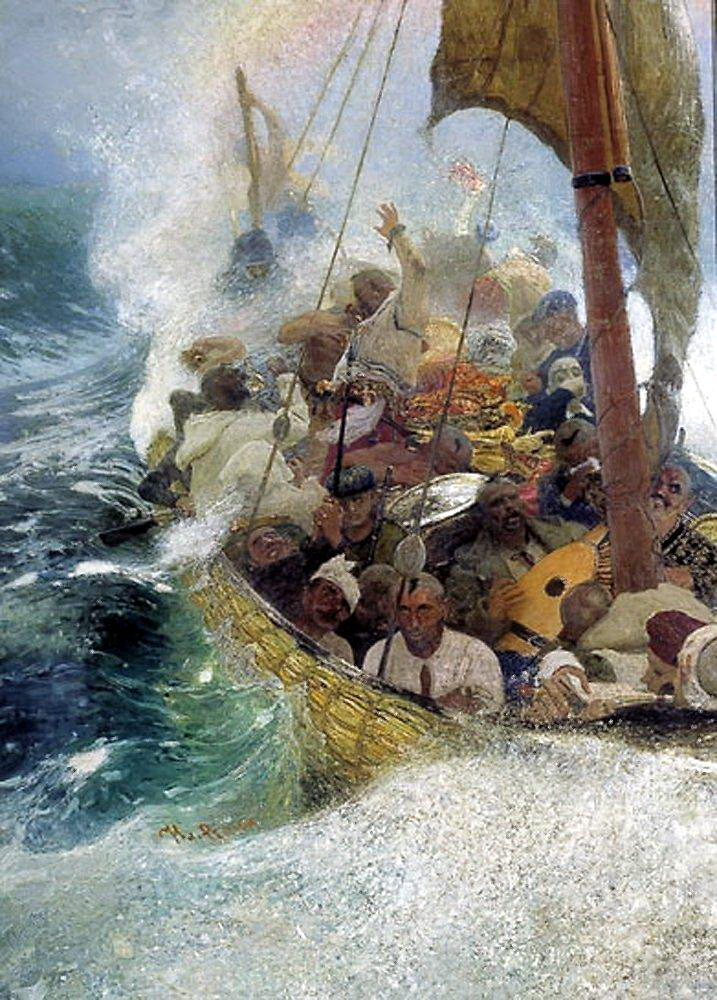
«Козаки на Чорному морі», 1908
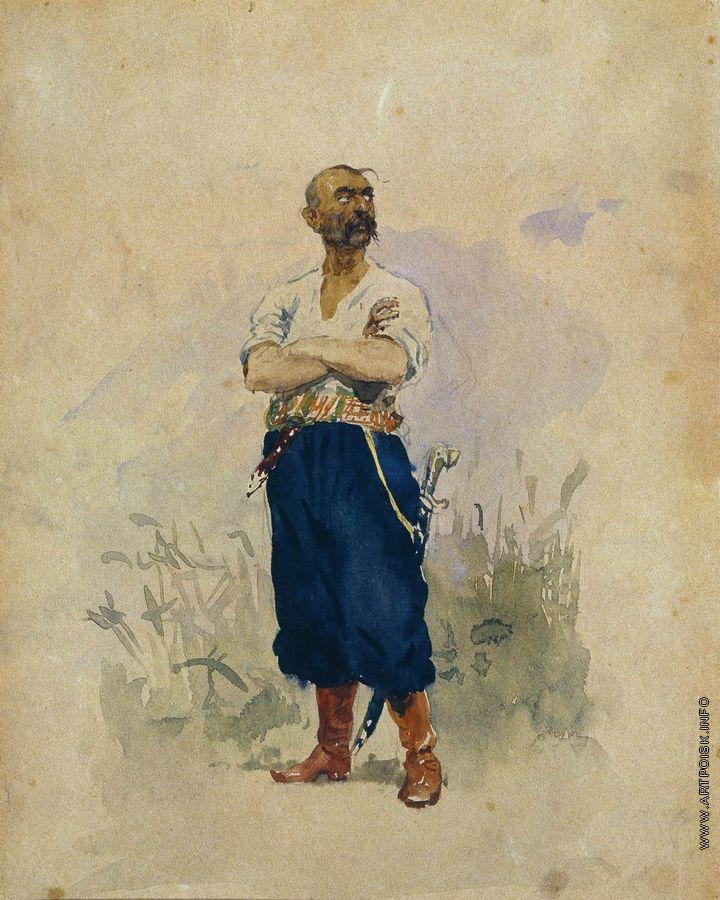
«Запорожець», (1870–1900)
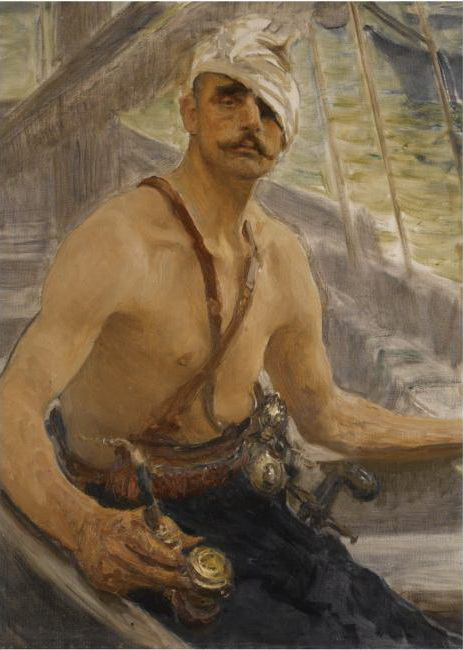
«Запорозький козак», 1908
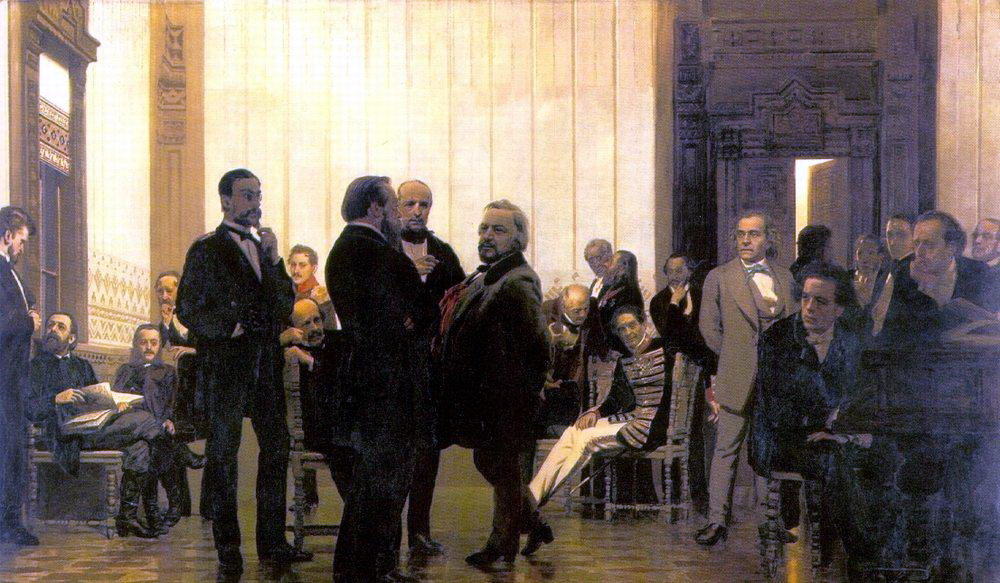
Слов'янські композитори (картина). Московська державна консерваторія імені П. І. Чайковського
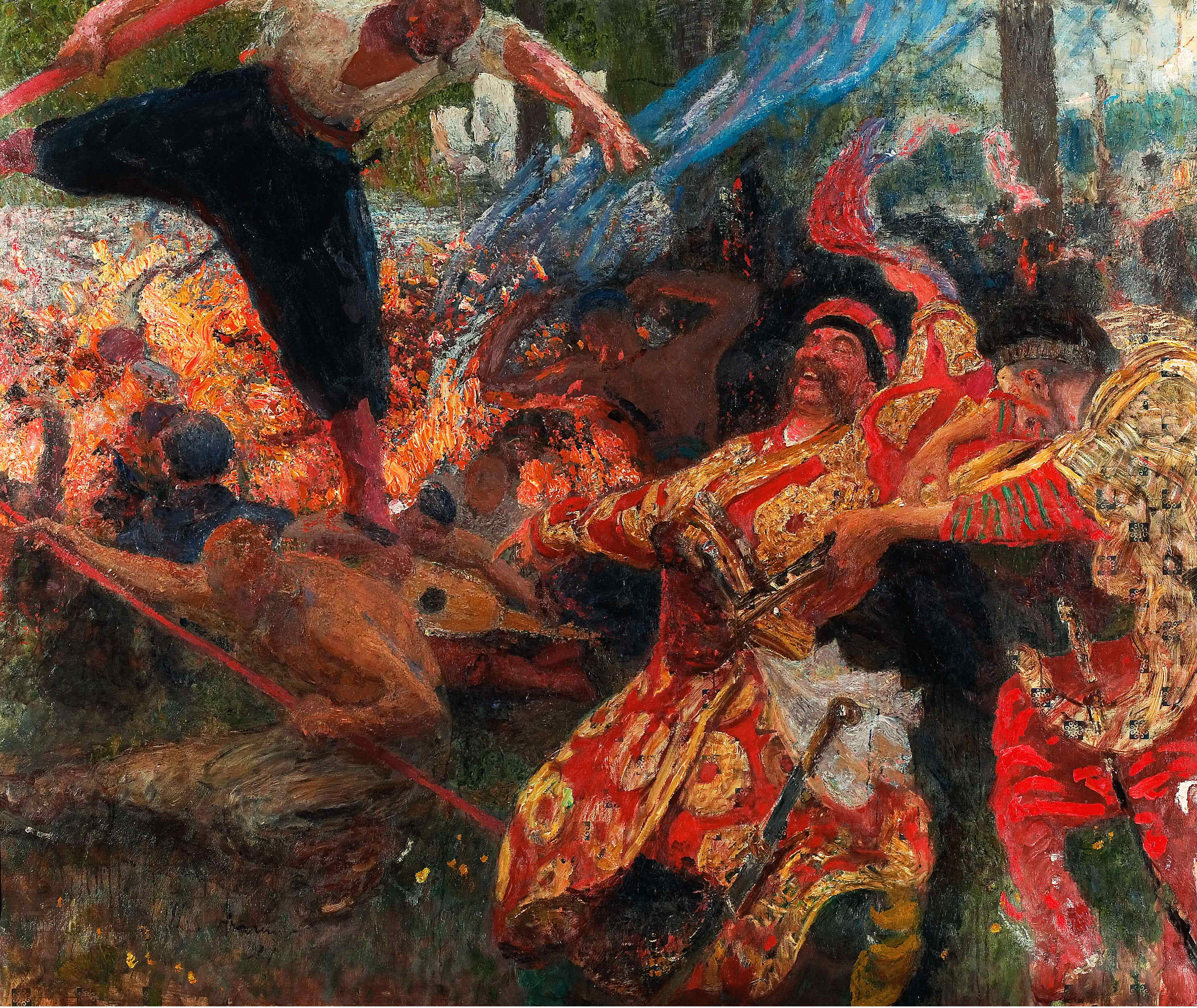
Гопак, 1927, приватна збірка
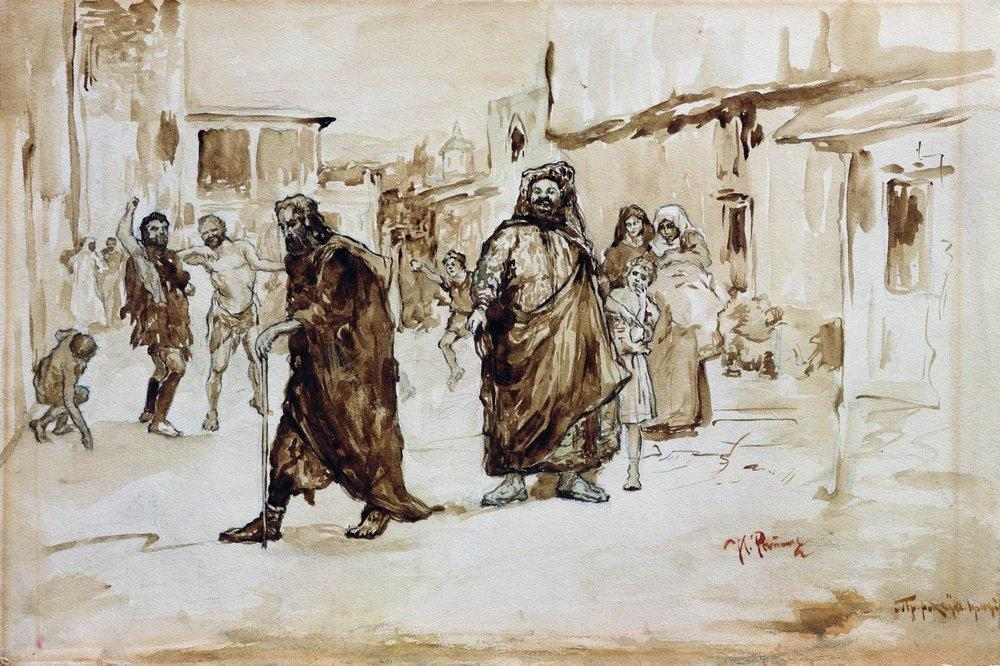
Люди висміюють та побивають камінням пророка, що проходить по вулиці, бл. 1890. Малюнок до вірша М. Ю. Лермонтова)
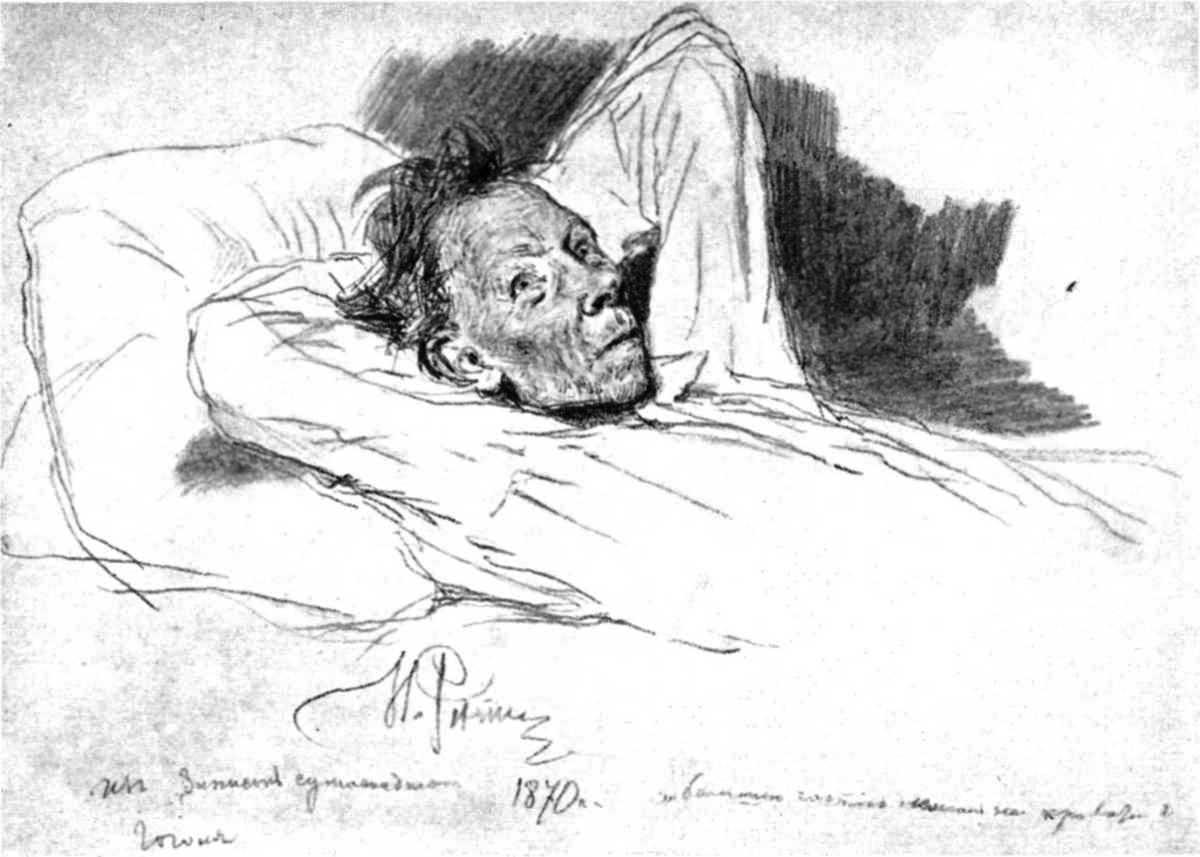
Ілюстрація до «Записок божевільного», 1870
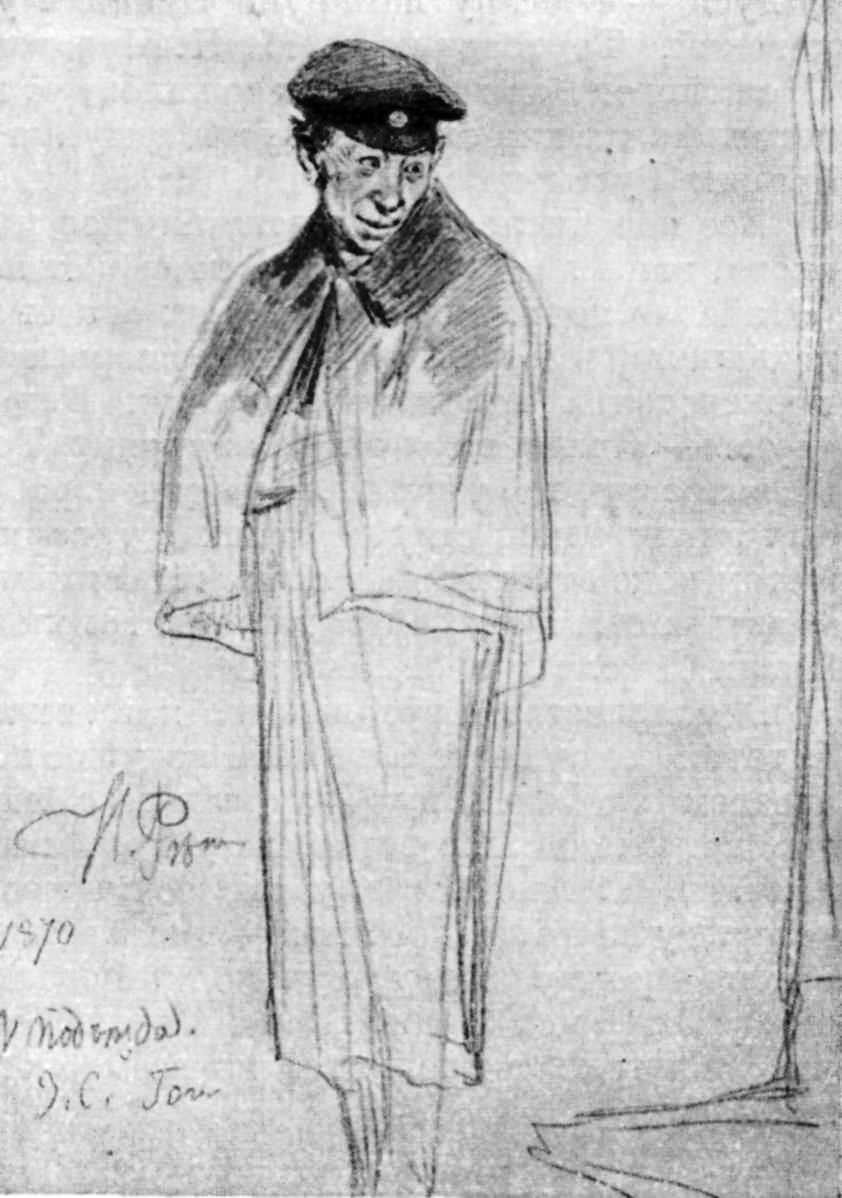
Ілюстрація до «Записок божевільного», 1870